# Duomo di Modena
Il duomo di Modena, oppure Cattedrale di Modena, il cui nome ufficiale è cattedrale di san Geminiano il principale luogo di culto della città di Modena, chiesa madre dell'arcidiocesi di Modena-Nonantola. Capolavoro dello stile romanico, la cattedrale è stata edificata dall'architetto Lanfranco nel sito del sepolcro di san Geminiano, patrono di Modena, dove in precedenza, a partire dal V secolo, erano state già erette due chiese. Nella cripta del duomo si trovano le reliquie del santo, conservate in una semplice urna del IV secolo ricoperta da una lastra di pietra e sorretta da colonne di spoglio. Il sarcofago, custodito entro una teca di cristallo, viene aperto ogni anno in occasione della festa del santo stesso (31 gennaio) e le spoglie del santo, rivestite degli abiti vescovili con accanto il pastorale, vengono esposte alla devozione dei fedeli.
Vicino alla cattedrale sorge la torre campanaria detta la Ghirlandina.
Nell'aprile del 1934 papa Pio XI l'ha elevata alla dignità di basilica minore.
Il duomo di Modena, con la Torre Civica e la Piazza Grande della città, è stato inserito dal 1997 nella lista dei siti italiani patrimonio dell'umanità dall'UNESCO. Il duomo di Modena è inserito nell'Itinerario Culturale del Consiglio d'Europa Transromanica.

## Storia

### Prima della Cattedralenuova

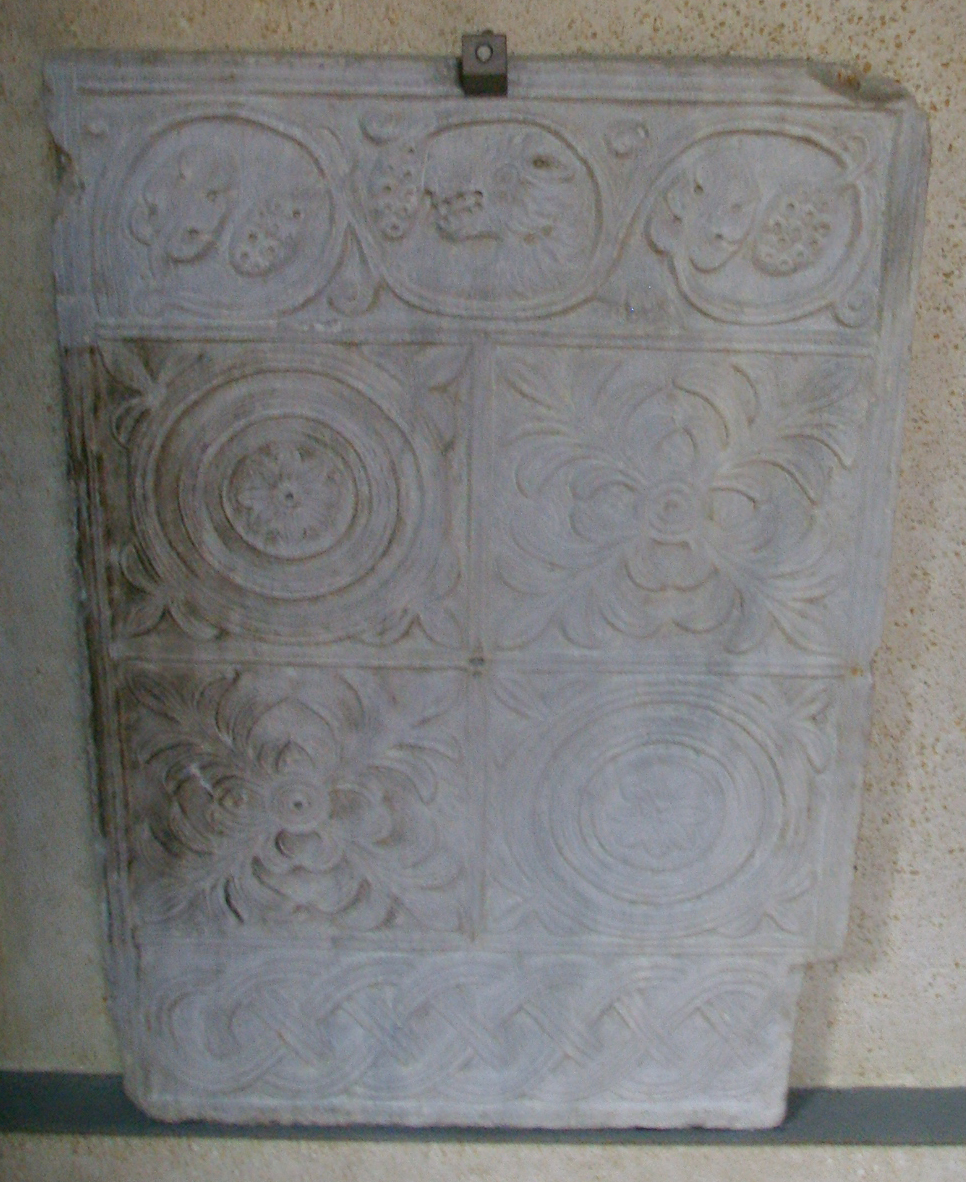
Un frammento marmoreo dalla Cattedrale vecchia

L'antica Mutina era una fiorente colonia romana sulla via Emilia, che nell'alto medioevo era andata quasi completamente distrutta a causa di invasioni, terremoti e di alluvioni, tanto che gli abitanti erano stati costretti ad abbandonare la città per trasferirsi in una località longobarda dotata di mura, che prese il nome di "Cittanova", oggi frazione del comune di Modena.
Il vescovo tuttavia continuò a risiedere presso la chiesa principale di Mutina, dove erano conservate le spoglie del santo patrono; col tempo attorno alla chiesa (che sorgeva all'esterno delle mura romane) si venne a formare un nucleo abitativo, che diventò, ed è ancora oggi, il centro di Modena, seguendo un andamento a raggiera lungo le vie d'acqua che attraversavano la città.
Nella metà dell'XI secolo la prima chiesa venne sostituita da una più grande, la quale tuttavia, per le scarse capacità dei costruttori, minacciava di crollare già verso la fine del secolo, quando il popolo decise di costruirne una nuova. In quel periodo, caratterizzato dalla lotta fra papato e impero per l'investitura dei vescovi, la città, pur facendo parte dei domini di Matilde di Canossa, era stata governata saldamente dal potente vescovo Eriberto, che però fu scomunicato nel 1081 da Gregorio VII per le sue simpatie per l'antipapa Clemente III e per l'imperatore. La sede vescovile restò allora vacante per diversi anni a causa dell'impossibilità per il papa di trovare un candidato gradito al popolo e al partito imperiale.
Il popolo, che avvertiva la necessità di mettere mano a una nuova chiesa, approfittando anche dell'assenza del vescovo, decise di costruire una nuova grande cattedrale, cosicché quando il nuovo vescovo Dodone, nominato pur con qualche difficoltà da papa Urbano II, arrivò a Modena nel 1100 e riuscì a farsi accettare da tutti, trovò il cantiere del nuovo Duomo già aperto.
La decisione presa dal popolo, in piena indipendenza rispetto ai poteri imperiali ed ecclesiastici, è indicativa dell'aspirazione all'autogoverno e alla libertà dei modenesi. Il Duomo rappresenta dunque il simbolo della rivendicazione di autonomia e libertà di una comunità devota ma insofferente allo strapotere sia imperiale che ecclesiastico, che sfociò qualche tempo dopo nella costituzione del libero Comune (1135).

### Il nuovo duomo

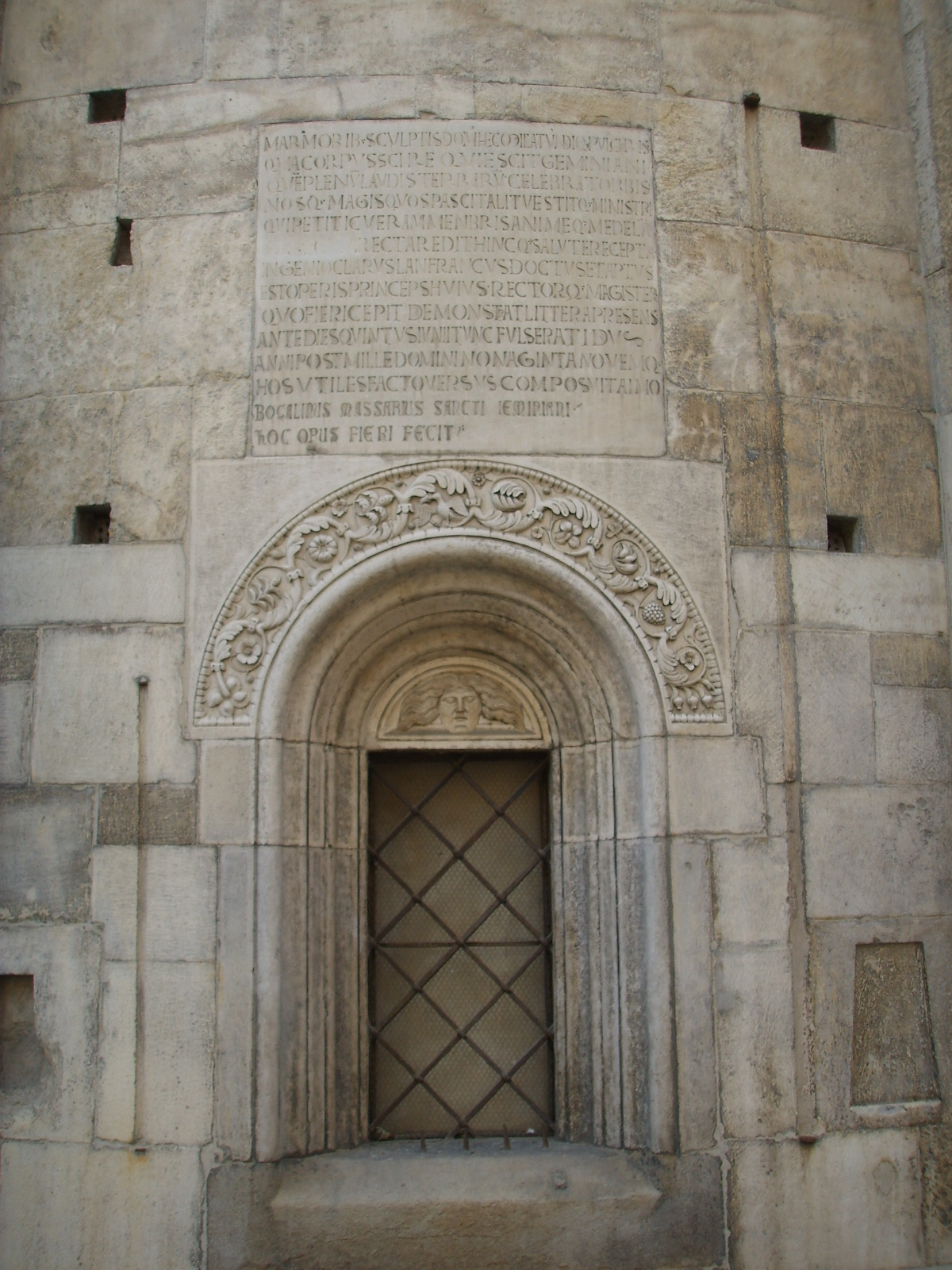
La lapide di Lanfranco che attesta l'inizio della costruzione il 26 maggio 1099

Una lapide murata all'esterno dell'abside maggiore riporta come data di fondazione della nuova cattedrale modenese il 26 maggio 1099, e indica anche il nome dell'architetto, Lanfranco, mastro ingenio clarus doctus et actus operis princeps huius rectorque magister ("famoso per ingegno, sapiente e esperto, direttore e maestro di questa costruzione").
La nuova cattedrale, secondo il documento di poco successivo al 1106 della Relatio de innovatione ecclesie Sancti Geminiani (del canonico Aimone di Modena, conservato nell'Archivio Capitolare), fu fortemente voluta dalla popolazione (quindi non solo dagli ecclesiastici) al posto della precedente chiesa, terminata appena trent'anni prima e situata in posizione sfasata, più o meno con le absidi dove oggi si trovano la facciata e la prima parte della navata. Si riporta anche un documento che conferma il nome dell'architetto Lanfranco e ne riporta un disegno che lo ritrae in vesti ricche rispetto a quelle umili degli operai, che dirige con una verga in mano i lavori degli scavi per le fondazioni e per l'erezione di una parete.
Lanfranco venne a Modena accompagnato da un gruppo di valenti muratori e lapicidi (i cosiddetti Maestri comacini, cioè provenienti da località del lago di Como) che si misero subito al lavoro.

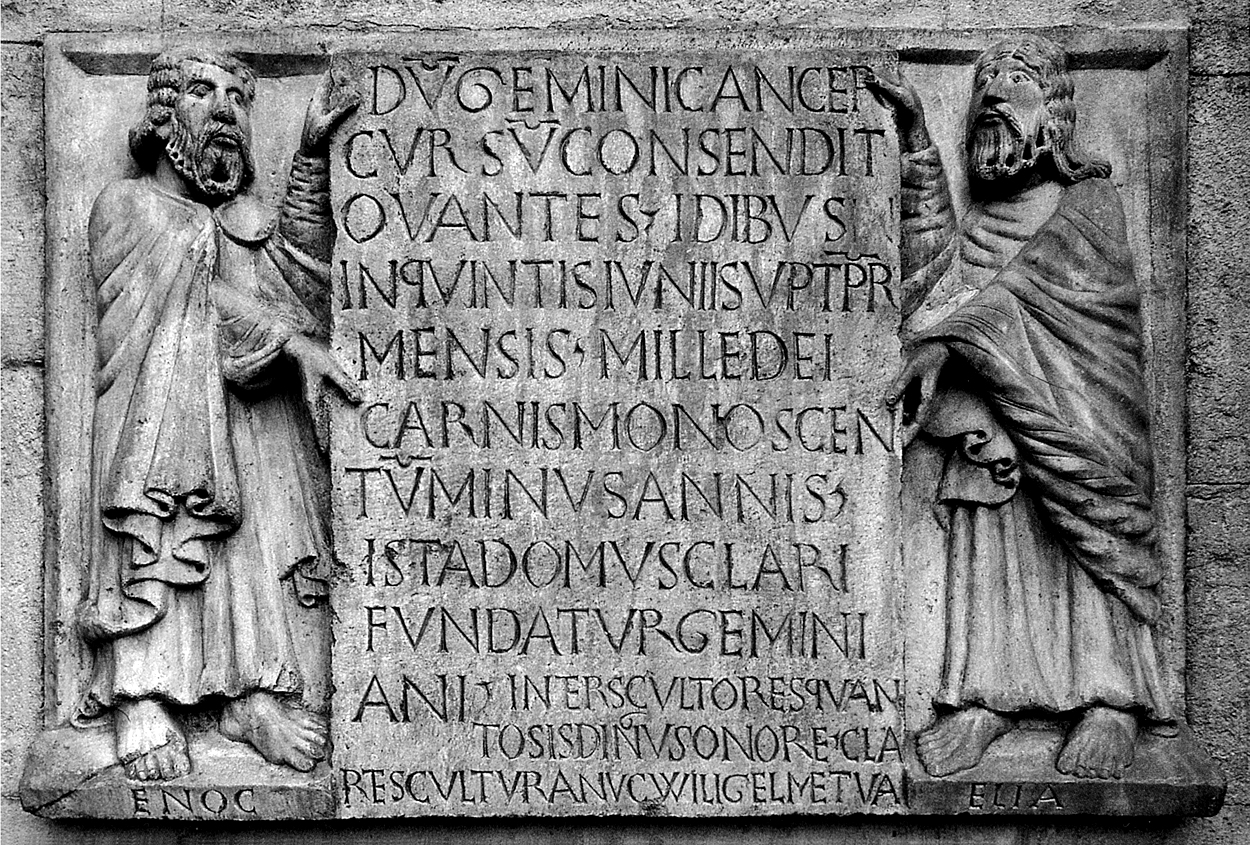
I profeti Enoch e Elia e dedica a Wiligelmo, che affiancò Lanfranco nella costruzione pochi anni dopo

A Lanfranco si dovette affiancare presto lo scultore Wiligelmo, ricordato da un'analoga lapide sul lato opposto della chiesa, il quale non solo lavorò assieme ai suoi allievi e seguaci alla decorazione scultorea della chiesa, ma forse si occupò anche dell'architettura, iniziando i lavori dalla facciata, mentre Lanfranco (o comunque un altro gruppo di lavoro) partì dalle absidi.

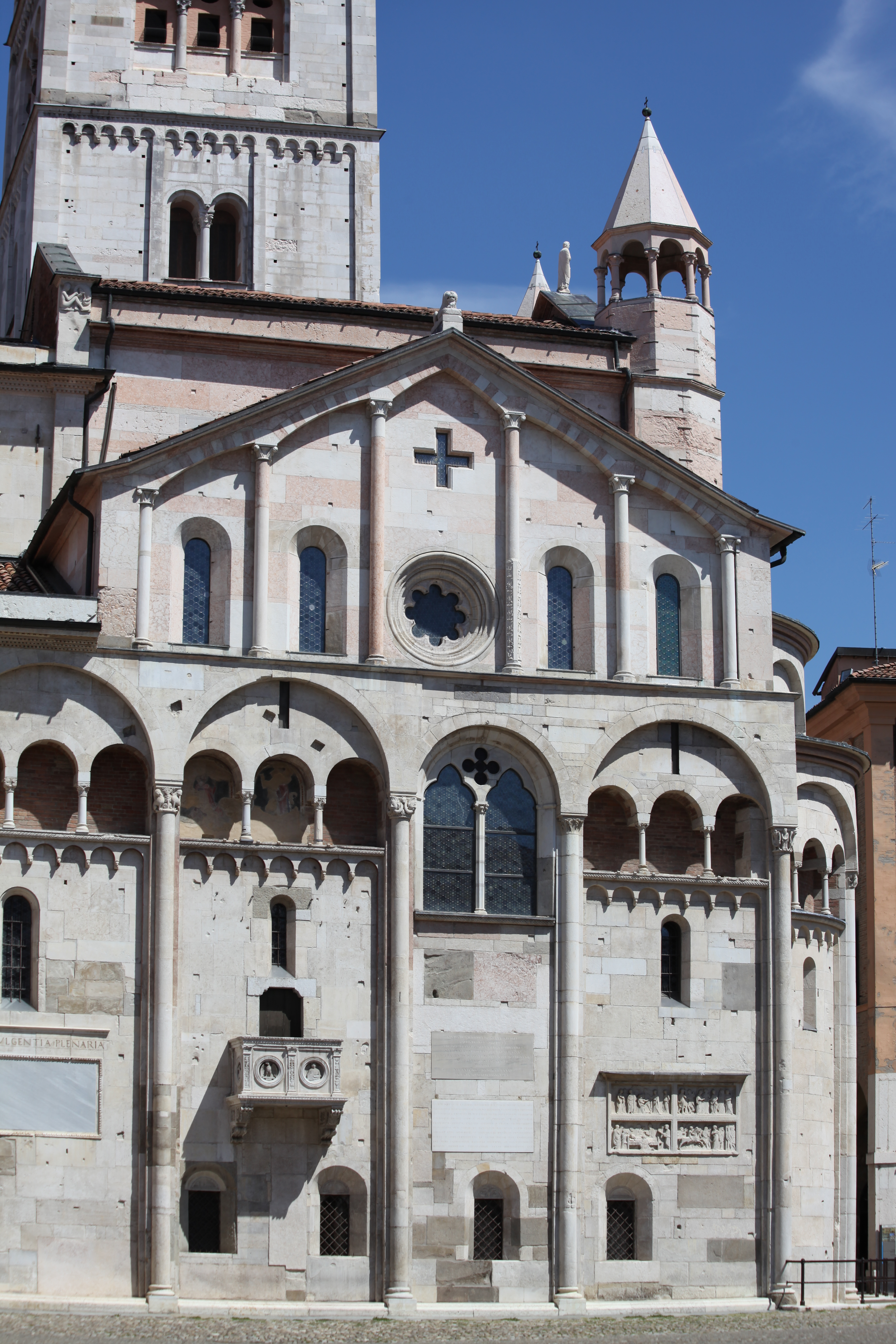
Fianco meridionale con bifora e arco basso, irregolarità della costruzione

La doppia partenza in senso inverso dei lavori è avallata, oltre che dalle due lapi
, anche da un'irregolarità, molto probabilmente dovuta a errori di calcolo, in quello che dovette essere il punto d'incontro: sul fianco meridionale verso la Piazza Grande la serie di loggette s'interrompe e si interpone una bifora, sormontata da un arco cieco più basso e stretto. La corda di questo arco misura 2,67 m, mentre tutti gli altri hanno una lunghezza di 3,74 m. Altrettanto si verifica sul fianco nord, dove però l'irregolarità è meno evidente perché mascherata da un successivo rimaneggiamento.
Per la costruzione del duomo attuale vennero usati in parte materiali ricavati dai ruderi di edifici di epoca romana. Quando ormai le fondazioni avevano raggiunto la superficie del suolo, ci si accorse che i materiali raccolti non sarebbero bastati per l'intera costruzione, ma, come afferma il cronista Aimone, "per divina ispirazione" si cominciò a scavare poco lontano dal cantiere mettendo in luce inaspettatamente una necropoli romana ricca di pietre e di marmi che, levigati o scolpiti, vennero utilizzati nella costruzione dell'edificio. Il largo impiego di marmi romani è evidenziato da figure e iscrizioni che si trovano qua e là nelle lastre che ricoprono il Duomo e la torre campanaria e dai leoni stilofori certamente di origine romana del portale maggiore e della Porta dei principi, i primi del genere a venire impiegati in un edificio medievale.

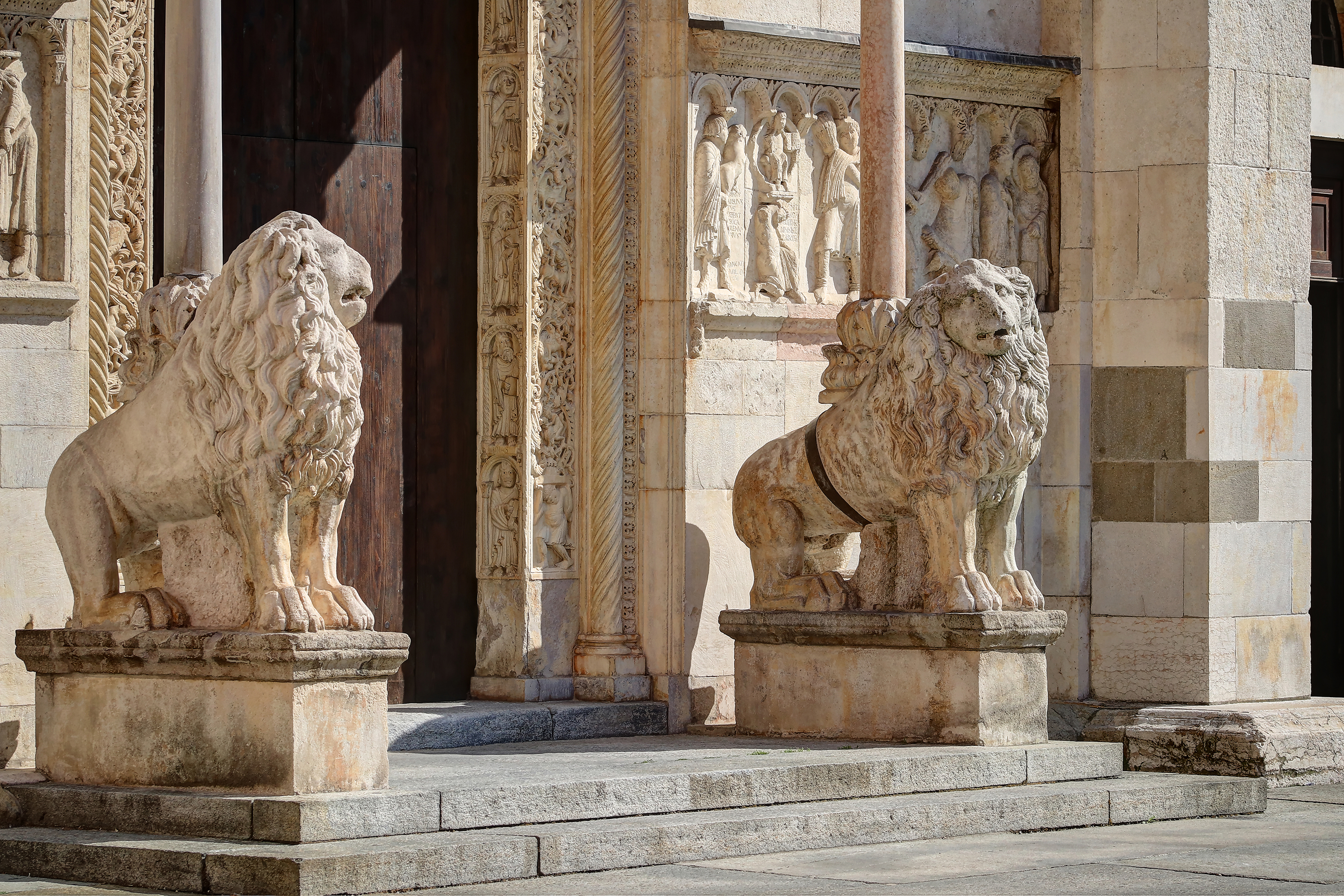
Leoni all'ingresso principale (portale maggiore)

I lavori edili andarono avanti alacremente, insieme alla demolizione di parti della vecchia cattedrale per fare posto alla nuova, cosicché nel 1106 la costruzione era già coperta e si poté traslare il corpo del Santo patrono da ciò che restava ancora della vecchia chiesa, dove era sepolto, alla cripta della nuova cattedrale. Questa cerimonia avvenne in forma solenne alla presenza del papa Pasquale II, di vescovi e abati, della contessa Matilde e del popolo, attento e vigile durante la ricognizione del sepolcro e la traslazione nel timore che vi potessero essere furti di reliquie, allora oggetto di fiorente commercio.
Il terribile terremoto del 1117,che sconvolse l'area padana, non lese il duomo di Modena, fatto che lo rese fonte di ispirazione per gli architetti che costruirono e riammodernarono importanti edifici come le cattedrali di Ferrara, Piacenza, Parma o l'abbazia di Nonantola.
Demolita poi completamente la vecchia cattedrale, i lavori continuarono ed entro il terzo decennio del XII secolo il lavoro dei successori di Lan

### I Campionesi

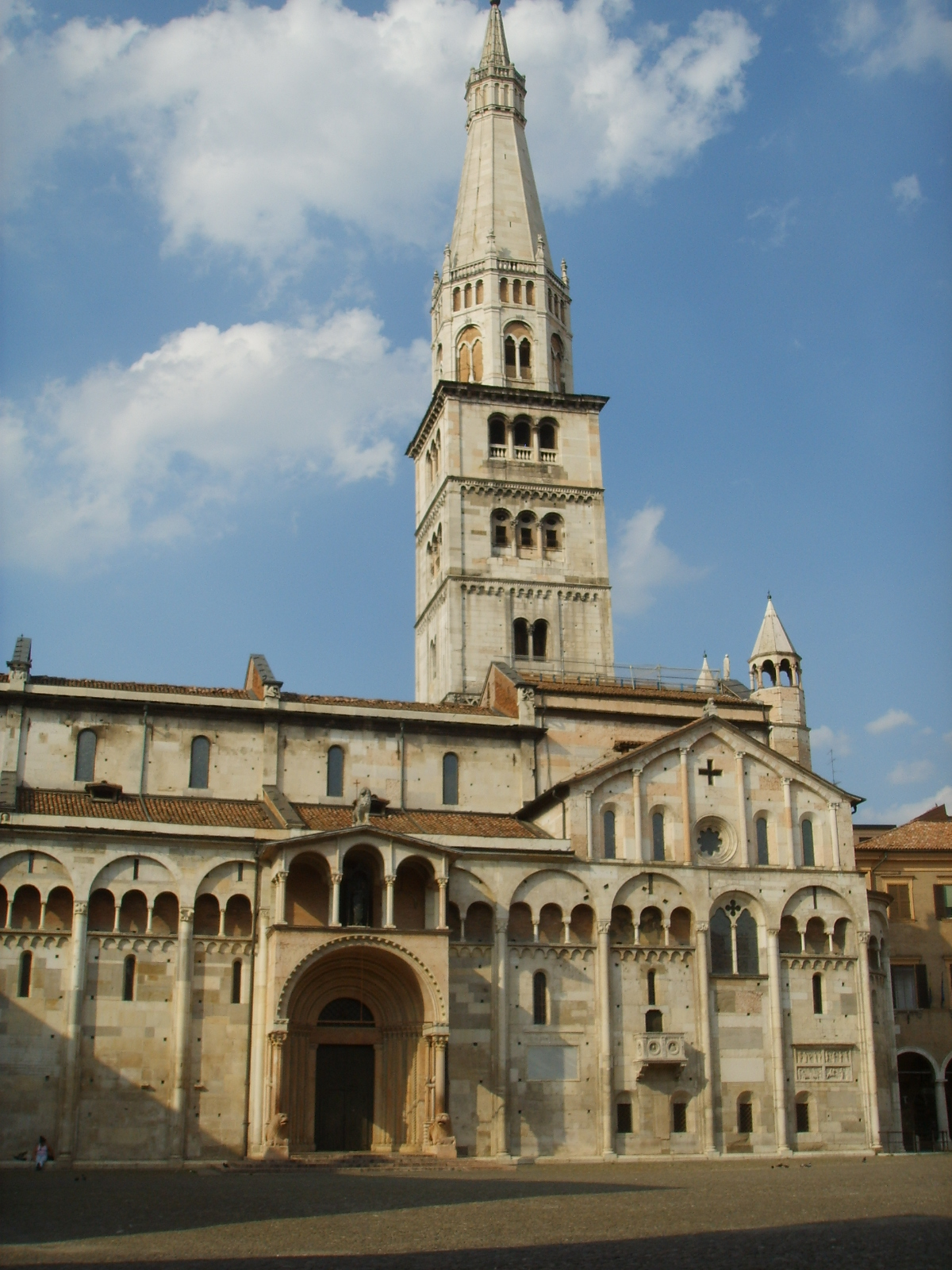
La Porta Regia sul fianco destro e la Ghirlandina

A Lanfranco e Wiligelmo subentrarono a partire dal 1167 alcuni seguaci e le maestranze campionesi, provenienti anch'esse dal nord della Lombardia, precisamente da Campione d'Italia, oggi enclave italiana in Svizzera, da cui il nome.
I Maestri campionesi erano stati chiamati per completare la cattedrale e, soprattutto, la torre campanaria, lasciata a quattro piani fino ad allora e completata solo nel 1319 con il completamento della lanterna a base ottagonale. A loro si devono anche buona parte delle decorazioni interne, ma anche diversi interventi strutturali quali l'apertura delle due porte laterali della facciata, la costruzione del grande rosone gotico al centro della facciata, che comportò l'abbassamento del secondo piano del protiro del portale maggiore, e l'aggiunta del Cristo benedicente sopra al rosone (XIII secolo). Fu inoltre modificato il presbiterio, con la costruzione del mirabile pontile riccamente da loro decorato (a cavallo del XII e XIII secolo), e venne aperta la grandiosa Porta Regia sulla Piazza Grande (Anselmo da Campione, 1209-1231), anch'essa non prevista da Lanfranco (il nome di Regia, non significa del re, ma deriva dal termine del latino medioevale rege che significa porta principale di un edificio), a differenza della vicina Porta dei principi già presente nel progetto iniziale (questa trae il proprio nome dalla presenza di due principi nella decorazione dell'architrave). La monumentalità della Porta Regia conferì al fianco meridionale l'aspetto di una seconda facciata.
Ai Maestri campionesi sono anche attribuibili gli Arcangeli Michele e Gabriele posti uno alla sommità del tetto della facciata e l'altro su quello dell'abside centrale, rispettivamente. L'attività dei Campionesi continuò per tre generazioni, come testimonia nel 1322 la realizzazione del pulpito interno da parte di Enrico da Campione. Poiché le cronache registrano nel 1319 il compimento a opera dello stesso Enrico da Campione della cuspide della Ghirlandina, si può datare intorno alla metà del XIV secolo la partenza dalla città dei Campionesi.
Nonostante i Maestri Campionesi lavorarono all'edificio a più riprese fino al XIV secolo, nel 1184 ci fu la definitiva consacrazione da parte di papa Lucio III, indicando come l'edificio doveva ritenersi agibile ed in gran parte completato nelle sue parti strutturali.

### Gli interventi successivi
Gli interventi successivi più importanti sono nel XV secolo, quando fra il 1437 e il 1455 si nascose con volte a crociera l'originaria copertura a capriate lignee, forse voluta dai committenti timorosi che succedesse quanto era avvenuto alle volte del duomo precedente, che avevano palesato presto vistose lesioni.
Nel XVIII secolo venne modificata l'abside centrale della cripta, entro cui si trova il sepolcro di San Geminiano: grazie al lascito testamentario di un canonico le pareti vennero rivestite di marmi rari e preziosi, le finestre chiuse da preziose e sottili lastre di onice, le volte vennero rifatte e decorate con stucchi e altri materiali. In quell'occasione fu fabbricato anche una nuova e preziosa urna funeraria del santo, mentre l'altare che la precede fu recintato con una balaustra marmorea.
Come recita una lapide murata a fianco dell'altare, vennero realizzati in quel periodo i candelabri e le lampade d'argento oggi conservati nei Musei del Duomo di Modena, offerti dall'allora duca di Modena Rinaldo I d'Este, che era stato cardinale rinunciatario della porpora per sposarsi e assumere il governo della città, essendo morto senza lasciare figli suo nipote Francesco II d'Este.

### Recenti interventi di ripristino e restauro
Tra la fine dell'Ottocento e i primi del Novecento si abbassò di una ventina di centimetri il pavimento per dare maggiore slancio all'interno e si liberarono i fianchi del Duomo delle costruzioni che, nel tempo, si erano venute ad appoggiarvisi. In quell'occasione si costruì un nuovo passaggio sopraelevato tra la sagrestia e la cattedrale in uno stile che richiama il romanico.
In occasione di questo restauro si commissionò a due modesti pittori modenesi l'incarico di dipingere l'interno superiore delle absidi ed essi assolsero il compito effettuando affreschi che imitano i mosaici bizantini.
Nel 1936 si ricostruirono le guglie a loggetta che sovrastano i pilastri della facciata cadute per il terremoto del 1797 e mai ricollocate in loco. Nel 1944 una parte del lato sud venne parzialmente danneggiata da un bombardamento e presto restaurata. Alla fine del Novecento si provvide poi a un'accurata pulitura delle sculture e della superficie esterna restituendo al Duomo il caratteristico colore bianco che era stato offuscato dalla polvere e dallo smog.
Sempre in questi anni, grazie a un lascito testamentario, si installarono tre porte in bronzo per i portali della facciata. Queste porte non riscossero però l'approvazione di buona parte dei cittadini, che le giudicavano troppo moderne e non in armonia con la facciata. La polemica divampò e investì anche la critica d'arte nazionale, cosicché il Capitolo del Duomo tornò sulla sua decisione, facendo rimuovere le porte in bronzo e rimettendo le vecchie e anonime porte in legno.

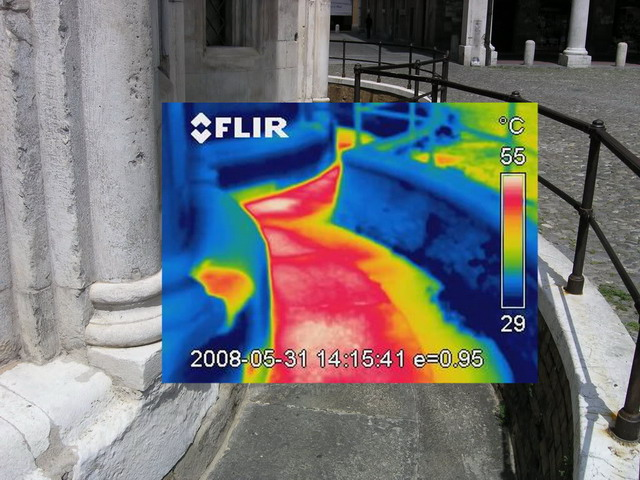
Termografia nella zona ribassata attorno all'abside

Tra il 2007 e il 2008 il Duomo fu sottoposto a restauro consolidativo. Sono state sostituite alcune travi portanti piuttosto degradate, e si sono riparate fessure nella muratura. Si è inoltre proceduto a restaurare il rosone, valutato piuttosto instabile, a livello sia delle colonnine (smontate e rimontate a una a una) che delle vetrate policrome quattrocentesche. Queste ultime in particolare hanno subìto approfondite analisi eseguite dall'Università di Padova, volte a identificare le parti non originali rimpiazzate spesso malamente col passare dei secoli (e delle guerre) da vetri di scarsa qualità, col fine di sostituirle definitivamente con materiali più consoni.
Lavori di restauro hanno riguardato anche la facciata e la fiancata meridionale, quella che dà sulla piazza Grande, nonché le volte interne, restauro terminato nel 2019.

## Descrizione

### Esterno
All'esterno l'articolazione dello spazio riflette quella interna, una teoria di loggette ad altezza di "matroneo", cinge tutto il perimetro del Duomo, racchiuse da arcate cieche. Questo motivo dà ritmo all'edificio scandendo l'articolazione dello spazio con un gioco di chiaroscuri. L'esterno della cattedrale è tutto ricoperto in laterizio.

#### La facciata

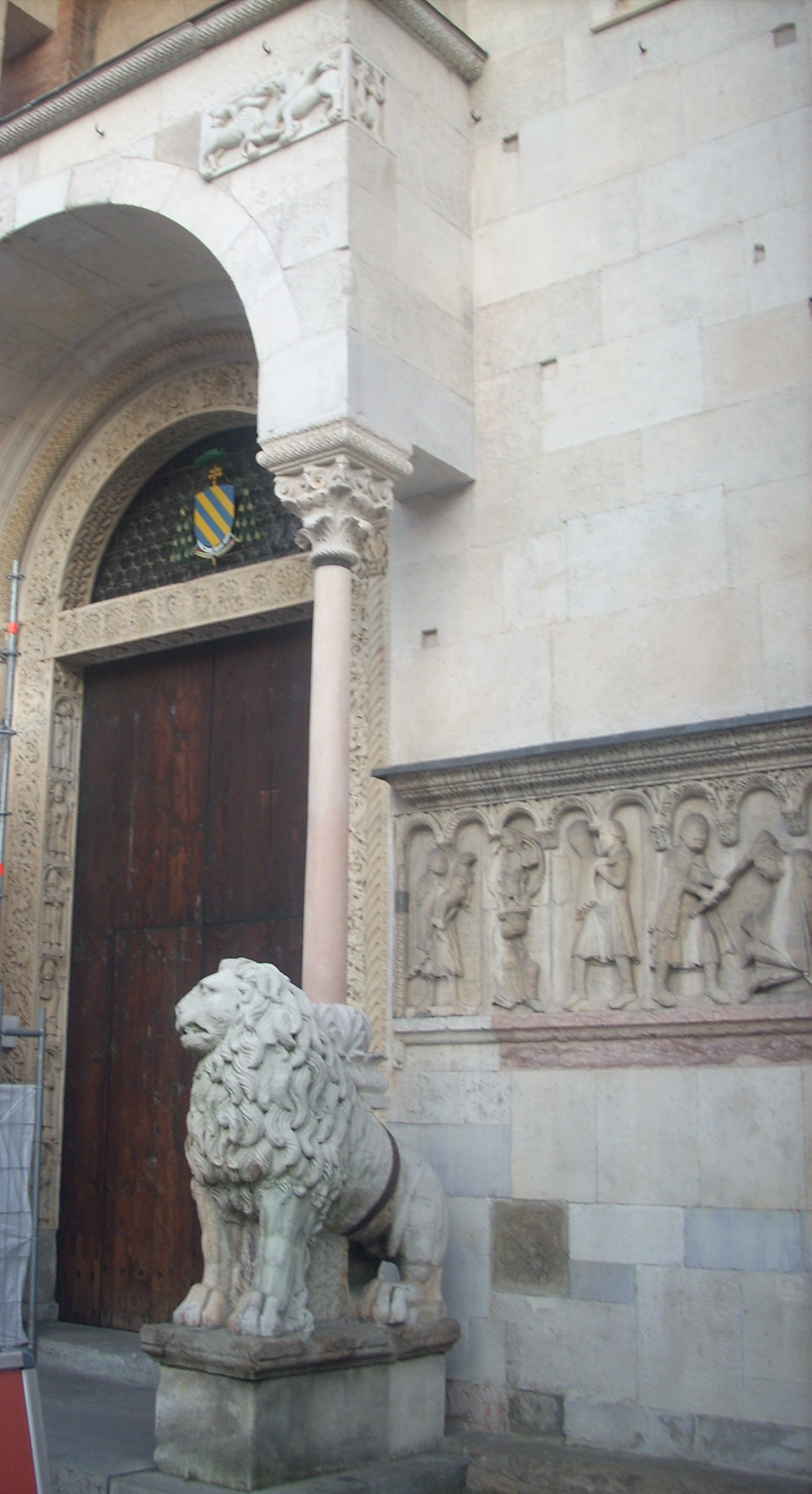
Leone stiloforo sulla facciata.

La facciata del 1099-1106 è a salienti che riflettono la forma interna delle navate, con tetti spioventi ad altezze diverse. Due poderose paraste dividono la facciata in tre campiture.
Il centro è dominato dal portale maggiore, sovrastato da un protiro a due piani con un'edicola dalla volta a botte. Il protiro è retto da due leoni stilofori (cioè reggenti una colonna ciascuno) di epoca verosimilmente antica (forse copie di sculture romane). Viene qui ripresa l'allegoria tipicamente greca che faceva della colonna un simbolo dell'uomo: la colonna è posta infatti sopra il leone e sormontata a sua volta dal protiro tridimensionale, che rappresenta la Trinità.  Ciò voleva significare che l'uomo è un essere intermedio, a metà strada tra Dio e l'animale. Questo motivo di derivazione classica si ripete poi tutt'intorno all'edificio. Lo stesso modello è ripreso anche nella Porta Regia sul fianco.
Numerosi rilievi, tra i quali i quattro celebri pannelli con le Storie della Genesi di Wiligelmo, decorano la facciata. Questi rilievi sono posti al di sopra dei portali laterali e a fianco di quello centrale, sono suddivisi in dodici parti, che vanno dalla rappresentazione di Dio in una mandorla fino al Diluvio Universale (vedi sotto).
Sei grosse arcate laterali di altezza e larghezza diverse e racchiudenti trifore a comporre un loggiato sono presenti al di sopra dei portali e sono rette da colonne terminanti con capitelli figurati (le due arcate interne più piccole sono rette dalle paraste e dai muri del protiro). Una fila continua di archetti pensili corre al di sotto del loggiato.
Il grande rosone venne aggiunto dai Maestri campionesi nel XIII secolo assieme al Cristo in gloria in alto e ai due portali laterali, che comportarono lo spostamento dei pannelli di Wiligelmo.

#### Fianco meridionale

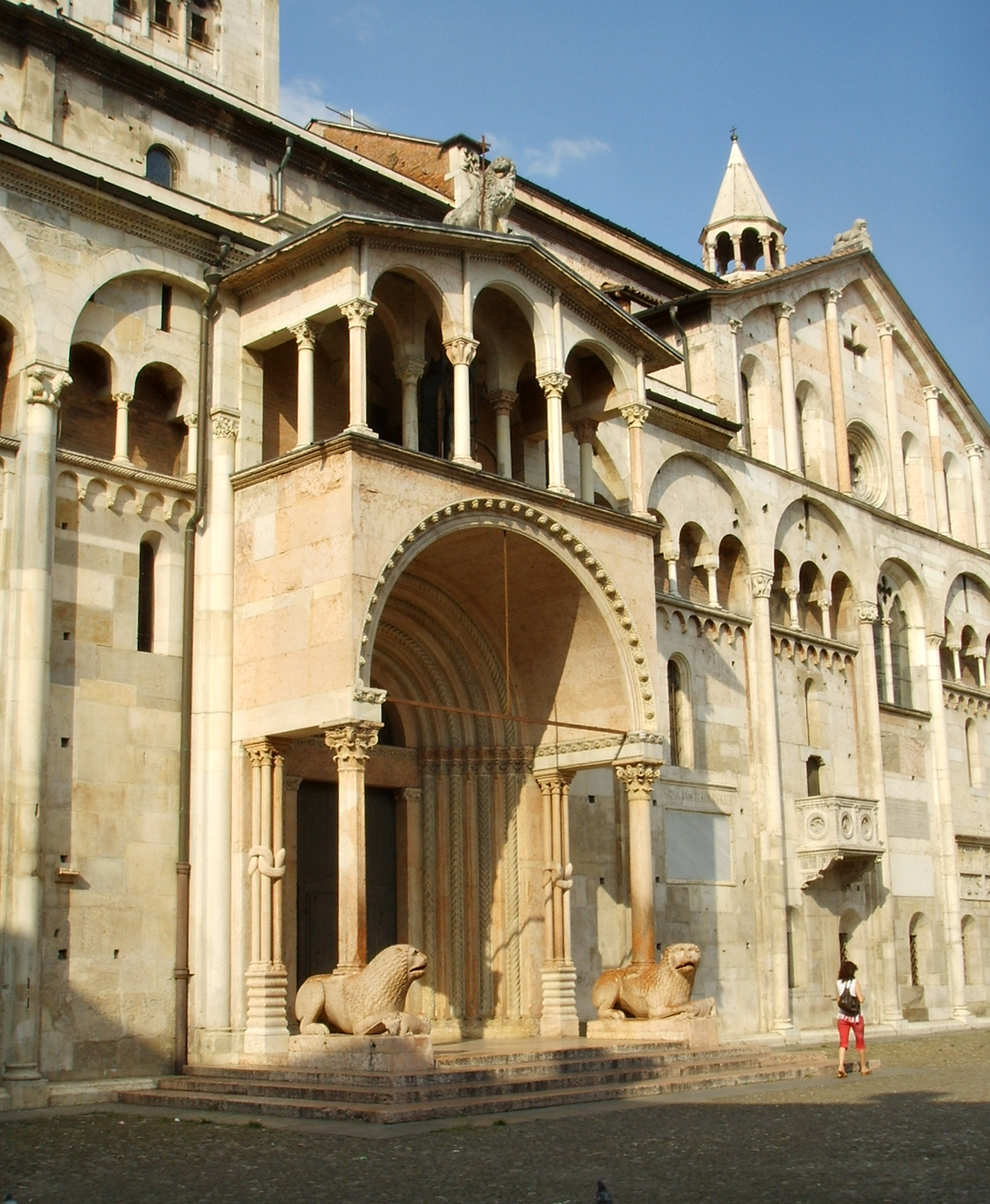
La Porta Regia

Il fianco meridionale affacciato sulla piazza è caratterizzato dal loggiato che prosegue quello della facciata. In particolare, l'intero fianco è scandito da semicolonne sormontate da capitelli a figure e quindici arcate racchiudenti le trifore del loggiato. Le colonnine del loggiato poggiano su una cornice con archetti pensili. Sotto a questi ci sono piccole monofore, presenti anche nel cleristorio a livello della navata centrale. Alcune delle arcate sono oscurate dalle porte laterali ed una è sostituita con una bifora per far combaciare i due progetti di Lanfranco e Wiligelmo che sono partiti in maniera indipendente dalle absidi e dalla facciata, rispettivamente.
La più piccola Porta dei Principi (1106-1110 circa) è in prossimità della quinta arcatura, oscurata dalla porta stessa. Consta di un protiro a due piani con leoni stilofori coevi alla porta stessa. Recava al secondo piano un affresco andato perduto ed è ornata nell'architrave del primo piano da un bassorilievo raffigurante episodi della vita di san Geminiano (vedi sotto).
La più grande Porta regia non esisteva nel Duomo di Lanfranco ed è opera dei maestri campionesi, databile fra il 1209 e il 1231. Si trova tra la nona e undicesima arcatura, che oscura in parte, mentre la decima è completamente coperta. Presenta all'esterno alcuni gradini ed è di marmo rosa, diverso dal colore bianco della superficie del Duomo. Ha anch'essa un protiro a due piani retto al piano di sotto da quattro colonne, di cui le prime due sono sorrette da due grandi leoni stilofori. Minore, rispetto alle altre porte, è la sua decorazione scultorea, mentre molto maggiore è la sua imponenza architettonica (vedi sotto).
Più avanti, sotto la tredicesima arcata, sporge un pulpito rinascimentale opera del 1500-1501 di Giacomo da Ferrara e del figlio Paolo di Giacomo che ha sulla cassa i simboli degli Evangelisti. Fu costruito per impartire al popolo modenese riunito in piazza la benedizione con il braccio di San Geminiano. Ancora più avanti, sotto la quindicesima arcata, un bassorilievo staccato dalla cripta di Agostino di Duccio (1442) con quattro episodi della vita di San Geminiano (vedi sotto).

#### Absidi
Le tre absidi continuano il motivo ad arcature con trifore visto in facciata e sui fianchi, anche se ad altezze diverse per rispettare le dimensioni minori delle absidi laterali rispetto a quella centrale. Al di sopra di queste sono visibili la parte posteriore del presbiterio centrale, fiancheggiato da due torrette a base ottagonale, e i due falsi transetti che costituiscono in realtà parte del presbiterio.
La finestra bassa dell'abside centrale reca un tralcio a girali di quercia nell'archivolto e nella lunetta la testa di medusa. A lato si trovano incise alcune misure modenesi aggiunte nel 1527: mattone, coppo, pertica e braccio, punto di riferimento per il mercato che si teneva nella piazza.

#### Fianco settentrionale
Il fianco settentrionale non è visibile nella sua interezza a causa degli edifici vicini, dei due muri trasversali con arco gotico (aggiunti nel 1338 circa, per consolidare la torre campanaria e collegare il loggiato della chiesa con la stessa torre) e del passaggio moderno in stile neoromanico tra la sagrestia e la stessa torre.
Vi si trova la Porta della Pescheria, realizzata dalla scuola di Wiligelmo tra il 1110 e il 1120 circa (ma completata con le scene di re Artù ben oltre il 1136, secondo alcuni), così detta perché di fronte si trovava il mercato del pesce. È sormontata da un protiro poco profondo, voltato a botte e retto da due colonne su leoni stilofori. A differenza delle altre porte del duomo, negli stipiti e nella parte frontale dell'architrave e dell'archivolto i soggetti sono interamente profani, tratti dalle favole di Esopo e di Fedro, dalla mitologia greca, da credenze popolari, da romanzi letterari e cavallereschi, come il romanzo di Renard di vari autori e la Storia dei Re Bretoni di Goffredo di Monmouth. Negli stipiti interni sono i bassorilievi dei dodici mesi dell'anno, raffigurati come uomini vestiti umilmente intenti in attività tipiche del mese. Motivi vegetali ripetitivi e incastonati sono presenti nell'archivolto interno, mentre l'architrave interno è privo di decorazioni.

#### Torre campanaria
La torre campanaria di 86,12 metri fu costruita a più riprese dall'inizio del XII secolo fino al completamento della punta nel 1319. È a sei piani a base quadrata in stile romanico lombardo con cornici marcapiano ed archetti pensili al termine di ogni piano e monofore che diventano prima bifore e poi trifore andandoi verso l'alto. È coronato da una lanterna ottagonale in stile gotico. È detta Ghirlandina per la presenza delle due ringhiere (ghirlande) sulla sommità ottagonale.

### Interno
La chiesa è a tre navate prive di transetto e con un presbiterio (l'area dove si trova l'altare liturgico) in posizione sopraelevata, che suggerisce la presenza della cripta.

#### Navate

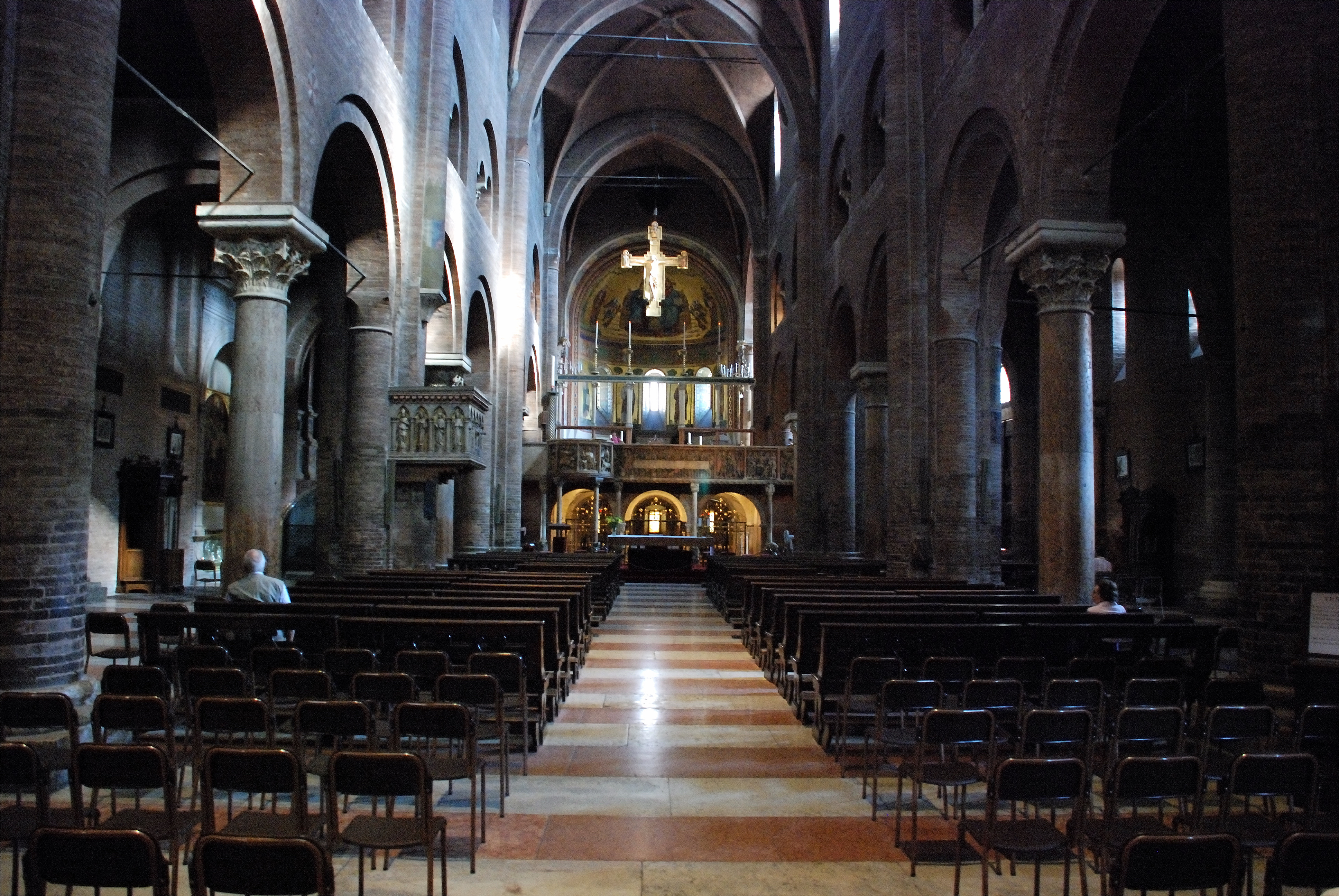
Interno

A ciascuna navata corrisponde un'abside. La copertura era anticamente a capriate lignee e venne sostituita con volte a crociera a sesto acuto soltanto durante il XV secolo. Presenza anche di un finto matroneo che ha la funzione di alleggerire la struttura, il quale riprende il motivo della loggia percorribile all'esterno. Sopra il matroneo vi è un cleristorio molto alto per rinforzare le volte a crociera. Infine il presbiterio è rialzato rispetto alla cripta, creando un pontile realizzato da maestri campionesi. 
La navata centrale presenta quattro grandi campate, di lunghezza doppia rispetto a quelle nelle navate laterali (che sono quindi otto).
Le pareti che separano le navate sono scandite da archi a tutto sesto, poggianti su pilastri compositi alternati a colonne, e articolate da triplici arcate nel triforio, dove si simula un matroneo inesistente ripreso da modelli carolingi e ottoniani, e strette finestre nel cleristorio, dalle quali filtra la luce.
L'uso di pilastri a fascio e colonne alternati è di solito funzionale alla costruzione delle volte, perché le volte della navata centrale, più ampie e pesanti, poggiano su pilastri, mentre le volte delle navate laterali scaricano su colonne o pilastri più piccoli. Nel caso del Duomo di Modena, all'epoca della costruzione, la scelta fu puramente stilistica, essendo anticamente coperta da capriate. Esistevano comunque quattro campate già delimitate da arconi, che ancora attraversano la navata e che creavano un ritmo nella struttura parietale, sottolineato anche dalle paraste che prolungano i pilastri, dalle membrature degli archi a tutto sesto e dalle trifore.

#### La cripta

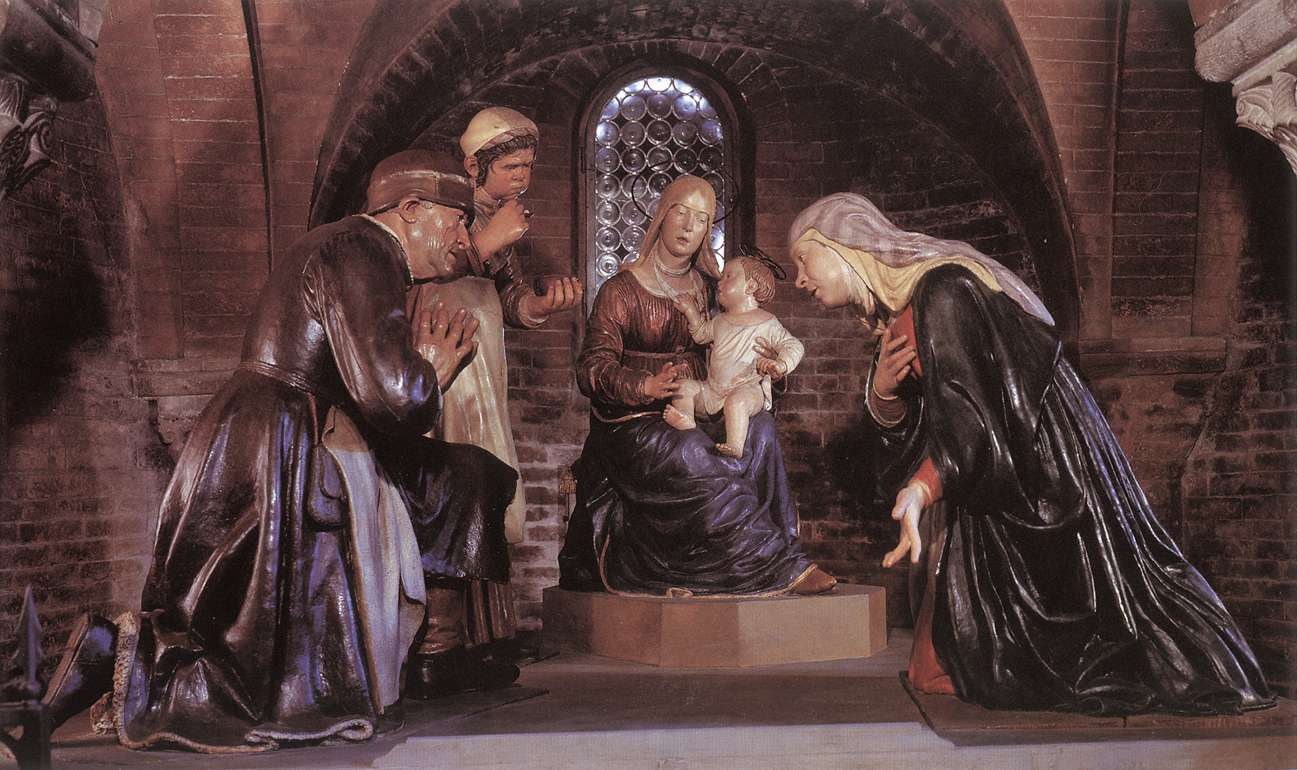
Presepe in terracotta (detto anche Madonna della pappa) di Guido Mazzoni, 1480

La cripta è una vera e propria chiesa sotterranea a nove navate e quattro campate, cui si accede dalla navata centrale del duomo scendendo alcuni gradini. Ad eccezione della parte con il sepolcro di san Geminiano modificata nel 1700, è rimasta inalterata da quando venne costruita tra il 1099 e il 1106 da Lanfranco.
Sono da ammirare i capitelli delle numerose colonne, tutti diversi per forma e dimensioni: alcuni sono in stile corinzio, altri recanti motivi vegetali. Ben sette capitelli hanno raffigurazioni animali o umane dal preciso significato simbolico:
- Sirene bicaudate
- sfingi
- leoni addossati
- montoni addossati
- leone, toro, angelo e aquila, simboli dei quattro evangelisti
- uomini di fede ad occhi spalancati che escono dalla vegetazione
- Aquile ad ali spiegate

Alcuni caratteri formali li assimilano alla scultura preromanica lombarda e si può quindi concludere che sono opera dei lapicidi che scesero a Modena al seguito di Lanfranco, i cosiddetti Maestri Comacini.
Vi si trova la Madonna col Bambino, una servetta e due santi, forse raffiguranti i coniugi Porrini committenti del gruppo di terracotta dipinta di Guido Mazzoni del 1480. È detto gruppo Porrini o, anche, Madonna della Pappa per il gesto familiare della goffa fantesca che soffia su una ciotola per rendere la temperatura della pappa al giusto valore prima di darla al Bambino. Notevole è l'originalità del tema trattato e il realismo delle figure di dimensioni uguali al vero.

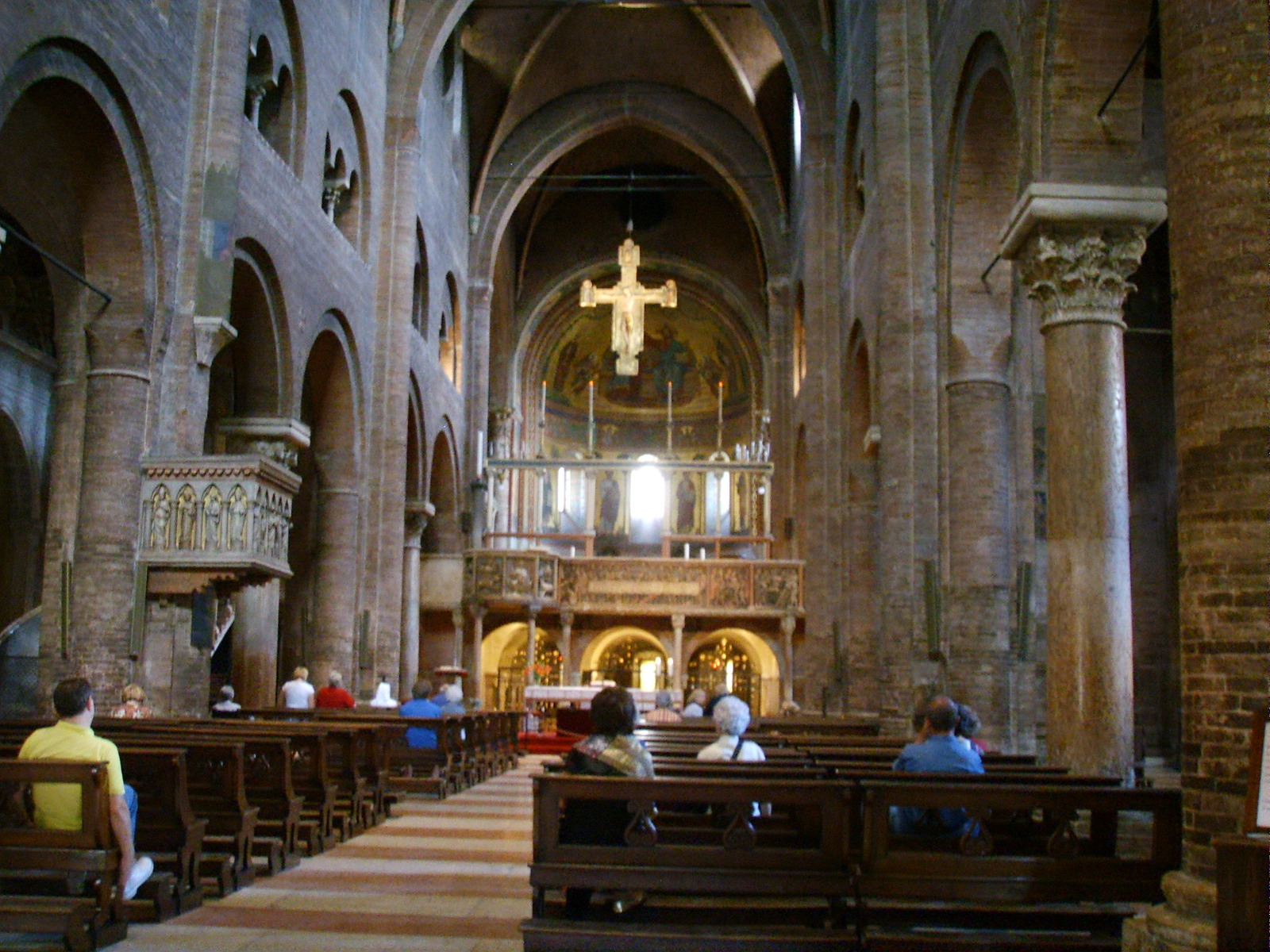
Interno verso l'abside
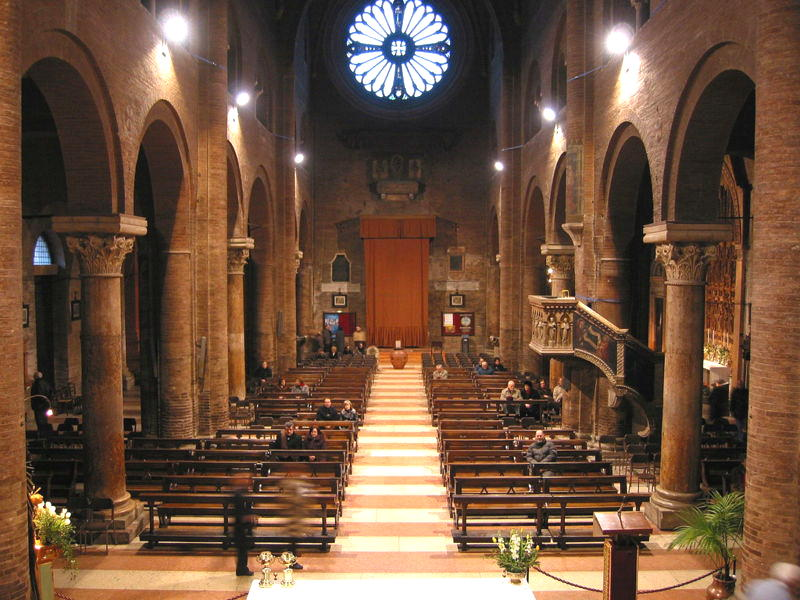
Interno verso la controfacciata
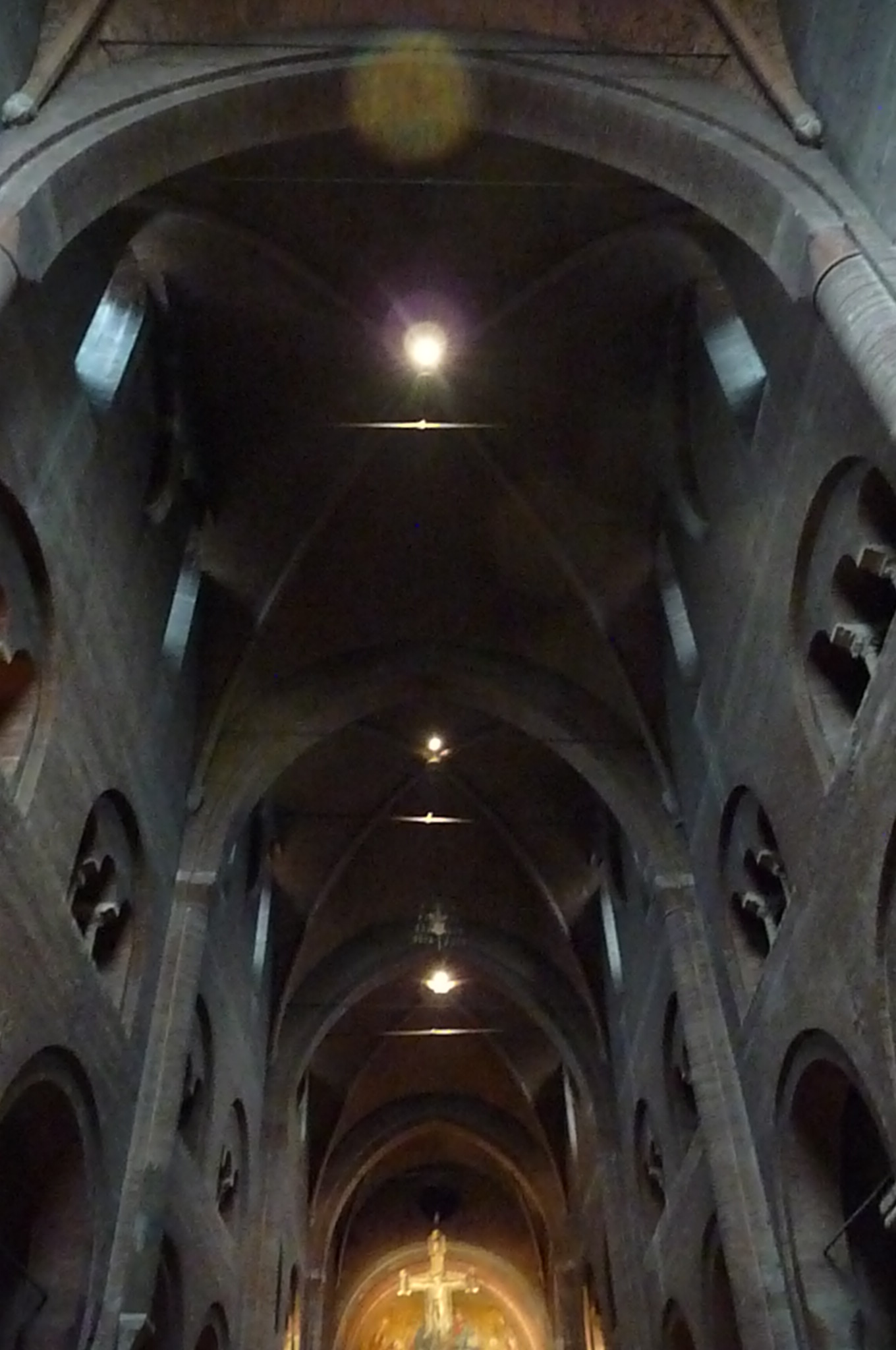
Le volte della navata centrale
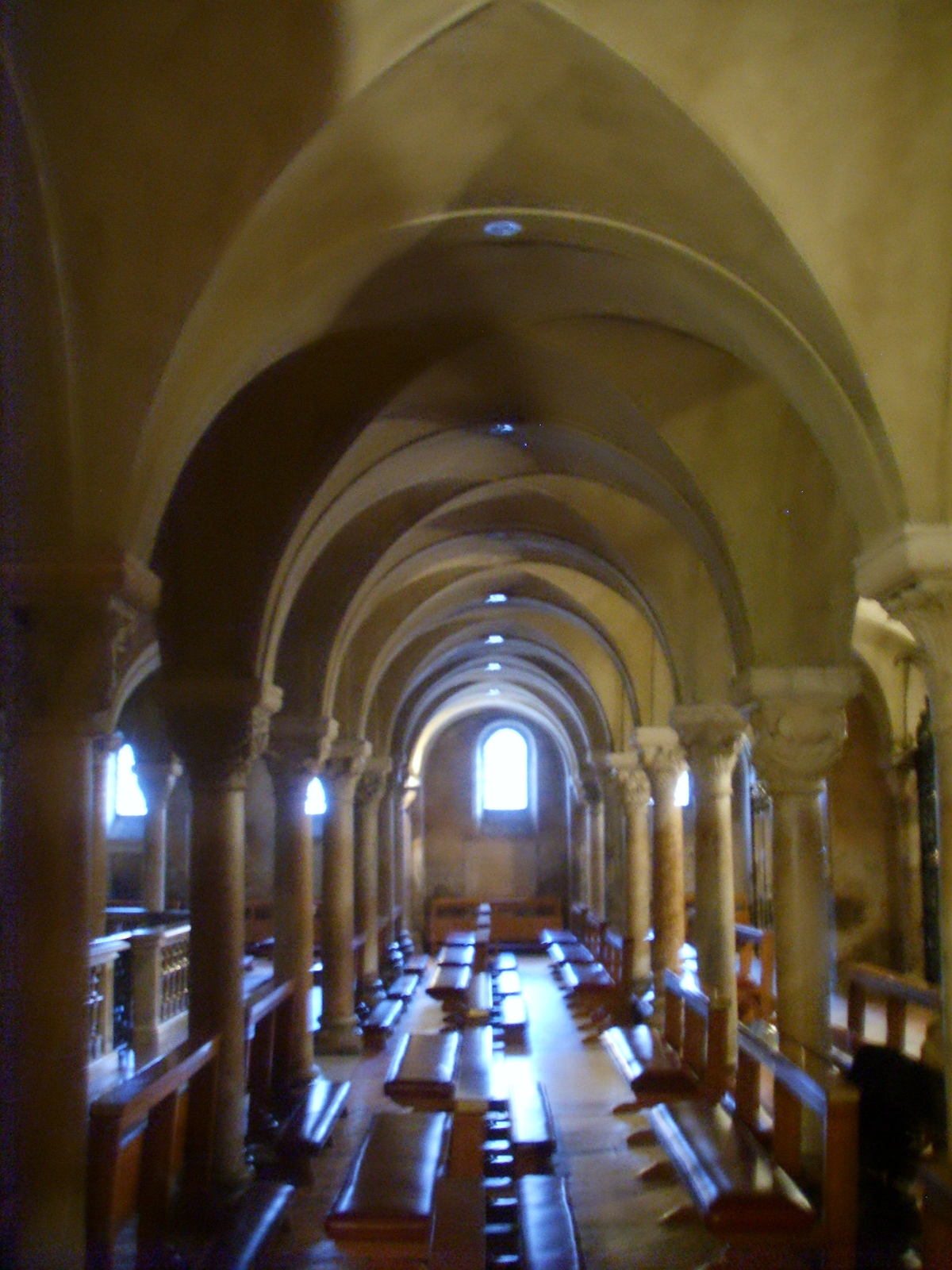
La cripta

## Corredo scultoreo
Le sculture del Duomo di Modena sono parte integrante del complesso monumentale e costituiscono la più importante testimonianza del rinascere dell'arte scultorea su scala monumentale in Italia, punto di partenza per i successivi sviluppi artistici nel Nord-Italia e oltre.

### Wiligelmo

#### Scene della Genesi

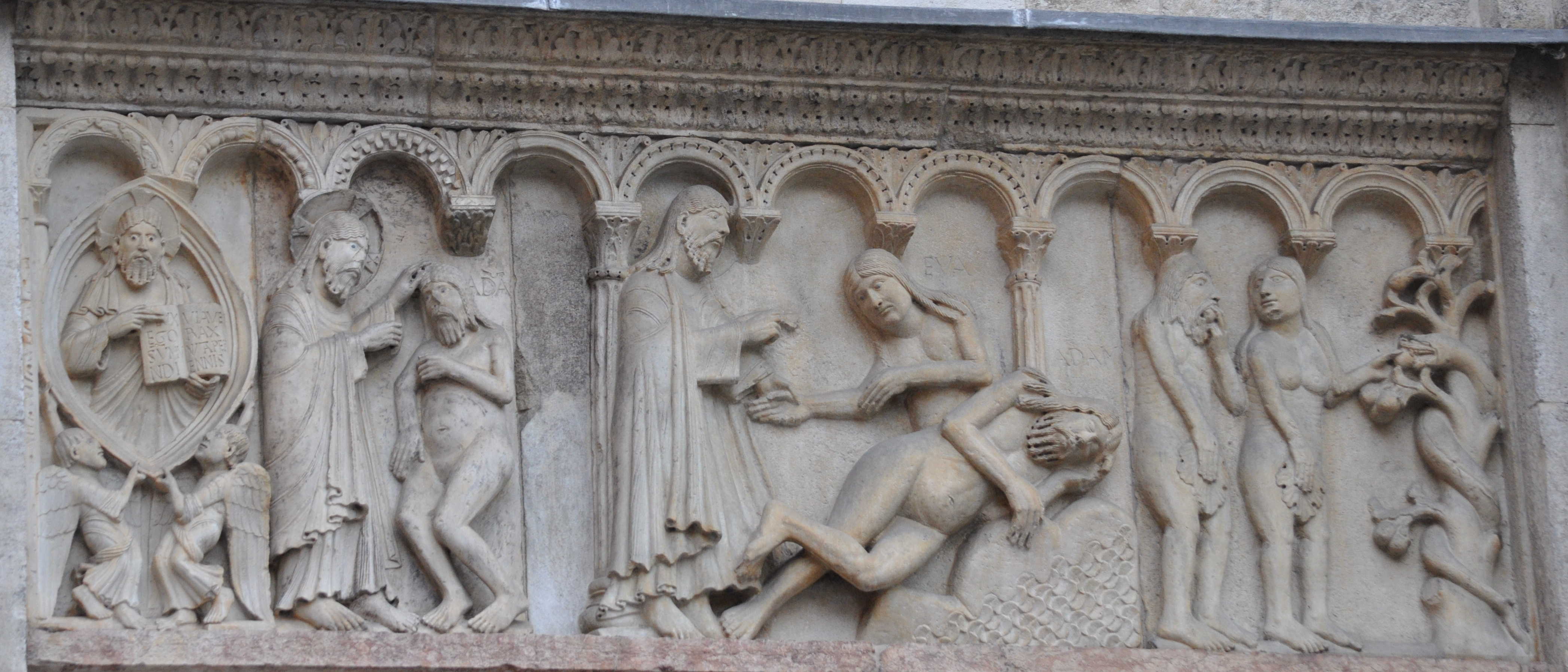
Bassorilievo di Wiligelmo, la Creazione dell'uomo, della donna e peccato originale

La facciata è dominata dalla decorazione marmorea plastica dovuta in gran parte a Wiligelmo, che scolpì i quattro grandi rilievi con le Storie della Genesi, un tempo allineati molto probabilmente ai lati del portale centrale (dove ne sono collocati ancora due) e poi spostati con l'apertura dei portali laterali (gli altri due infatti sono al di sopra delle porte laterali). Le quattro scene, rappresentate sotto una galleria di archetti talvolta sorretti da colonnine nello sfondo, si leggono da sinistra a destra e sono: 
1. Creazione dell'uomo, della donna e Peccato Originale,
2. Rimprovero, Cacciata dal Paradiso Terrestre e Lavoro di Adamo ed Eva,
3. Sacrificio di Caino e Abele, Uccisione di Abele e Rimprovero divino,
4. Uccisione di Caino, l'arca del diluvio, uscita di Noè dall'arca.

Sono attribuiti a Wiligelmo anche altri rilievi:
- Due Cervi affrontati
- leone e pantera con serpenti avvinghiati
- figura umana nuda che cavalca un mostro
- Capitelli al livello della loggetta (motivi figurati con teste di animali, teste e mascheroni di uomini e donne e telamoni ricurvi sotto il peso del pulvino).

#### Portale Centrale

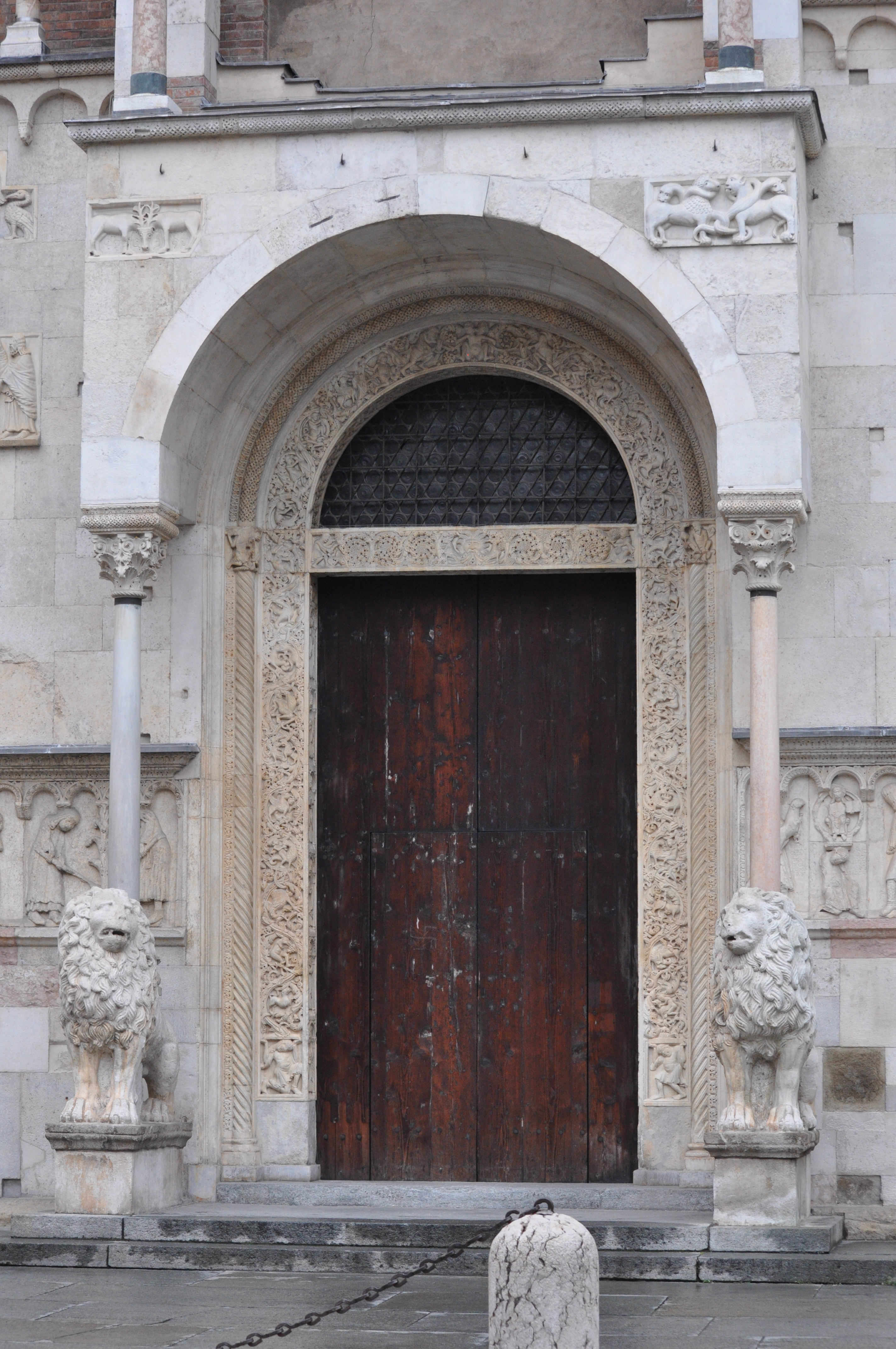
Portale Maggiore

Anche la decorazione del portale centrale è certamente di Wiligelmo. Un tralcio di vite abitato si sviluppa sulle parti frontali degli stipiti e dell'archivolto, a simboleggiare il cammino della vita irto di pericoli, tribolazioni e tentazioni, rese dai vari animali e creature fantastiche e uomini in lotta con questi, ma anche costellato di buoni incontri con figure positive. Due talamoni, simbolo di giusti virtuosi, ne sorreggono il peso ai due lati in basso, mentre in alto sull'archivolto un giano bifronte sovrasta il tralcio, a rimarcare il passaggio dalla vita precedente la venuta di Cristo (fuori dalla chiesa) a quella con Cristo (interno della Chiesa).
L'architrave mostra invece una mascherone al centro, il cosiddetto Green Man; esso ha origine in epoca classica (o forse addirittura preistorica), e il suo significato non è del tutto chiaro ma certamente relativo alla forza generativa e comunicativa della natura. Nel Medioevo fu reinterpreato in chiave cristologica: con la sua parola (il verbo) e forza divine genera il creato, ma dona anche resurrezione attraverso i suoi frutti (l'uva), raccolti da un contadino e un chierico (o ricco) virtuosi raffigurati ai lati.
All'interno degli stipiti sono le dodici figure di profeti che previdero la venuta di Cristo, che sorreggono i contenuti dell'architrave.
Di Wiligelmo sono anche i profeti Enoc ed Elia che sostengono l'iscrizione dedicatoria della chiesa, e i due genietti alati con serto appoggiati su fiaccole rovesciate, certamente ripresi da modelli dell'antichità che egli doveva aver visto sui sarcofagi riemersi dalla necropoli romana, simboli funerari della morte e del lutto; accanto a quello di sinistra un uccello, che viene identificato con l'ibis, simbolo del cattivo cristiano, o col pellicano, che si richiama alla Resurrezione di Cristo.
I leoni che reggono le colonne del protiro sono di spoglio da monumenti di epoca romana.

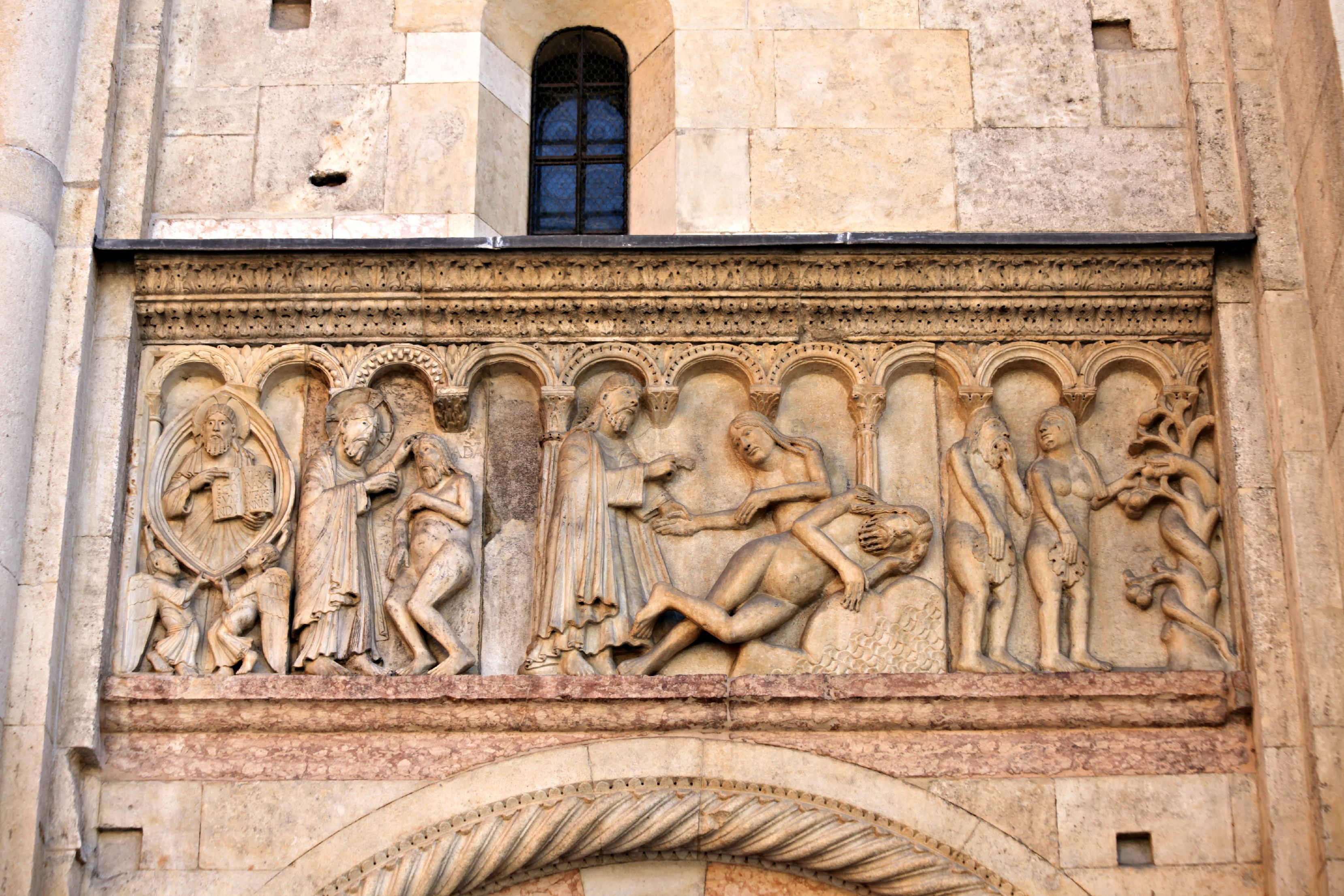
Wiligelmo, Creazione dell'uomo, della donna e Peccato Originale
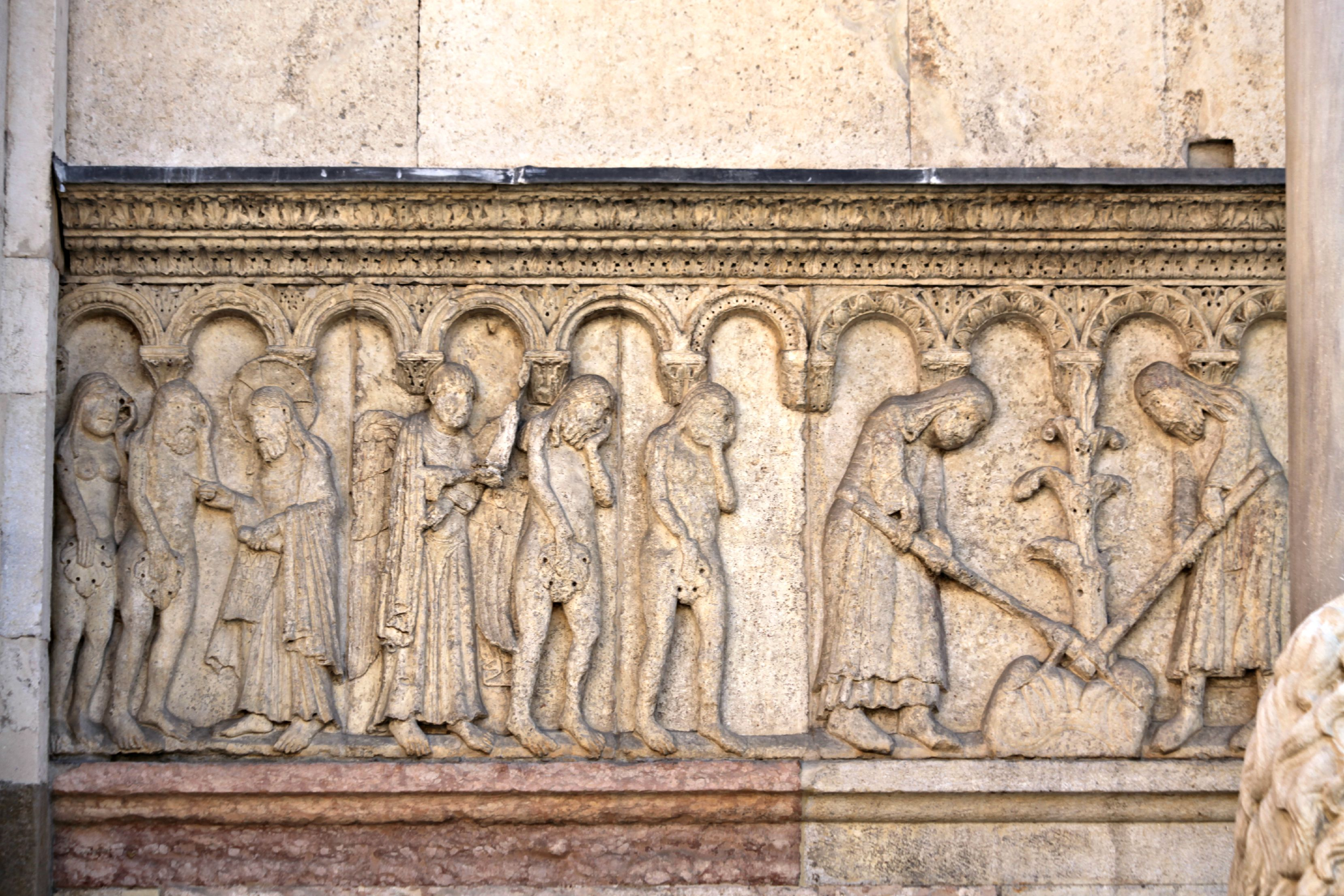
Wiligelmo, Rimprovero, Cacciata dal Paradiso Terrestre e Lavoro di Adamo ed Eva
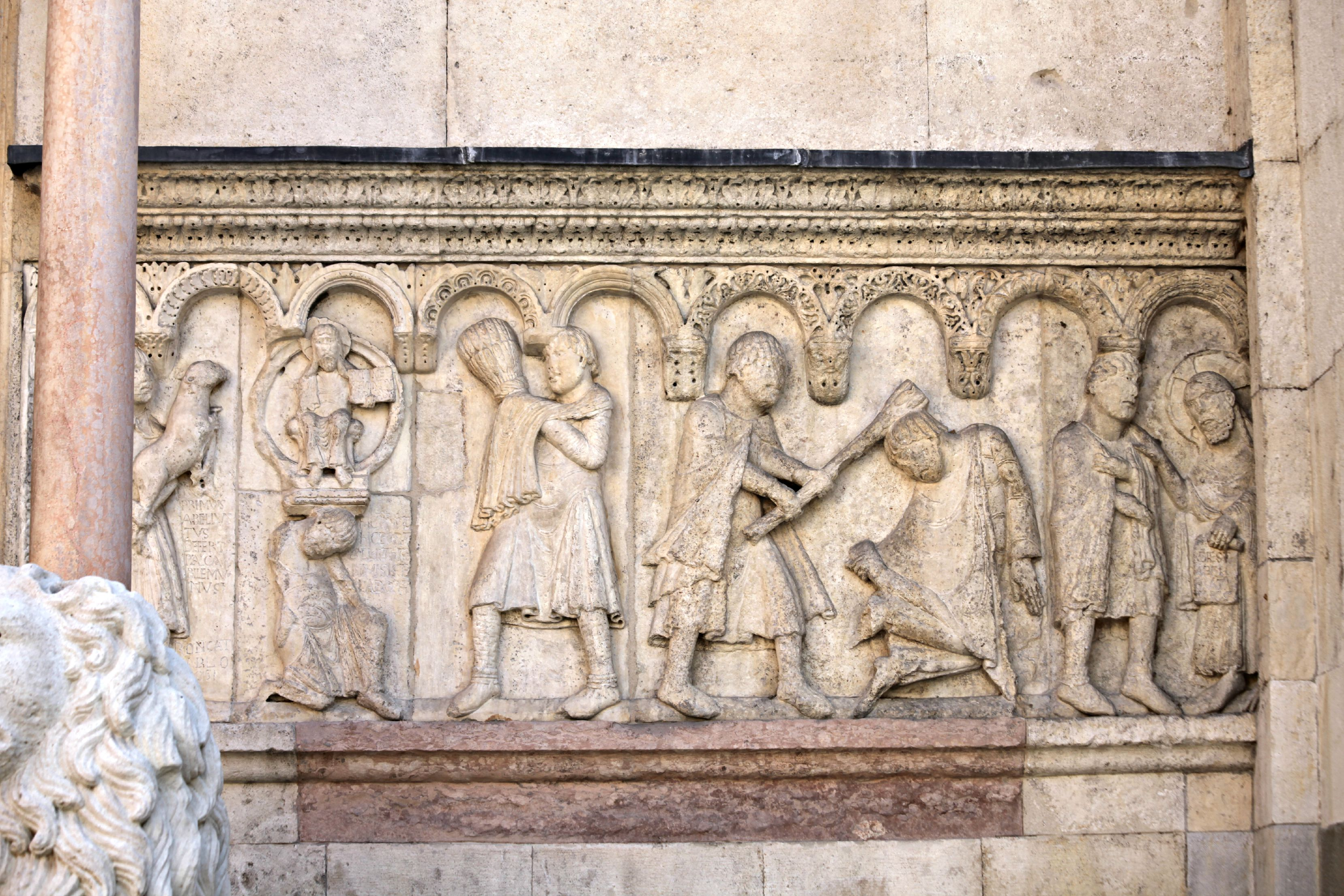
Wiligelmo, Caino e Abele
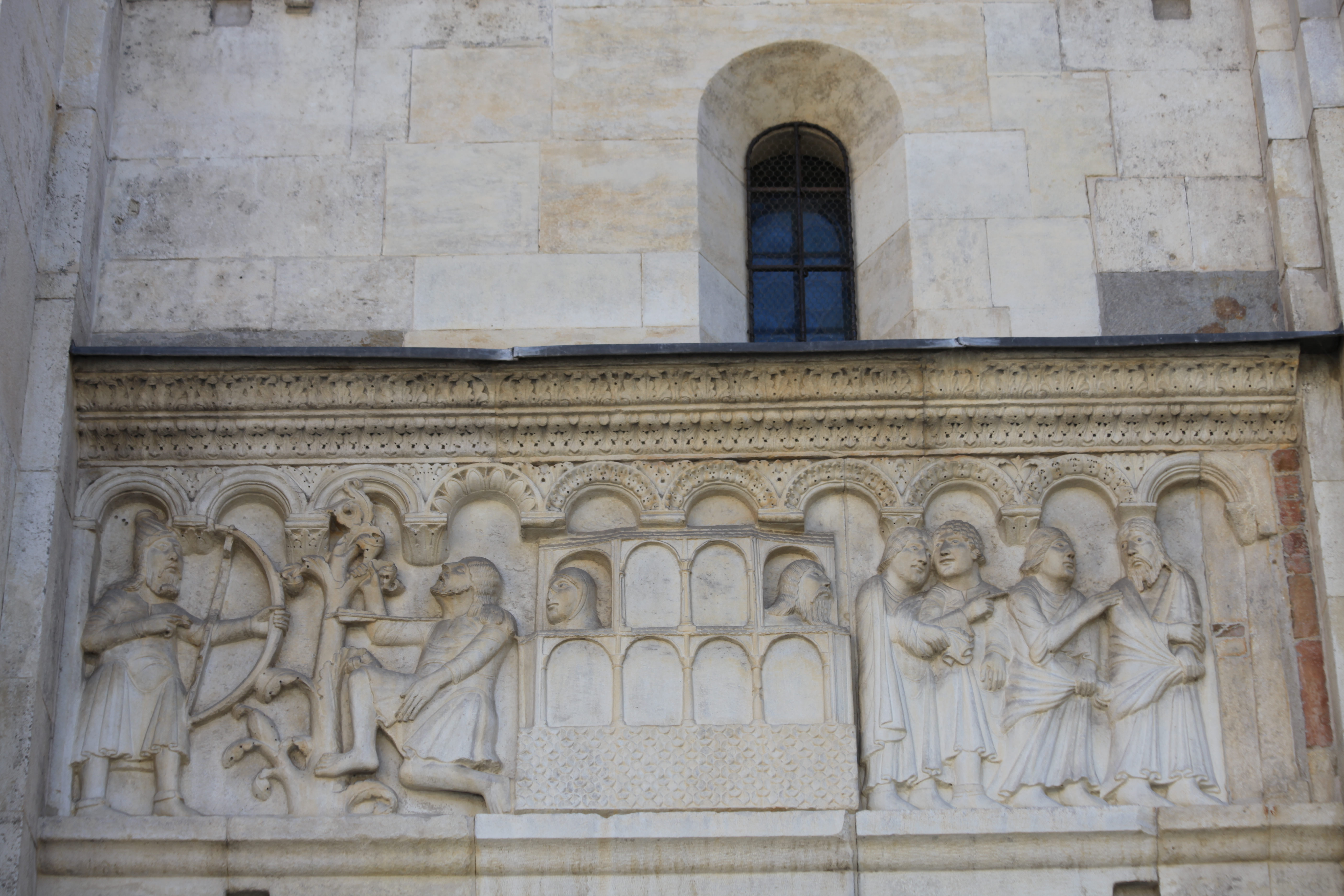
Wiligelmo, Uccisione di Caino e l'Arca di Noè
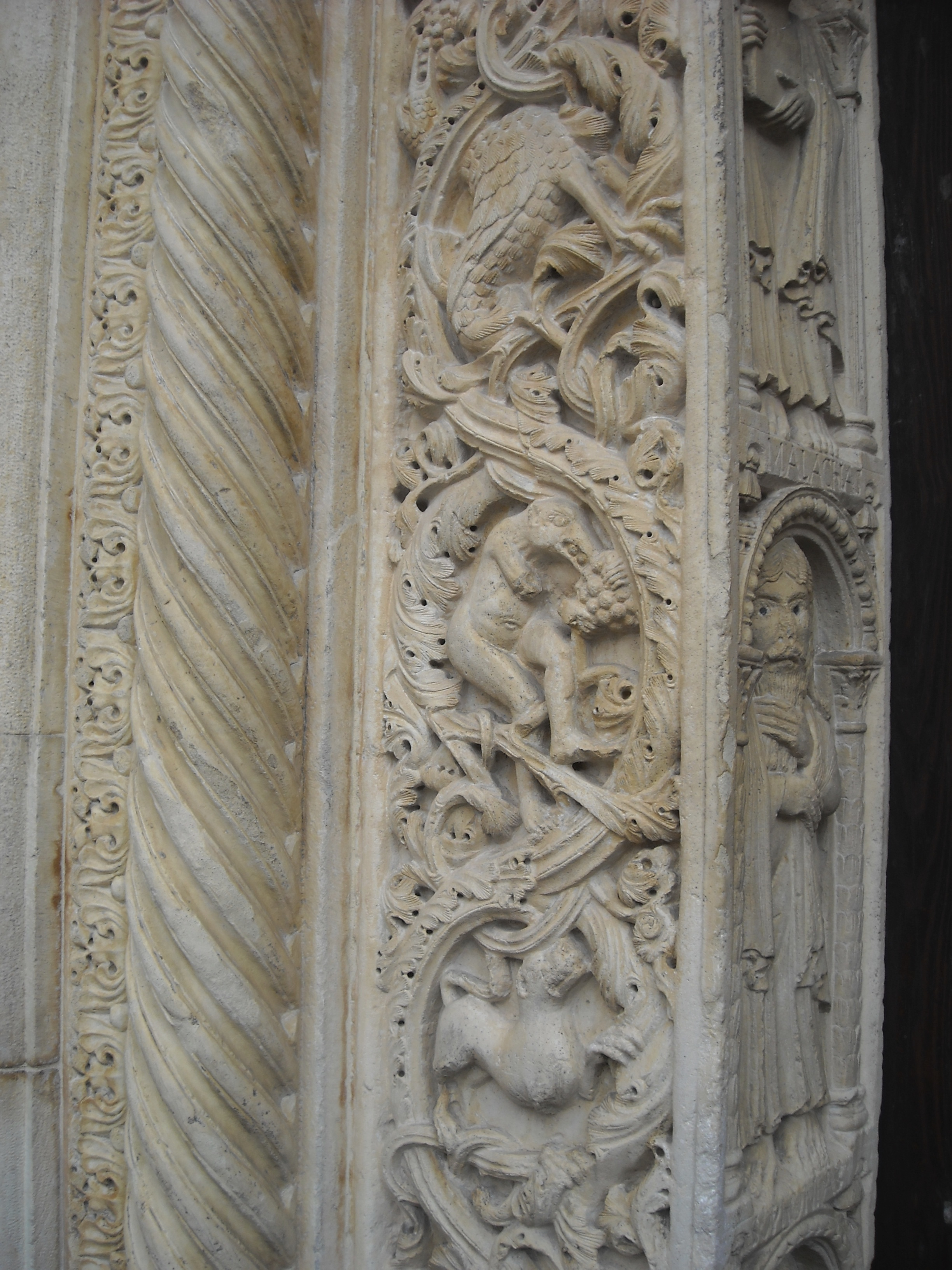
Wiligelmo, stipite esterno del portale maggiore
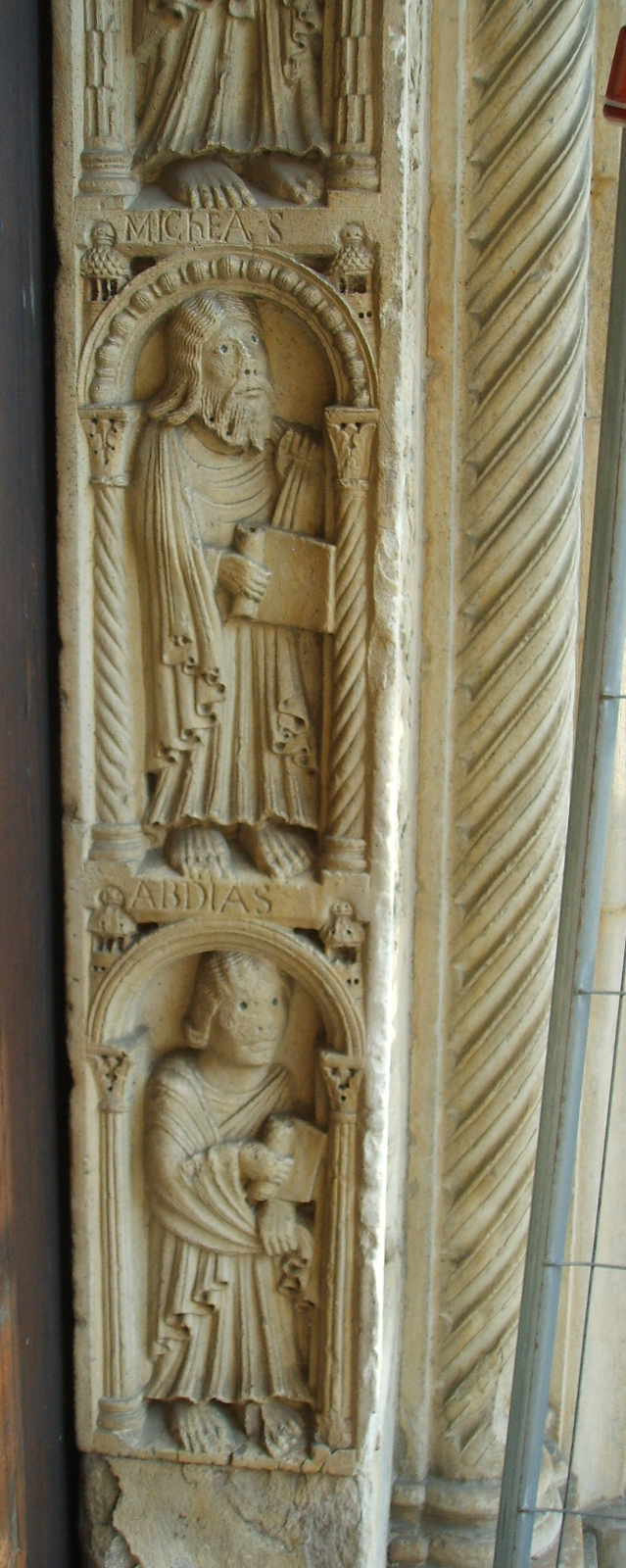
Wiligelmo, stipite interno del portale maggiore con I Profeti
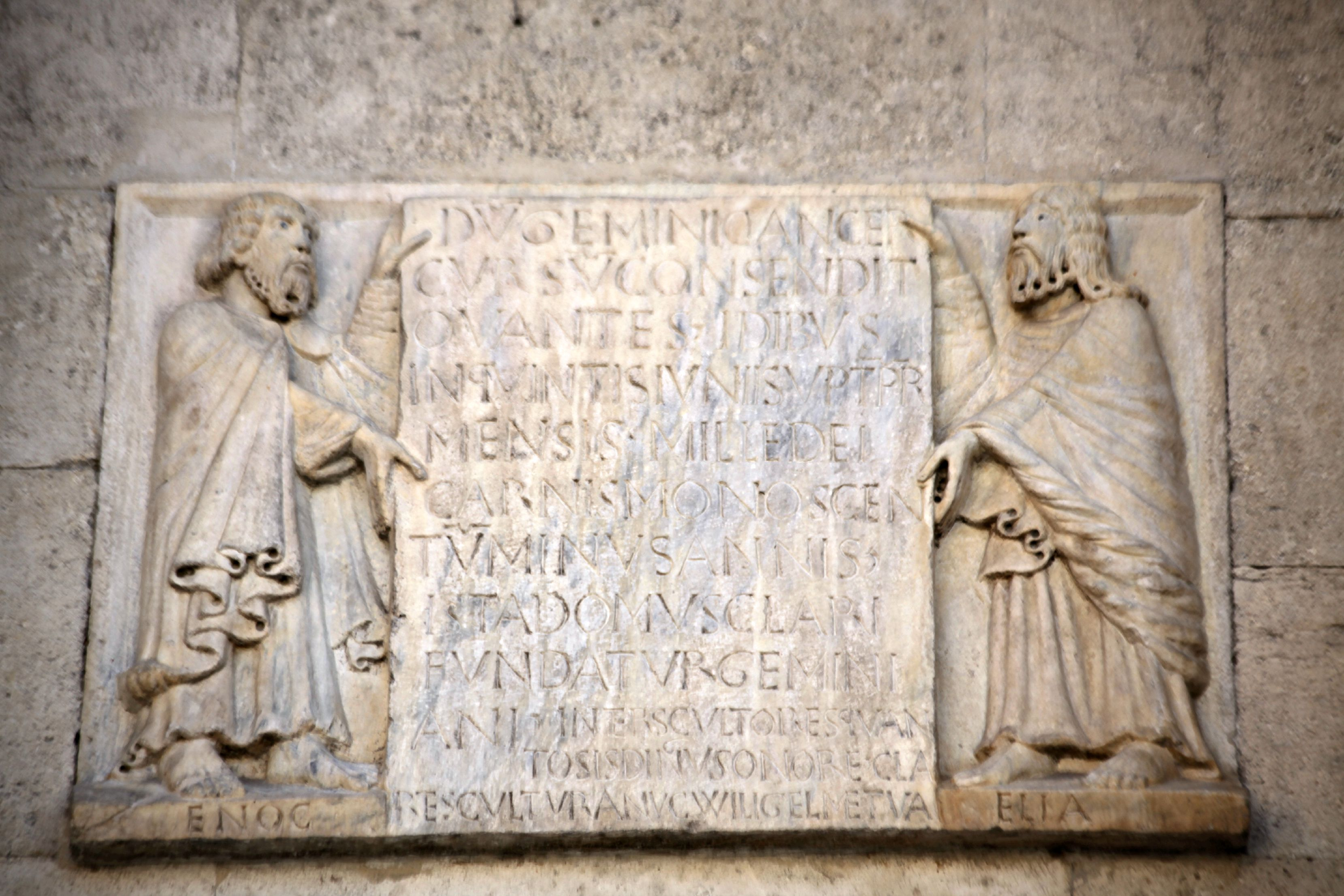
Enoc ed Elia con iscrizione
Wiligelmo, Genio funerario

#### Profilo artistico
Tutto il complesso figurativo scolpito da Wiligelmo sulla facciata del Duomo di Modena è stato interpretato in uno schema unitario quale rappresentazione del testo dell'Ordo rapresentationis Ade o Le Jeu d'Adam, un dramma semiliturgico dove le storie della creazione sono intrecciate continuamente con l'annuncio della redenzione di Cristo. L'ideologia della speranza di salvezza fa quindi da prologo alla verità evangelica dell'interno.
Le storie della genesi descrivono la condizione umana peccaminosa e tutte le sue conseguenze, ma si concludono con la riconciliazione con Dio e la speranza della rinascita post-diluviana. I dodici profeti del portale maggiore annunciano la venuta di Cristo e sono un presagio dei dodici apostoli. Gli stessi profeti Enoc ed Elia furono direttamente assunti in cielo senza passare prima per la morte. Il tralcio che corre lungo gli stipiti ed archivolto del Portale Maggiore descrive la difficoltà e la pesantezza della vita dell'uomo senza Cristo, ma l'immagine del Giano bifronte indica che la porta stessa è un passaggio verso la realtà di salvezza data da Cristo che si troverà all'interno, che è ancora più esplicita con l'architrave ed i suoi tralci carichi di frutta di salvezza (uva) raccolti dai due uomini ai lati ed emanati dal Green Man sull'architrave.
Per rendersi conto dello stile immediatamente precedente a Wiligelmo si possono vedere i capitelli di anonimi maestri lombardi nella cripta della cattedrale. La sua opera scultorea colpì certamente anche i suoi contemporanei che nell'iscrizione della famosa lapide con la data di fondazione del Duomo (con Enoc e Elia di Wiligelmo stesso), aggiunsero in caratteri più piccoli le sue lodi in latino medievale: "inter scultores quanto sis dignus onore - claret scultura nunc Wiligelme tua".

### I seguaci di Wiligelmo

#### Gli Evangelisti
I simboli degli Evangelisti (il leone di San Marco, l'uomo alato di San Matteo, l'aquila di San Giovanni e il bue di San Luca) che i Campionesi spostarono al di sopra del rosone, sono vicini stilisticamente a Wiligelmo, ma sono attribuiti a un allievo, detto Maestro degli Evangelisti, che evidenzia un gusto più raffinato della forma, a scapito del vigore del suo maestro. Dei campionesi è invece il Cristo in Gloria al centro di un secolo più tardo (XIII secolo).

#### La Porta del Battistero o "dei Principi".

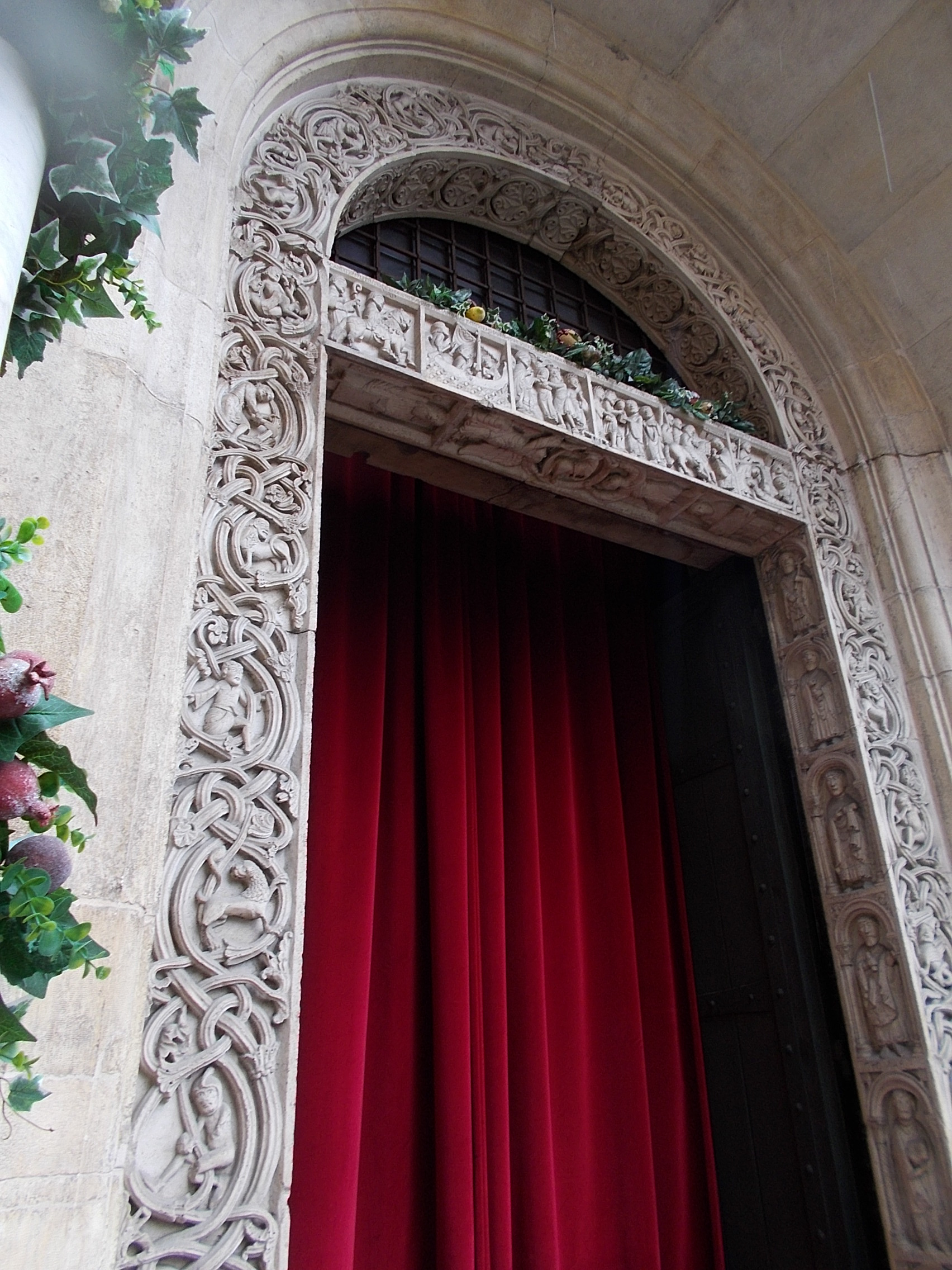
La Porta dei Principi

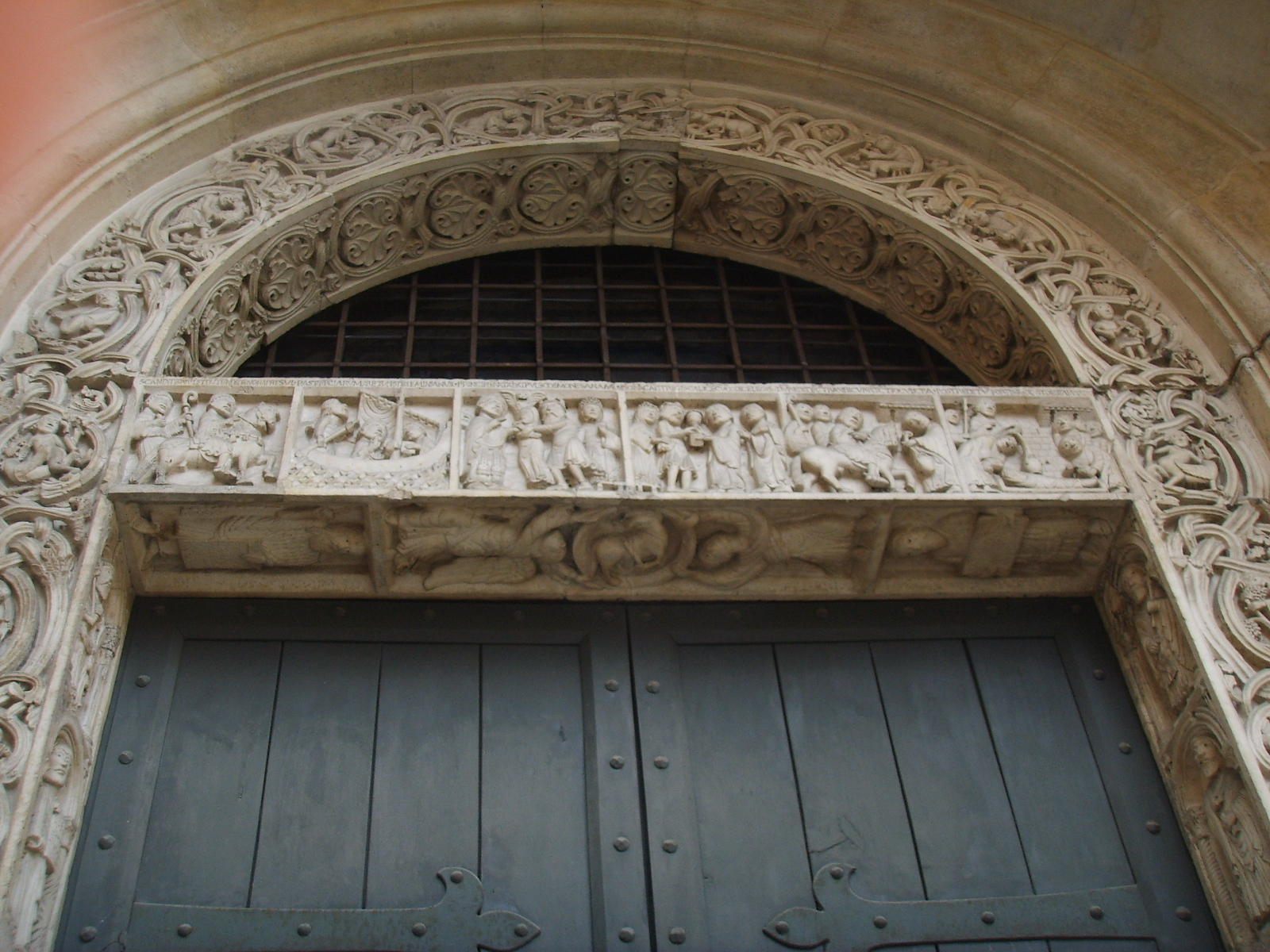
La Porta dei Principi, dettagli di architrave ed archivolto

Pure opera di scultori della scuola wiligelmica è la decorazione della Porta del Battistero o dei Principi ad opera dei cosiddetti Maestro di San Geminiano e Maestro dell'Agnus Dei, quest'ultimo più schematico e caratterizzato dal volto largo, gli occhi sgranati e il naso camuso. Vi lavorarono successivamente alla facciata, probabilmente tra il 1106 e 1110 circa.
Internamente agli stipiti troviamo i dodici apostoli e la figura di San Geminiano e di un suo diacono (le due figure più in basso), mentre sotto l'architrave due angeli sorreggono l'Agnus Dei tra i Santi San Paolo Apostolo e Giovanni Battista. Internamente all'archivolto ci sono motivi vegetali.
Gli stipiti e l'archivolto vedono lo stesso motivo del Portale Maggiore del tralcio vegetale popolato di uomini, animali, mostri, spesso in lotta tra loro, simboleggiante il percorso della vita. A differenza del primo, qui gli animali appaiono più mansueti, spesso dominati dagli uomini. Ci sono anche uomini da soli al lavoro e i due anziani in cima che a fatica raggiungono la meta (nel primo caso) sono qui sostituiti da una figura religiosa che doma un uccello e l'agnello di Dio che doma un drago. Giano è qui assente. È una porta che accoglie il fedele dopo la venuta di Cristo, in un ambiente più accogliente e dominato dal bene. Non a caso questa è la porta in cui entravano i battezzandi.
Nell'architrave si trova un bassorilievo raffigurante Episodi della vita di san Geminiano: 
- il santo si reca a cavallo verso l'Oriente chiamato dall'imperatore Gioviano per guarire la figlia indemoniata
- il viaggio in mare nella tempesta sollevata dal demonio
- la guarigione della figlia dell'imperatore
- la riconoscenza di questo manifestata con la consegna di doni
- il ritorno a Modena
- la miracolosa tumulazione del santo

Alcuni critici pensano di attribuire le storie di san Geminiano a Wiligelmo stesso in tarda età, almeno per alcune parti dei bassorilievi che rappresentano scena della vita di san Geminiano, ma tale attribuzione è da scartare per l'assenza della tensione e della forza plastica che anima la scultura di Wiligelmo sulla facciata. Qui lo scultore non è più coinvolto, è distaccato dai fatti che rappresenta, è quasi un cronista o un fotografo che ci dà una serie di istantanee.
La porta fu gravemente danneggiata dal bombardamento della città del 1944 e ricostruita fedelmente ricomponendo i molti pezzi in cui era ridotta, raccolti con cura da un giornalista locale e poi conservati in attesa del restauro. Anche uno dei due leoni di origine romana fu colpito e poi fedelmente ricostruito.

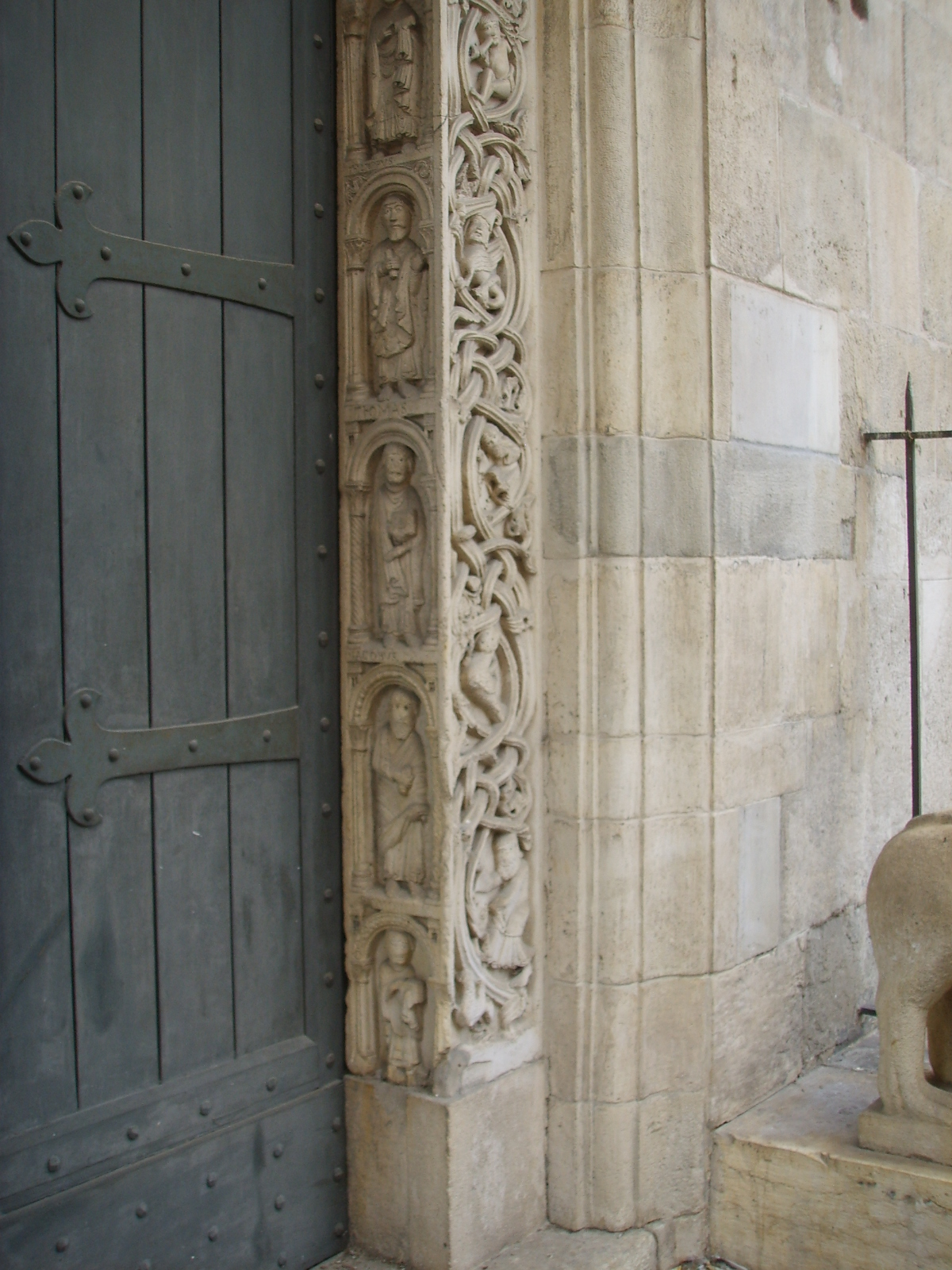
seguace di Wiligelmo, stipite destro, parte bassa
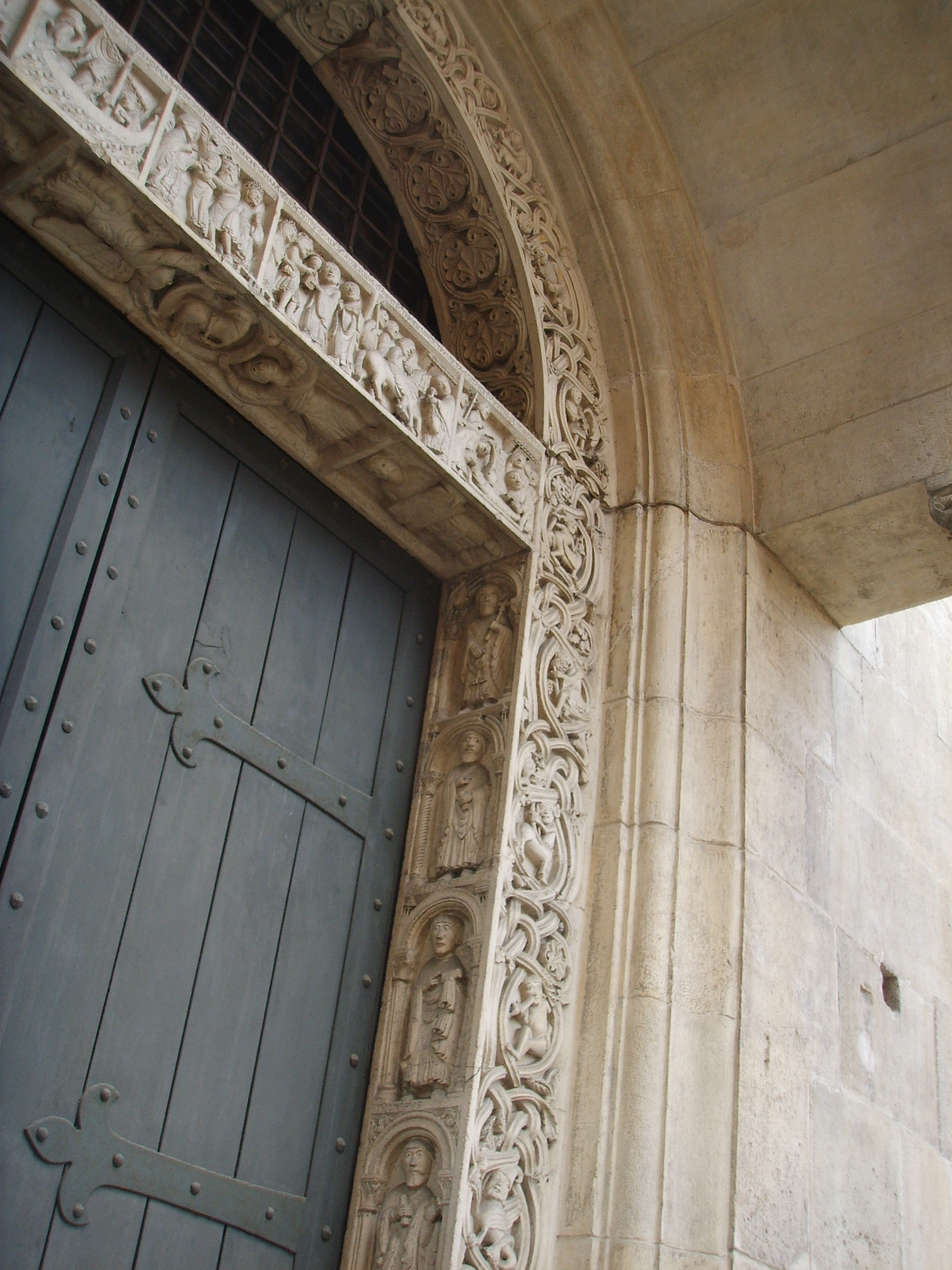
seguace di Wiligelmo, stipite destro, parte alta
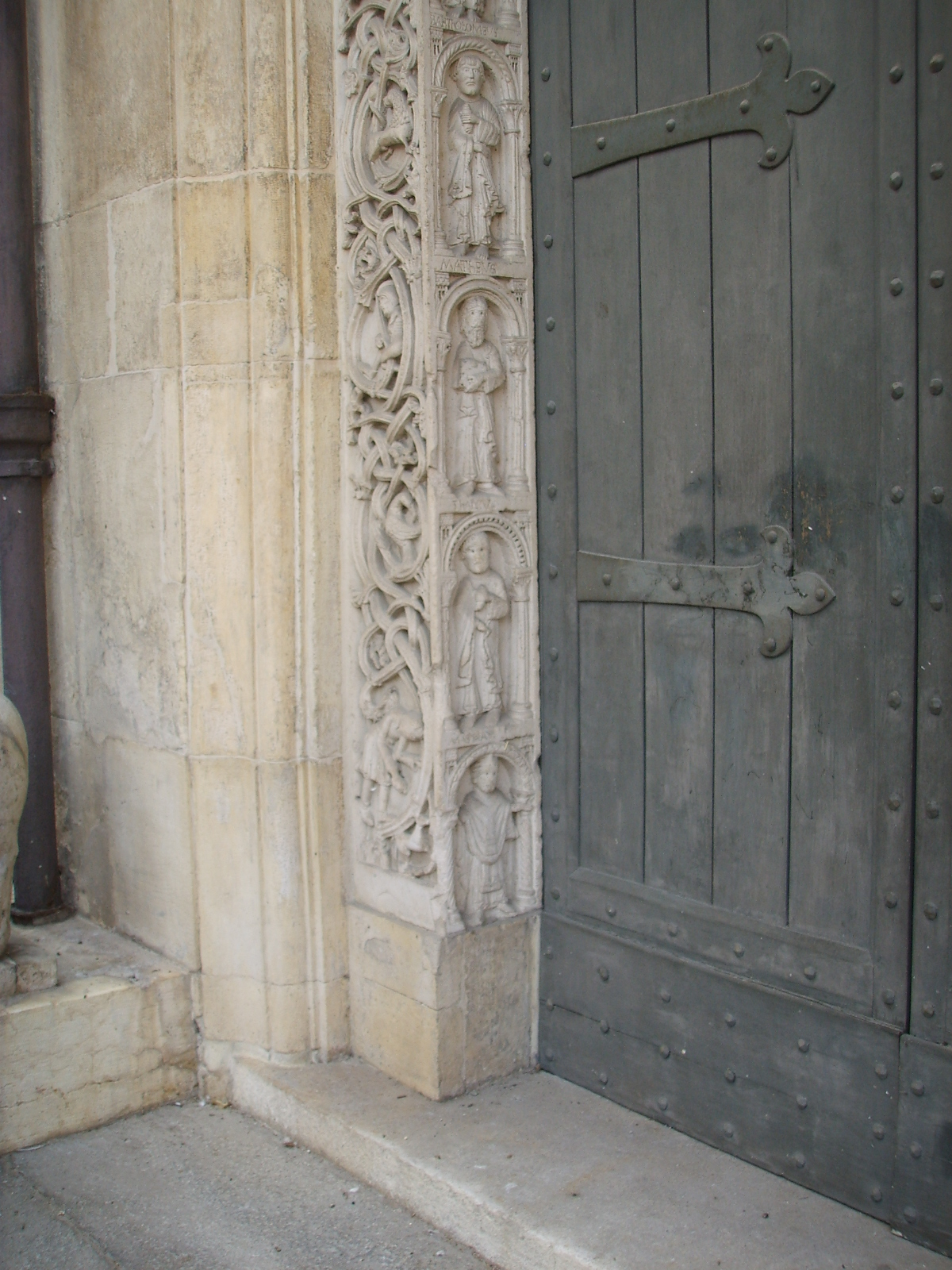
seguace di Wiligelmo, stipite sinistro, parte bassa
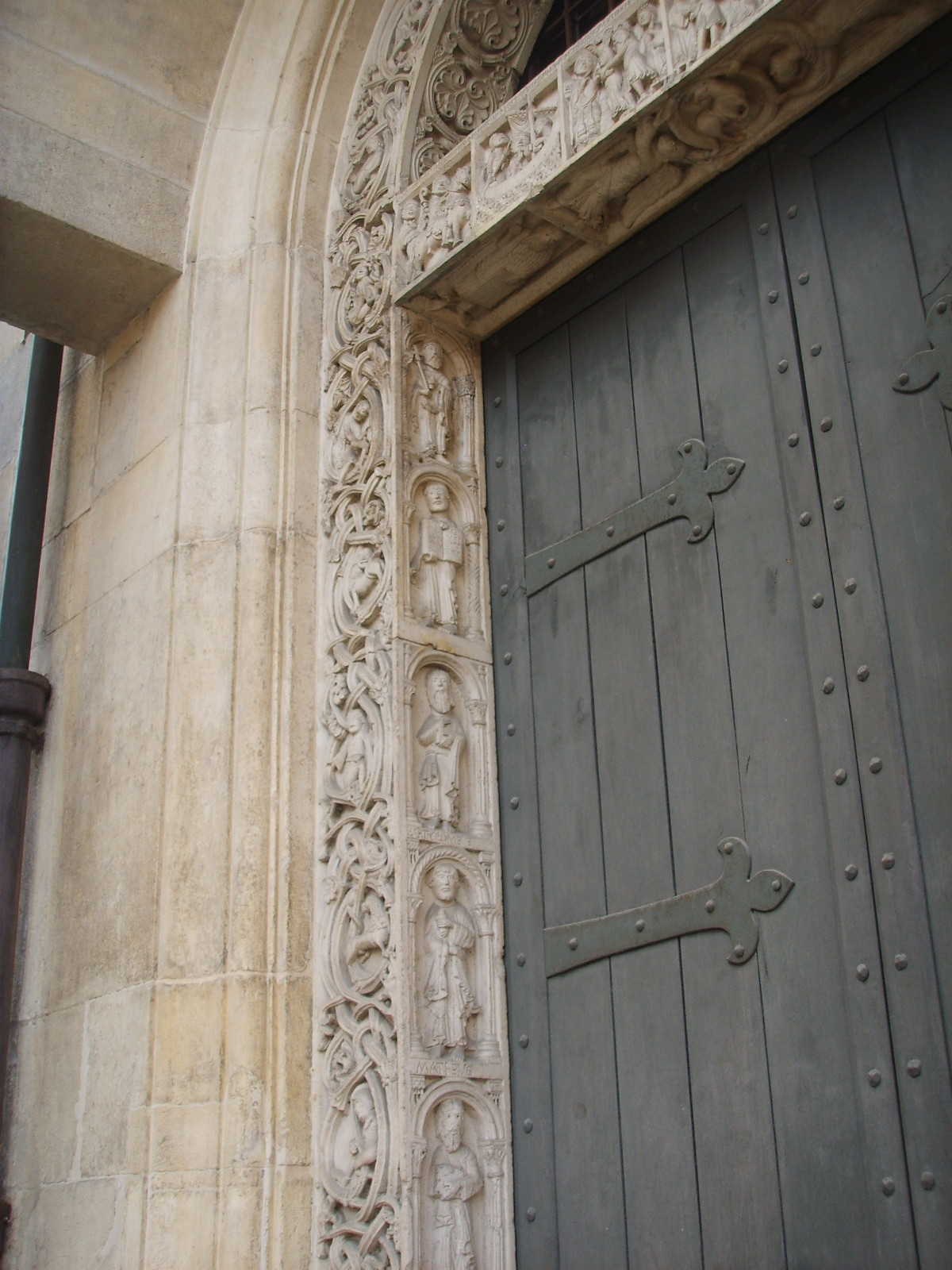
seguace di Wiligelmo, stipite sinistro, parte alta
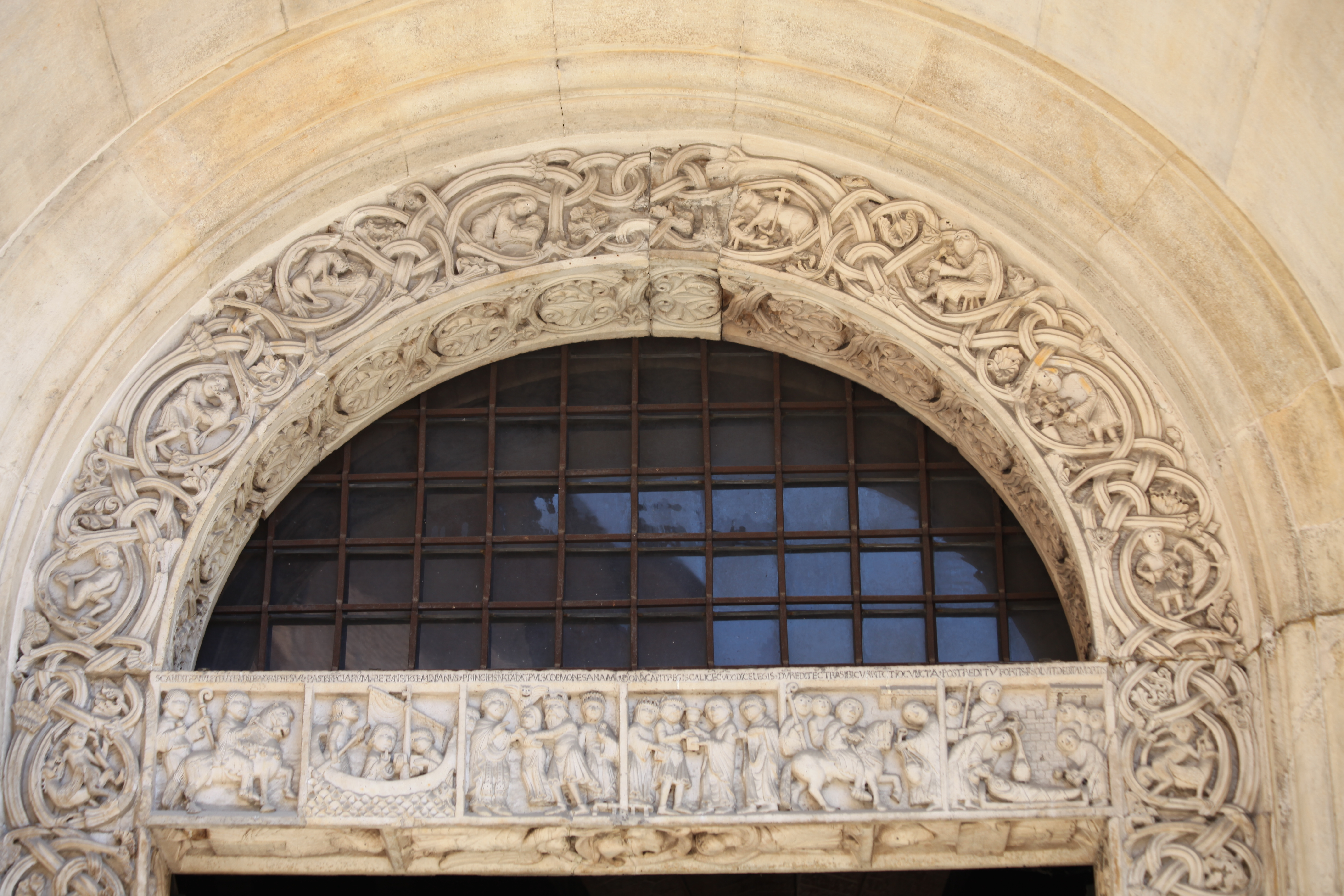
seguace di Wiligelmo, architrave ed archivolto
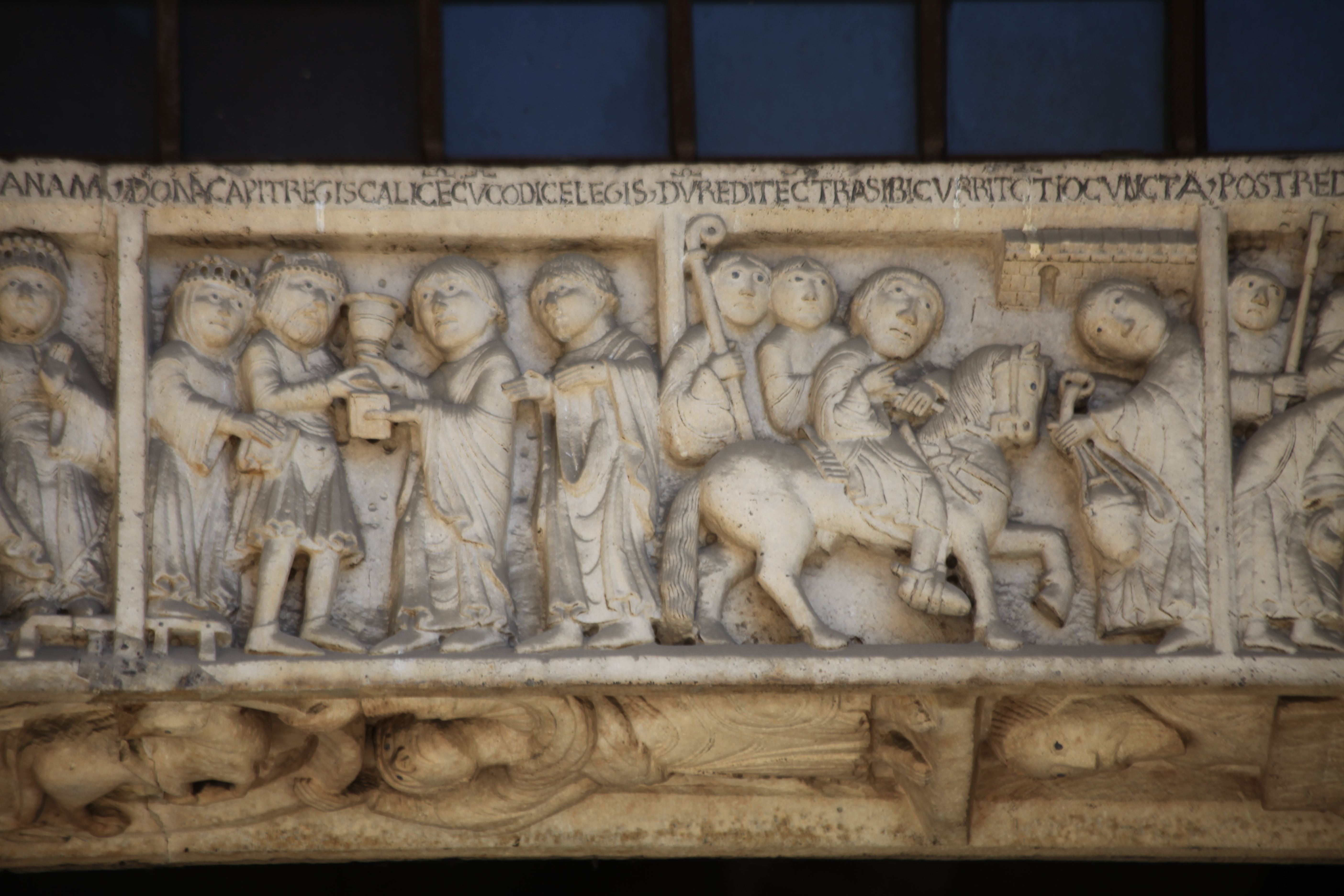
seguace di Wiligelmo, architrave, terza e quarta scena

#### La Porta della Pescheria

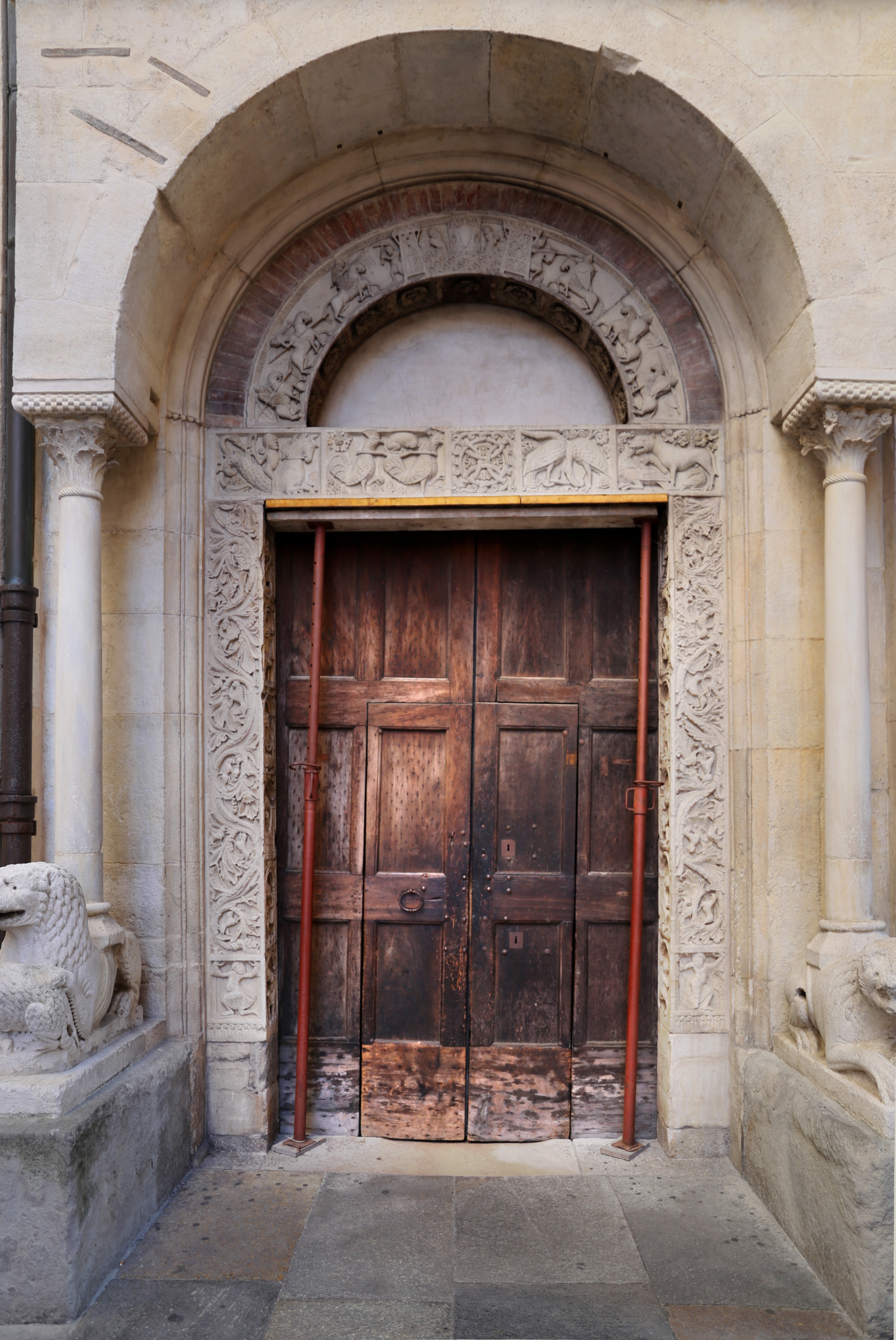
Porta della pescheria

La Porta della Pescheria era destinata all'entrata del popolo e dei pellegrini e venne scolpita tra il 1110 e il 1120 circa, con tralci vegetali con animali, mostri e figure zoomorfe (sugli stipiti), Allegorie dei mesi (sugli intradossi degli stipiti), Storie di re Artù (sull'archivolto) e scene riprese dalla mitologia greca e favole con animali tratti da Roman de Renart), Esopo e Fedro (sull'architrave).

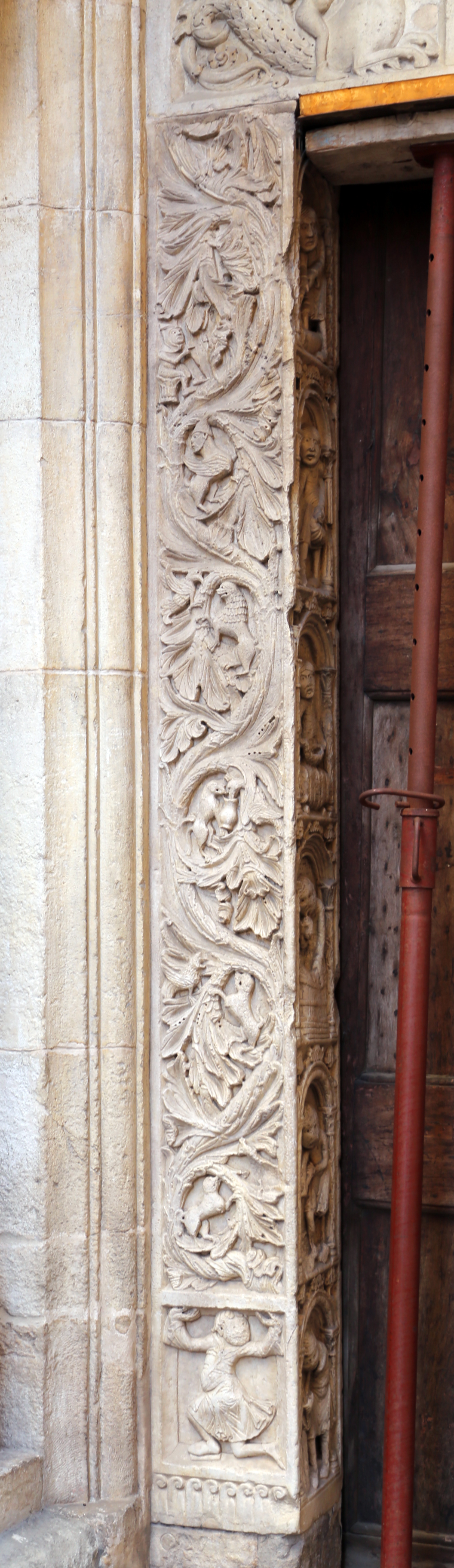
Stipite sinistro

Sullo stipite sinistro, a partire dal basso, si trova:
- favola del gallo, della volpe e del cane su due girali (quest'ultimo in basso) tratto dalle favole di Esopo
- favola della volpe e della cicogna, ancora tratto dalle favole di Esopo
- Leone e rapace, animali aggressivi simbolo di pericolo e peccato ostacolo alla salvezza dell'uomo
- manticora (creatura dalla testa umana, corpo di leone o tigre e coda di scorpione), creatura diabolica e mostruosa da cui l'uomo deve guardarsi
- uomo incappucciato seduto che tiene una foglia, forse simbolo dell'uomo attento che scampa ai pericoli e si salva

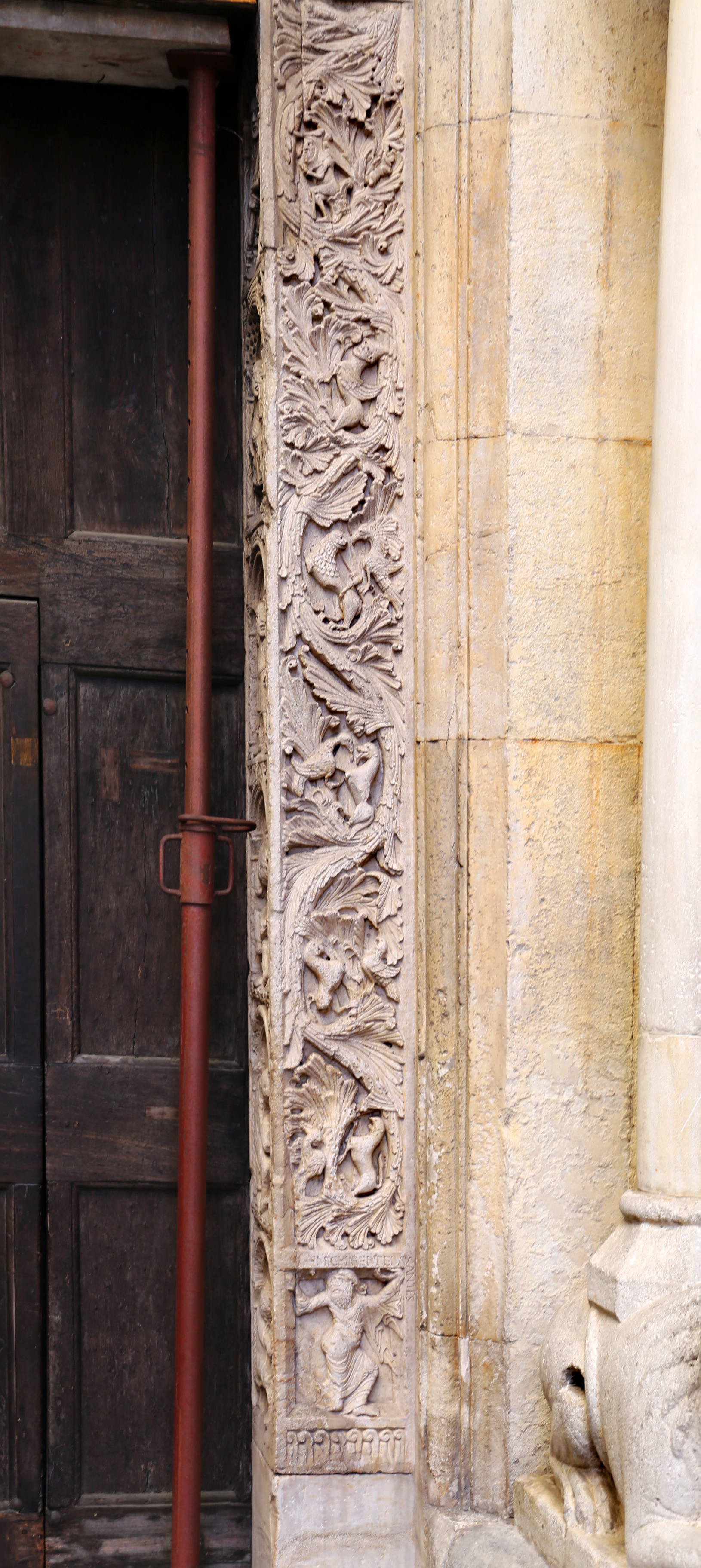
Stipite destro

Sullo stipite destro, a partire dal basso, si trova:
- favola dell'aquila e della volpe su due girali (quest'ultima riportata in alto insieme all'aquila ma anche in basso insieme ad un aquilotto bruciato) tratto dalle favole di Esopo.
- favola della volpe e del corvo, ancora tratto dalle favole di Esopo.
- Leone e basilisco o rapace, speculari a quelli di sinistra
- manticora, speculare a quella di sinistra
- uomo incappucciato seduto, speculare a quello di sinistra

Sull'architrave da sinistra:
- la cavalcata della Nereide sull'ippocampo, simbolo del viaggio nell'aldià ripreso dall'arte funeraria greco-romana
- il funerale della volpe che si finge morta, episodio tratto da una favola del Le Roman de Renard
- un girale a croce
- due ibis che attaccano un serpente (ibis animale immondo che si ciba di pesci sozzi, carogne, serpenti ed uova di serpente, che è simbolo di peccato)
- la gru che toglie l'osso dalla gola del lupo, tratto da una favola di Esopo

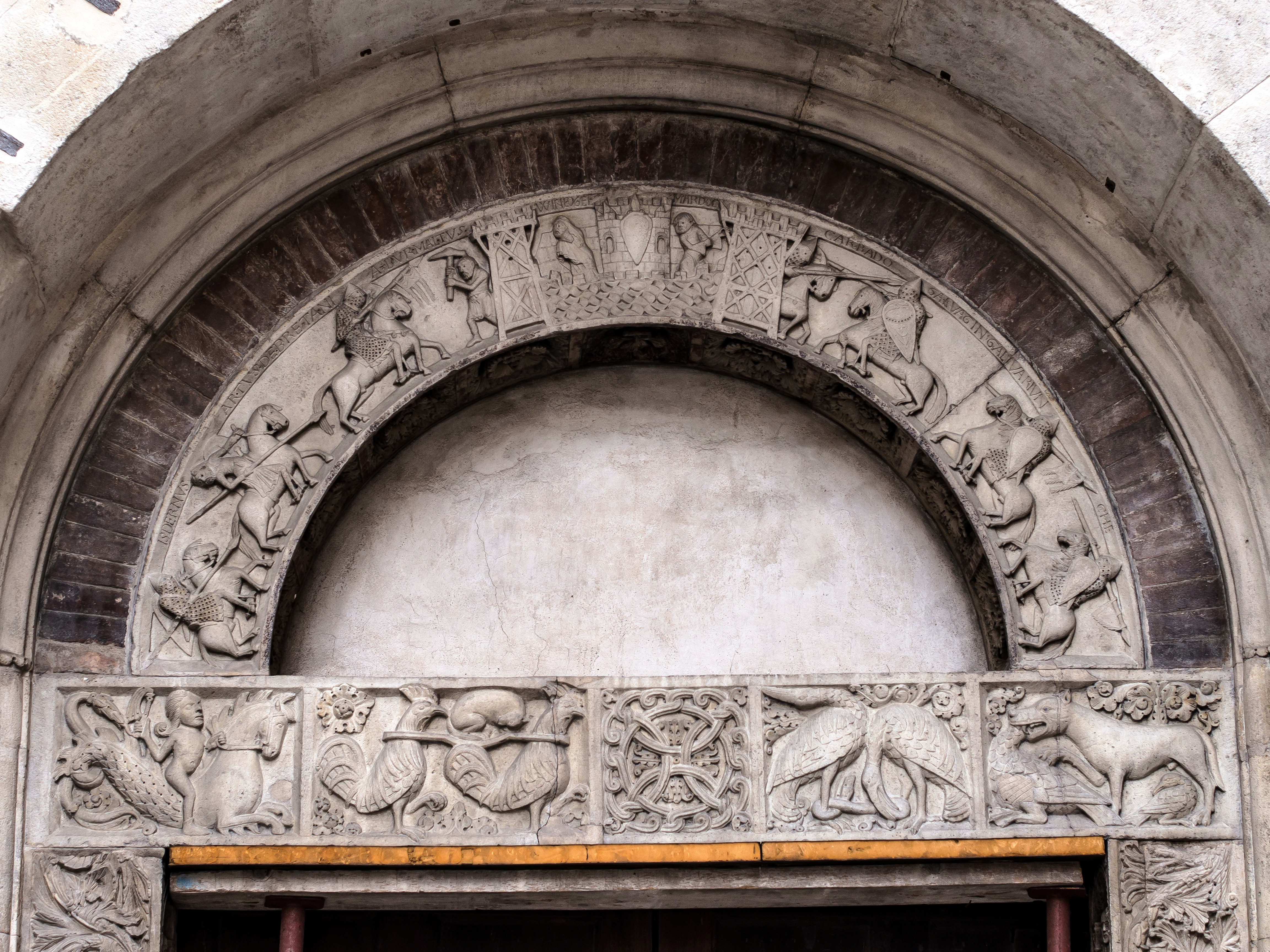
Architrave ed archivolto

Tutte queste immagini, di vivace sapore popolare, sono collegate ad ammonimenti cristiani. Per esempio, nella scena del Funerale della volpe, al quale presero parte galli e galline che non si accorsero che la volpe era invece viva e che furono mangiati, rappresenta un ammonimento contro l'Anticristo e la sua astuzia. L'aquila che divora i cuccioli della volpe tradendone l'amicizia subisce la vendetta della volpe che appicca l'incendio al nido divorandone gli aquilotti bruciacchiati, ammonimento contro il tradimento e la punizione divina che ne consegue. La Porta della Pescheria inoltre si apre a nord, lungo la via Emilia, e proprio a settentrione, secondo un'antica consuetudine, è ubicata la porta del pellegrino. Inoltre, essendo rivolta a nord, dove spirano i freddi venti e dove si estendono le oscurità del peccato, la porta settentrionale fa da specchio alle insidie, peccati e fatiche della vita terrena.

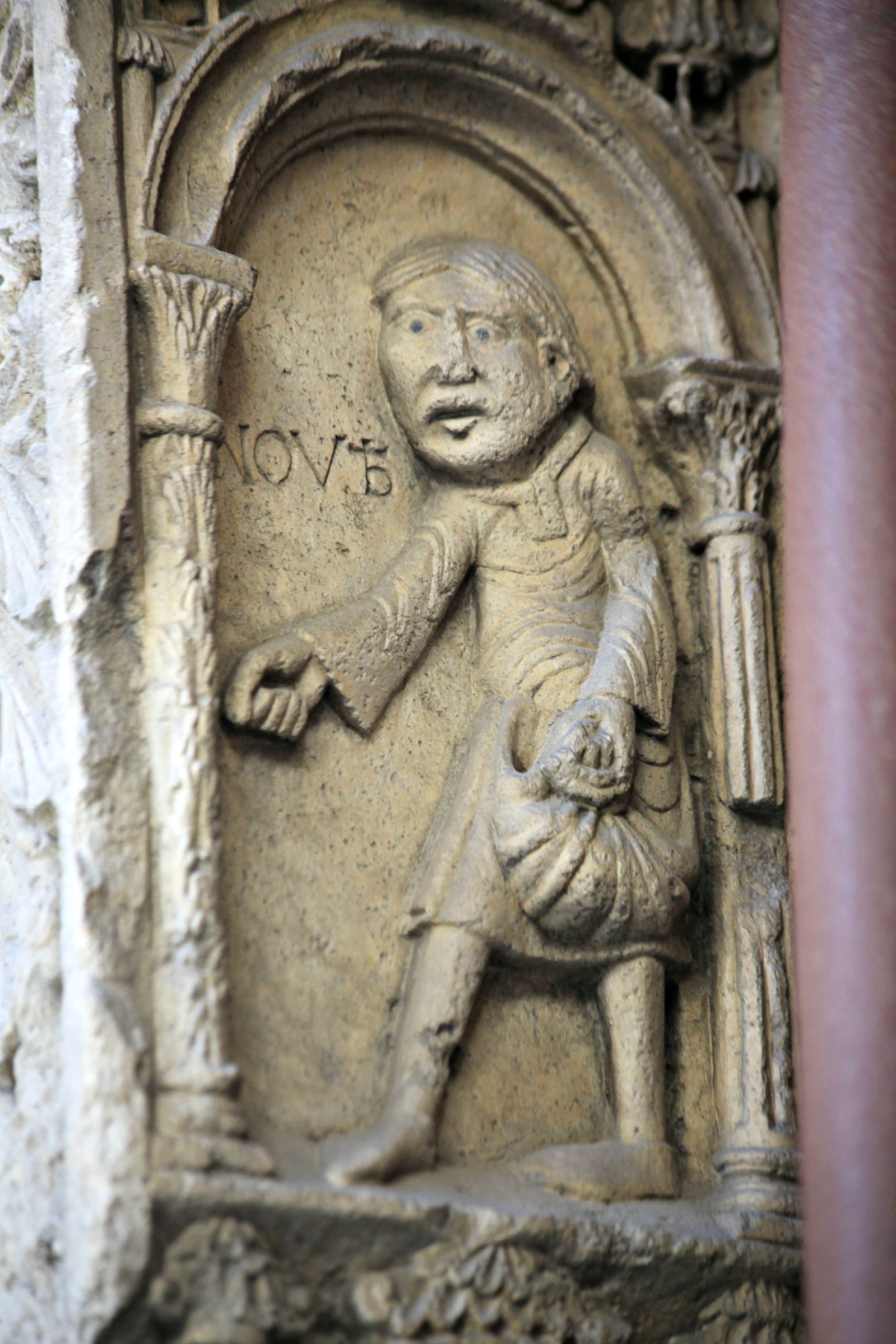
Particolare della serie dei 12 Mesi: Novembre

Negli intradossi degli stipiti sono riportate le allegorie dei mesi, a partire dal basso a destra:
- gennaio, con uomo incappucciato che brandisce una zampa di maiale
- febbraio, con uomo avvolto in una pelliccia che si scalda al fuoco
- marzo con contadino che pota la vite
- aprile, con uomo ben vestito in mezzo a fiori
- maggio, con uomo che conduce un cavallo
- giugno, con contadino che falcia l'erba
- luglio, con contadino che prepara i covoni
- agosto, con contadino che batte il grano
- settembre, con contadino che pigia l'uva
- ottobre, con contadino che travasa il vino nelle botti
- novembre, con contadino che semina il grano
- dicembre, con uomo che fa legna

Anche in questo caso si ricorda al pellegrino o al popolo che entra in chiesa la fatica che la vita lavorativa comporta per raggiungere il premio della salvezza.

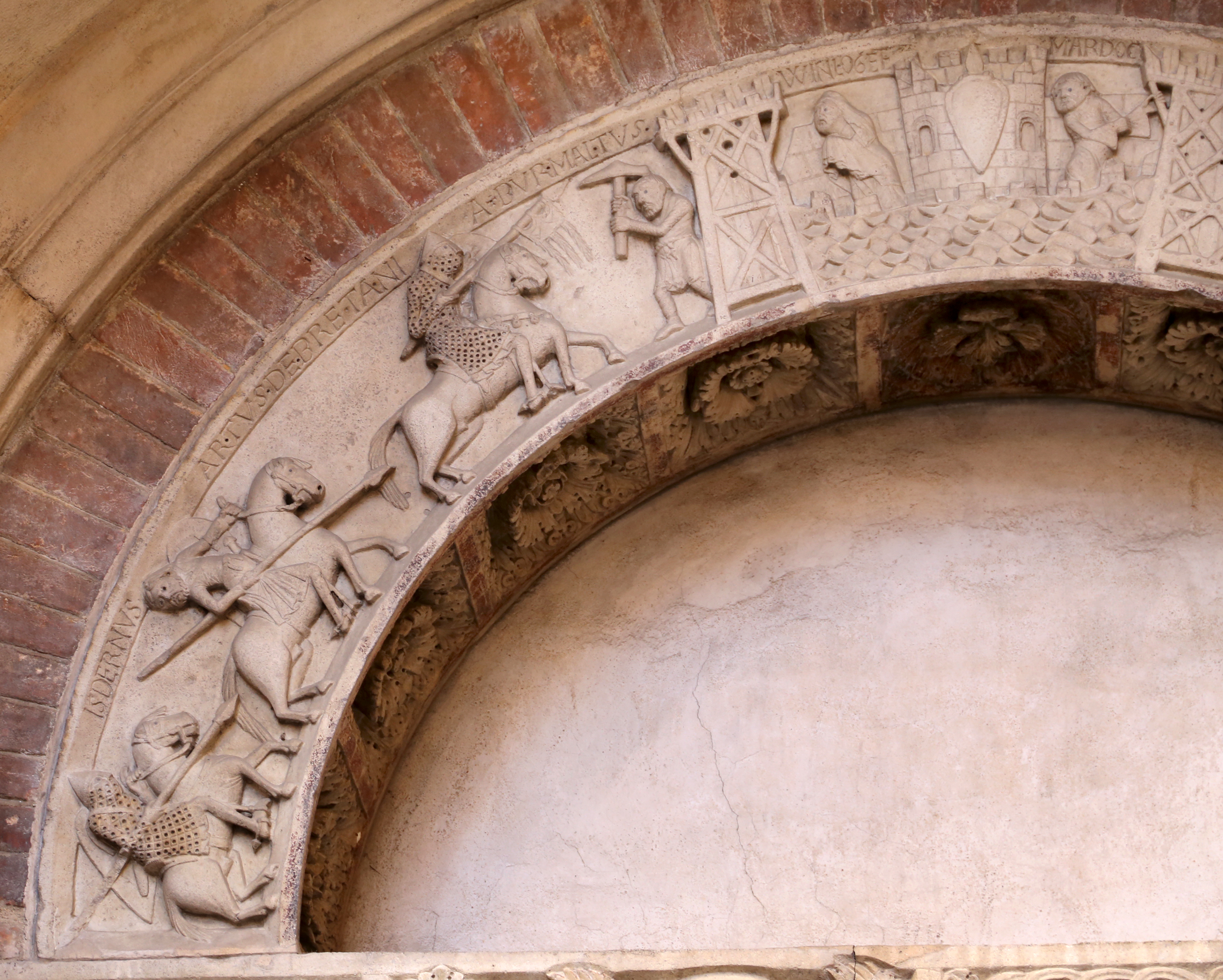
Particolare dell'archivolto

Sull'archivolto sono riportati sei cavalieri (tre per lato, con i loro nomi scolpiti in alto) che attaccano un castello in cui è rinchiusa la principessa Winlogee (Ginevra) difesa da Mardoc (Malagant), il fante Burmalto ed il cavaliere Carrado. Si tratta di una scena cavalleresca del ciclo di Re Artù di Bretagna (il cavaliere in lotta con il fante Burmalto), a cui partecipa un enigmatico cavaliere senza elmo e senza nome (il secondo da sinistra). Essendo il ciclo arturiano pubblicato per la prima volta nel 1136 (Historia Regum Britanniae di Goffredo di Monmouth), alcuni hanno ipotizzato che l'archivolto sia stato scolpito in un secondo momento, dopo tale data. Altri invece pensano ad una trasmissione orale del ciclo e quindi ad una data anteriore, entro il decennio (1110-1120).
La porta venne decorata da un allievo di Wiligelmo. Anche questo scultore, pur apprezzabile, non ha la forza espressiva e la tensione del suo maestro: i suoi telamoni non sono schiacciati dal peso che sopportano come quelli di Wiligelmo, il lavoro nelle allegorie dei mesi non è più, come quello di Adamo ed Eva della lastra della facciata, una condanna in espiazione del peccato, così pure non vi è drammaticità nella cavalcata della leggenda di re Artù, più simile a una passeggiata che a una battaglia. Tutto è più sereno e meno drammatico, e il rilievo è più piatto.

#### Il Maestro delle metope

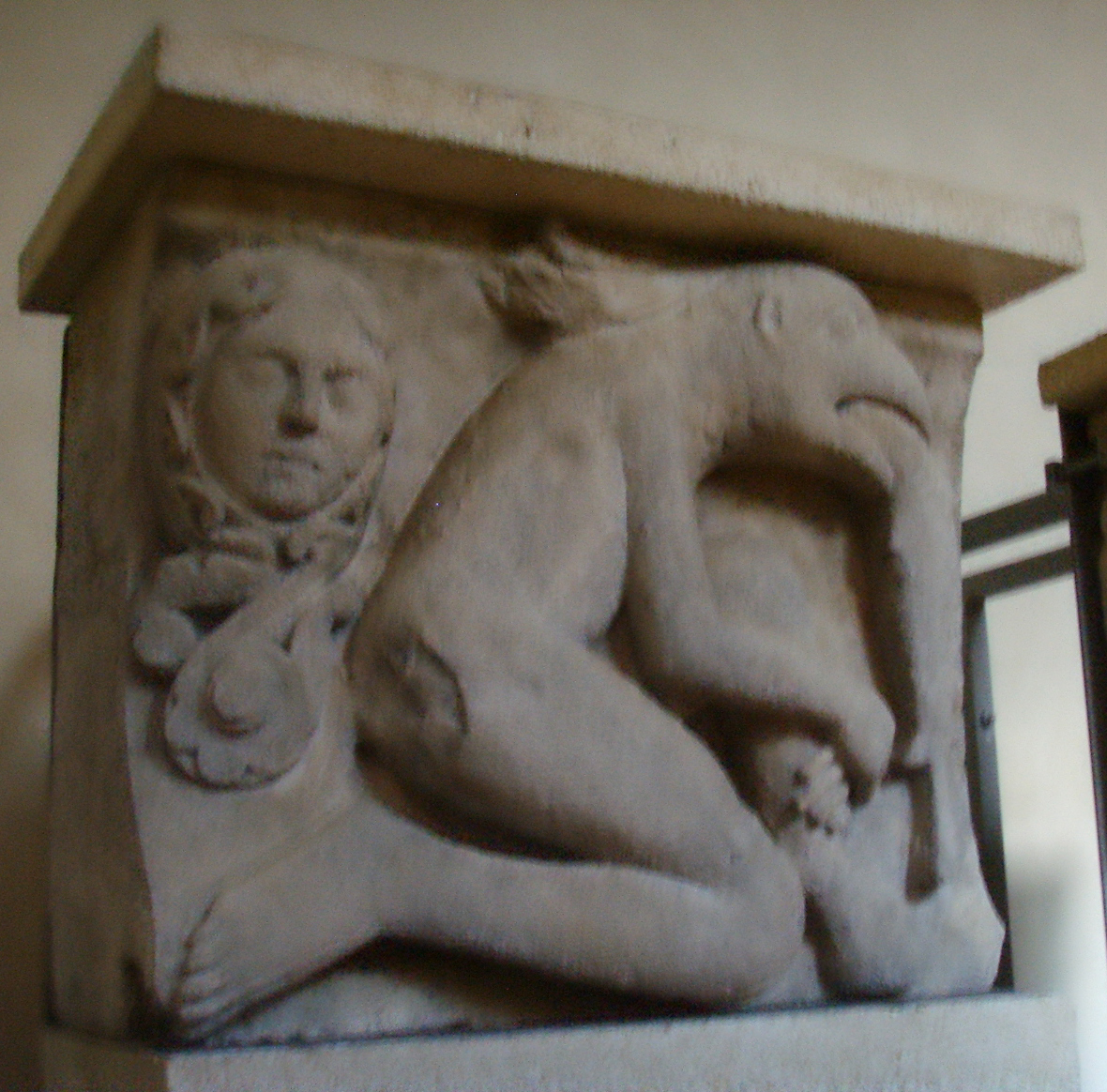
Maestro delle Metope, l'Ittiofago

L'ultimo intervento della scuola di Wiligelmo nei lavori di decorazione del Duomo prima dell'avvento dei Campionesi è quello relativo alle otto metope poste al disopra dei contrafforti esterni, opera di un seguace di Wiligelmo chiamato Maestro delle metope (1130 circa). Per sottrarle all'usura del tempo, furono trasportate nel Musei del Duomo di Modena e sostituite in loco da copie nel 1950. Vi sono raffigurate scene curiose, un vero unicum, con figure fantastiche in atteggiamenti originali e talora acrobatici, come le due persone sedute una delle quali è a testa all'ingiù. Si pensa che raffigurino gli abitanti delle regioni più remote della Terra, in attesa di ricevere il messaggio dell'evangelizzazione. Sono opera certamente di un grande scultore che, nella fermezza dei volumi e qualche altra consonanza si può ancora riferire a Wiligelmo, ma la resa è più minuziosa e raffinata, come nelle figurine su avorio: egli aveva ormai introdotto nella tradizione della scuola modenese elementi della scultura borgognona.
La scuola modenese degli allievi di Wiligelmo fu molto importante e influente nel nord d'Italia, come ad esempio nella chiesa abbaziale di San Silvestro nella vicina Nonantola.

### Anselmo e i maestri campionesi

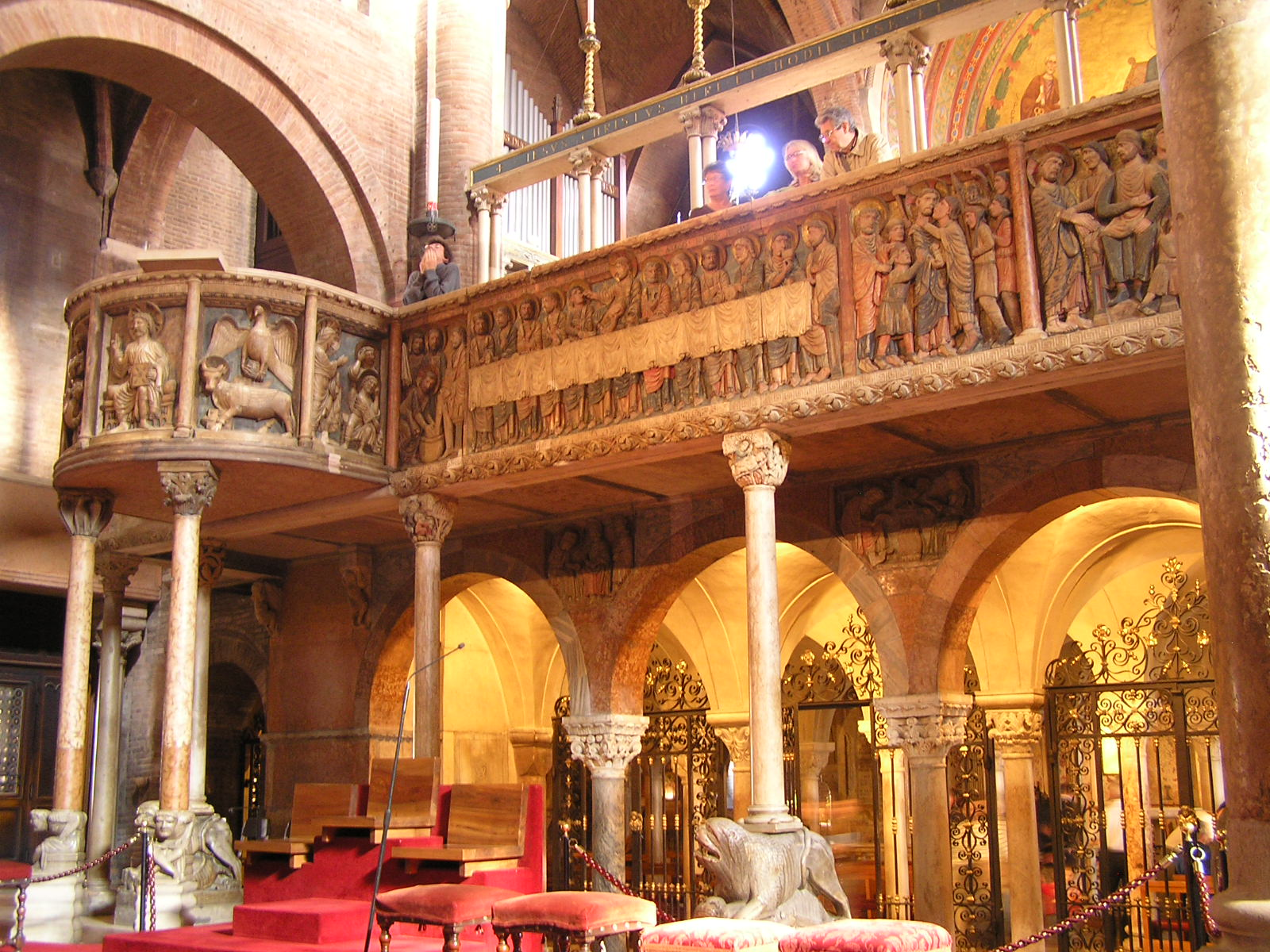
Il Pontile Campionese, con i simboli dei quattro Evangelisti e la rappresentazione dell'Ultima Cena.

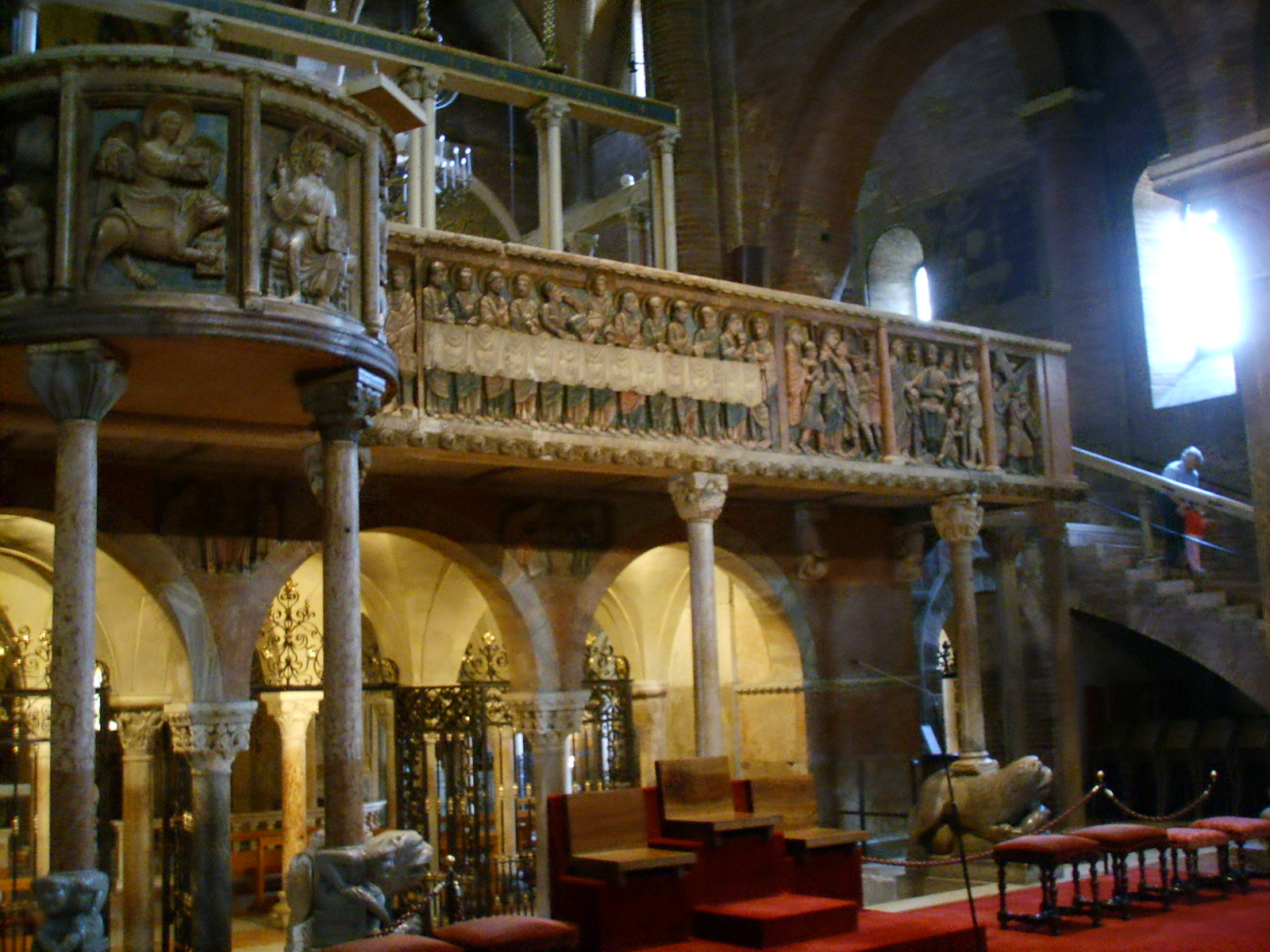
Il pontile dei maestri campionesi

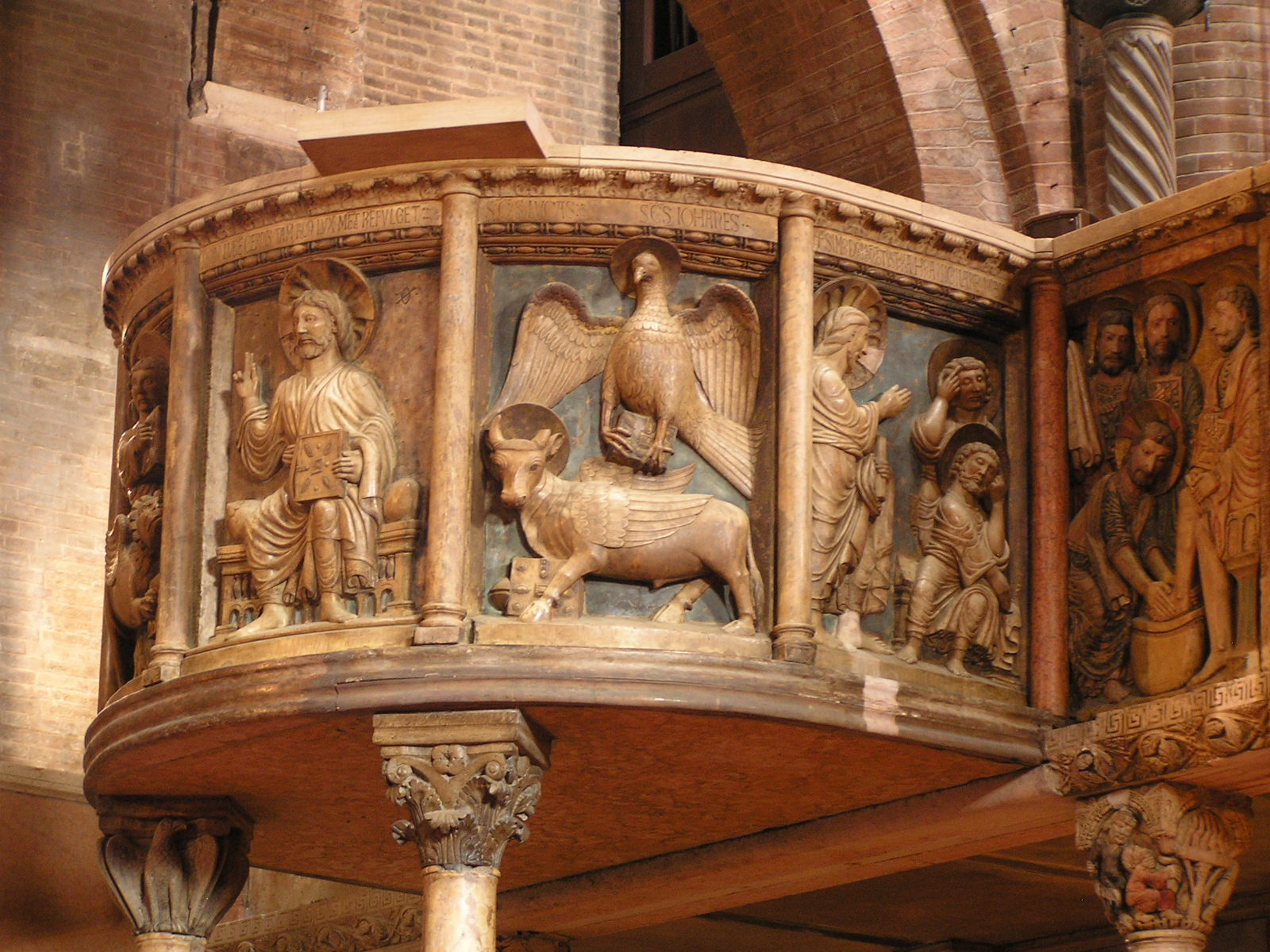
Dettaglio del Pontile, coi simboli degli Evangelisti.

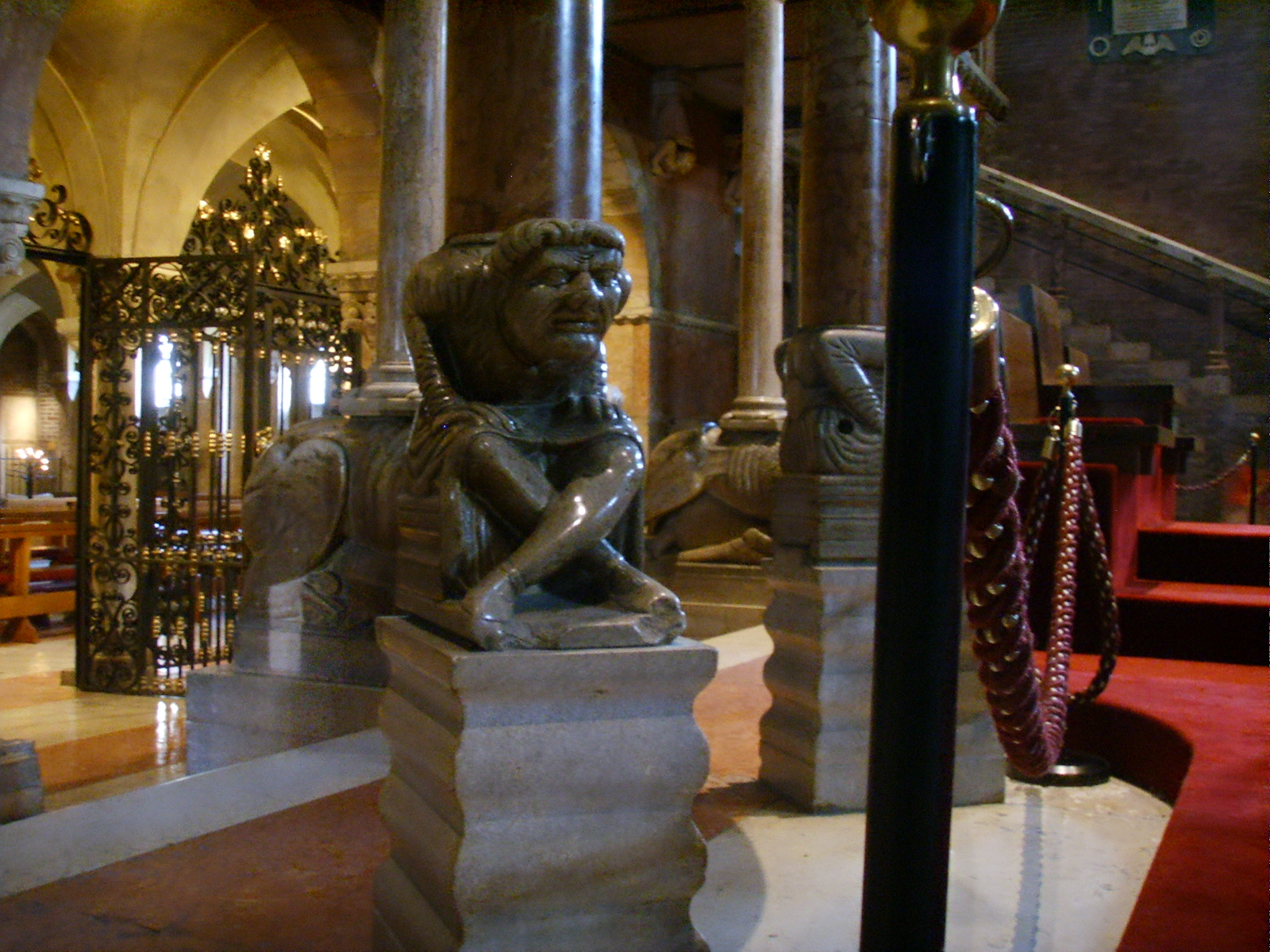
Telamone

Dopo Lanfranco e Wiligelmo, tra il XII e il XIV secolo il Duomo fu abbellito dai ripetuti interventi architettonici e scultorei di Anselmo da Campione e dei suoi allievi, tra cui il suo abiatico Arrigo da Campione.

#### Ambone (interno)
L'ambone, opera di Anselmo a cavallo tra XII e XIII secolo, consta di un pontile aggettante sorretto da colonne che a loro volta poggiano su telamoni seduti e curvi (simbolo di uomini di fede che sorreggono la chiesa) e da leoni stilofori che sono accucciati sulle loro prede ribelli (quelli più esterni simbolo del Cristo giudice che punisce i peccatori impenitenti) o su cavallo e cavaliere mansueti (quelli più interni simbolo del Cristo giudice che protegge le anime che cercano la sua protezione). I capitelli di tre delle 10 colonne a sostegno del pontile si rifanno ideologicamente all'aspettativa di salvezza con il sacrificio di Abramo, il martirio di San Lorenzo e Daniele nella fossa dei leoni. Altri due capitelli indicano aquile pronte a spiccare il volo, simbolo di Cristo che salva le anime. Gli altri cinque capitelli recano motivi vegetali.
Le quattro mensole che sostengono il pontile più internamente riportano telamoni, Sansone che smascella il leone (esterno destro) e un Leone che divora un peccatore (esterno sinistro). Questi ultimi rappresentano, rispettivamente, il virtuoso che sconfigge il male e il peccatore che si lascia divorare dal male. Sotto le mensole ci sono due bassorilievi raffiguranti Giuda che riscuote i denari e Pietro che rinnega Gesù Cristo, raffiguranti rispettivamente il peccatore impenitente e quello pentito.
Le sculture che esaltano le capacità scultoree dei Campionesi sono nei rilievi che ornano l'ambone con le figurazioni dei dottori della Chiesa in atto di scrivere su ispirazione di un angelo o di una colomba, simbolo dello Spirito Santo, dei simboli degli Evangelisti, di Cristo in maestà e di Cristo che risveglia gli apostoli nel Getsemani. Ma le opere che attraggono l'occhio del visitatore sono i rilievi marmorei dipinti del parapetto, ripristinato nelle sue forme originarie dal grande restauro dei primi anni del Novecento, raffiguranti scene della Passione di Gesù: 
- la Lavanda dei piedi,
- l'Ultima Cena,
- il Bacio di Giuda,
- la Cattura di Cristo,
- il Giudizio di Pilato,
- il Cireneo che porta la croce.

Di queste sculture non è noto l'autore che viene quindi chiamato Maestro campionese della Passione. Il suo stile viene accostato a quello dei contemporanei scultori provenzali, così come quello degli allievi di Wiligelmo è avvicinato agli scultori borgognoni.

#### Porta Regia

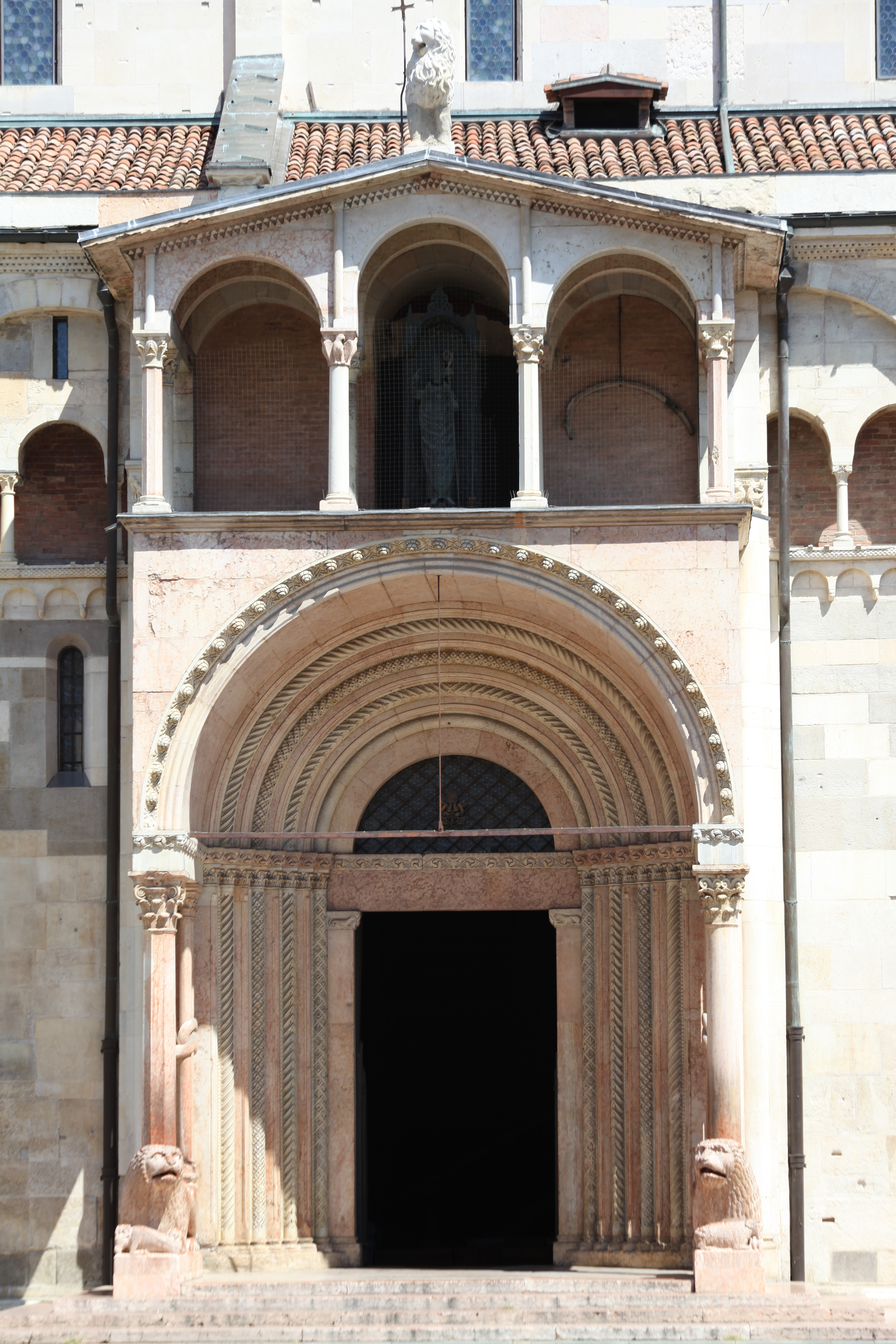
La Porta Regia

Anch'essa opera dei maestri campionesi, realizzata tra il 1209 e il 1231 sul fianco sud esterno alla destra della Porta dei Principi. Accessibile dall'esterno mediante una breve gradinata, è in marmo rosa, diverso dalla pietra bianca di tutto il paramento esterno. Ha un protiro a due piani retto al piano di sotto da quattro colonne. Le prime due, terminanti con capitelli corinzi, sono di diametro maggiore e sono sorrette da due grandi leoni stilofori, di cui quello a destra protegge con una sola zampa un animale mansueto (simbolo del Cristo che protegge il fedele giusto), mentre quello di sinistra doma con due zampe un animale che si dibatte (simbolo del Cristo giudice che condanna il peccatore impenitente). Le due colonne posteriori constano invece di quattro colonnine intrecciate, simbolo della Trinità. Una cornice a motivi vegetali corre frontalmente sotto la volta a botte.
Il secondo piano del protiro è articolato in due brevi campate e tre navatelle, delimitate frontalmente da tre arcate, sorrette in totale da otto colonnine terminanti con capitelli decorati da figure simboliche. Le arcate sono invece assenti lateralmente. All'interno è collocata una statua di san Geminiano ed una curiosa grande costola fossile di balena.
Minore, rispetto alle altre porte, è la sua decorazione scultorea, mentre molto maggiore è la sua imponenza architettonica: a strombo, delimitata da quattro colonne per lato, tutte diverse, intervallate da altrettanti spigoli smussati, per un totale di otto piccoli elementi terminanti con piccoli capitelli corinzi incassati che reggono una cornice a tralci vegetali ripetitivi che corrono lungo tutta la lunghezza del protiro, anche lateralmente. Gli stessi motivi delle colonne e degli spigoli smussati si propagano sull'archivolto.
Tra gli stipiti e l'architrave della porta, lasciati senza decorazioni, vediamo un aspide e un basilisco (a sinistra) ed un drago ed un leone (a destra) con la scritta in latino tratta dal Salmo 91,13 che corre sopra ai quattro animali: Sup(er) aspidem et basiliscu(m) a(m)bulabis, et conculcabis leone(m) et dracone(m) (Camminerai sull'aspide e sul basilisco, e calpesterai il leone ed il drago). La posizione in cui le quattro creature sono collocate, similmente alla portale centrale, richiamano ai pericoli della vita che saranno superati dalla fede in Dio ed entrata in Chiesa.

### Altri rilievi
Non è certamente di Wiligelmo, e nemmeno di un maestro campionese, l'altorilievo di Cristo in trono entro una mandorla posto al di sopra del rosone della facciata e sovrastato da una specie di baldacchino che, per motivi stilistici, è attribuito a un Maestro del Redentore vissuto molto dopo gli inizi del XIII secolo.
Una lastra di marmo bianco posta dopo la Porta Regia, opera di Agostino di Duccio, è divisa in quattro parti, datata e firmata (1442), e tratta lo stesso argomento delle Storie di san Geminiano, limitando però la rappresentazione alla guarigione della figlia dell'imperatore e alla consegna dei doni, a cui si aggiungono le miracolose esequie del santo alla presenza di san Severo, vescovo di Ravenna e la liberazione di Modena da Attila, che fa parte dell'agiografia tradizionale di san Geminiano: il santo fece scendere sulla città all'improvviso una fittissima nebbia sì da occultare Modena ad Attila, che procedette senza entrarvi; dal punto di vista storico questo miracolo è improbabile, dal momento che Attila non si avvicinò a Modena e nemmeno oltrepassò il Po, essendosi fermato al Ticino, dove accettò la pace propostagli dal papa Leone, e anche a causa della stanchezza dei suoi uomini rientrò in Germania.

## Opere conservate all'interno
L'interno conserva varie opere d'arte oltre a quelle già citate.

### La navata settentrionale
Subito dopo l'ingresso nella navata settentrionale si erge a grandezza naturale e con le vesti e le insegne vescovili la statua lignea di san Geminiano, forse del XIV secolo, opera di un ignoto scultore.
Più avanti troviamo il cosiddetto Altare delle statuine, una grandiosa ancona di terracotta del 1440-1441, a forma di polittico gotico, opera di Michele di Niccolò Dini, detto anche Michele dello Scalcagna o Michele da Firenze, con figure di santi entro nicchie, una predella con scene della vita di Gesù e un alto e slanciato coronamento di pinnacoli. Al centro sopra l'altare è un piccolo dipinto su pietra detto Madonna delle Ortolane o Madonna di Piazza (circa 1345), perché in origine era posto all'esterno sul fianco meridionale del duomo.
Proseguendo si può notare il sepolcro monumentale dell'abile condottiero di famiglia nobile modenese Claudio Rangoni, che fu al servizio dei Veneziani e anche del re di Francia Francesco I e morì a soli 28 anni; risale a circa il 1542 e fu costruito su disegno di Giulio Romano.
A metà della navata, prospiciente verso la navata centrale, è collocato il pulpito di Enrico da Campione (1322), ornato di statuine in terracotta (Madonna col bambino, redentore e nove santi), opera di plastici modenesi aggiunte nei secoli successivi. Sotto a questo un affresco di Tommaso da Modena raffigurante la Madonna col Bambino (1340-1349).

### Il presbiterio

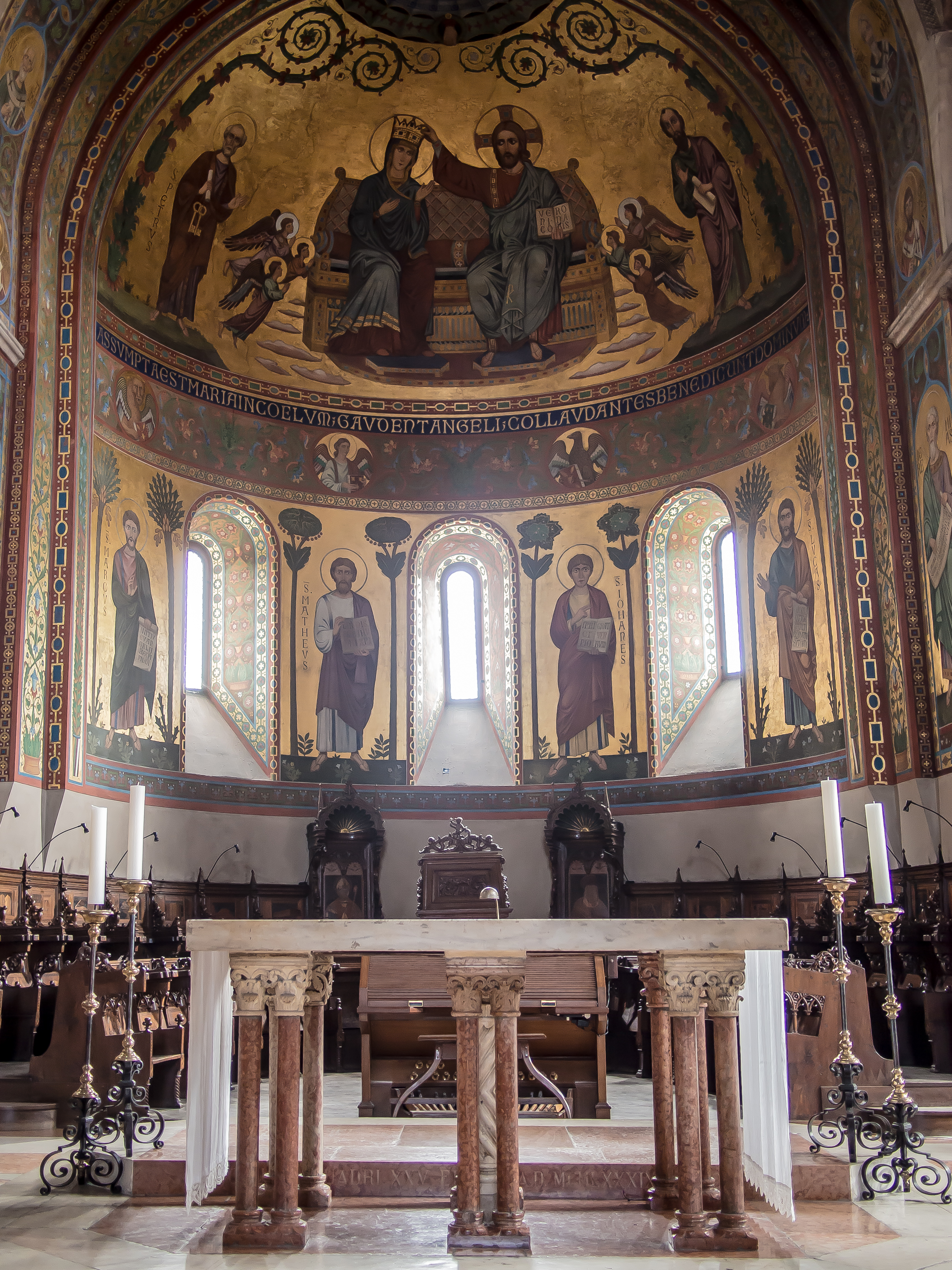
Abside centrale

Pende sopra il pontile un notevole crocifisso ligneo dipinto del 1270-1300 circa.
All'inizio del presbiterio, già collocata all'esterno del duomo presso la torre campanaria e trasferita all'interno nel 1897, si trova la statua di Agostino di Duccio che rappresenta il miracolo del santo patrono che salva un bambino caduto dalla Ghirlandina acciuffandolo per i capelli (1442 circa).
Nel presbiterio si trova anche il mirabile coro ligneo intarsiato del 1461-1465 opera degli esponenti di una dinastia di provetti ebanisti, i fratelli Cristoforo e Lorenzo Canozi, detti da Lendinara. Dotati di una tecnica raffinata dimostrano negli stalli intarsiati abilità compositiva e notevoli doti prospettiche derivate dagli studi di Piero della Francesca. Di Cristoforo sono anche i quattro pannelli intarsiati in legno appesi alla parete di sinistra del presbiterio che si caratterizzano per la capacità di rappresentare le fisionomie dei ritratti dei quattro Evangelisti oggetto degli intarsi (1477).
Del 1385 circa è il polittico del pittore modenese Serafino de' Serafini, situato nell'abside di sinistra e rappresentante l'Incoronazione della Vergine tra i santi Nicola e Cristoforo, Geminiano ed Antonio Abate, la Crocefissione e l'Annunciazione. Sotto al polittico si trova una lastra marmorea con la croce e animali che si fronteggiano del IX secolo, che proviene dalla prima cattedrale poi andata distrutta.
Le tre absidi sono affreschi mediocri ed anacronistici di due pittori modenensi in stile bizantino (1887-1888).

### La navata meridionale

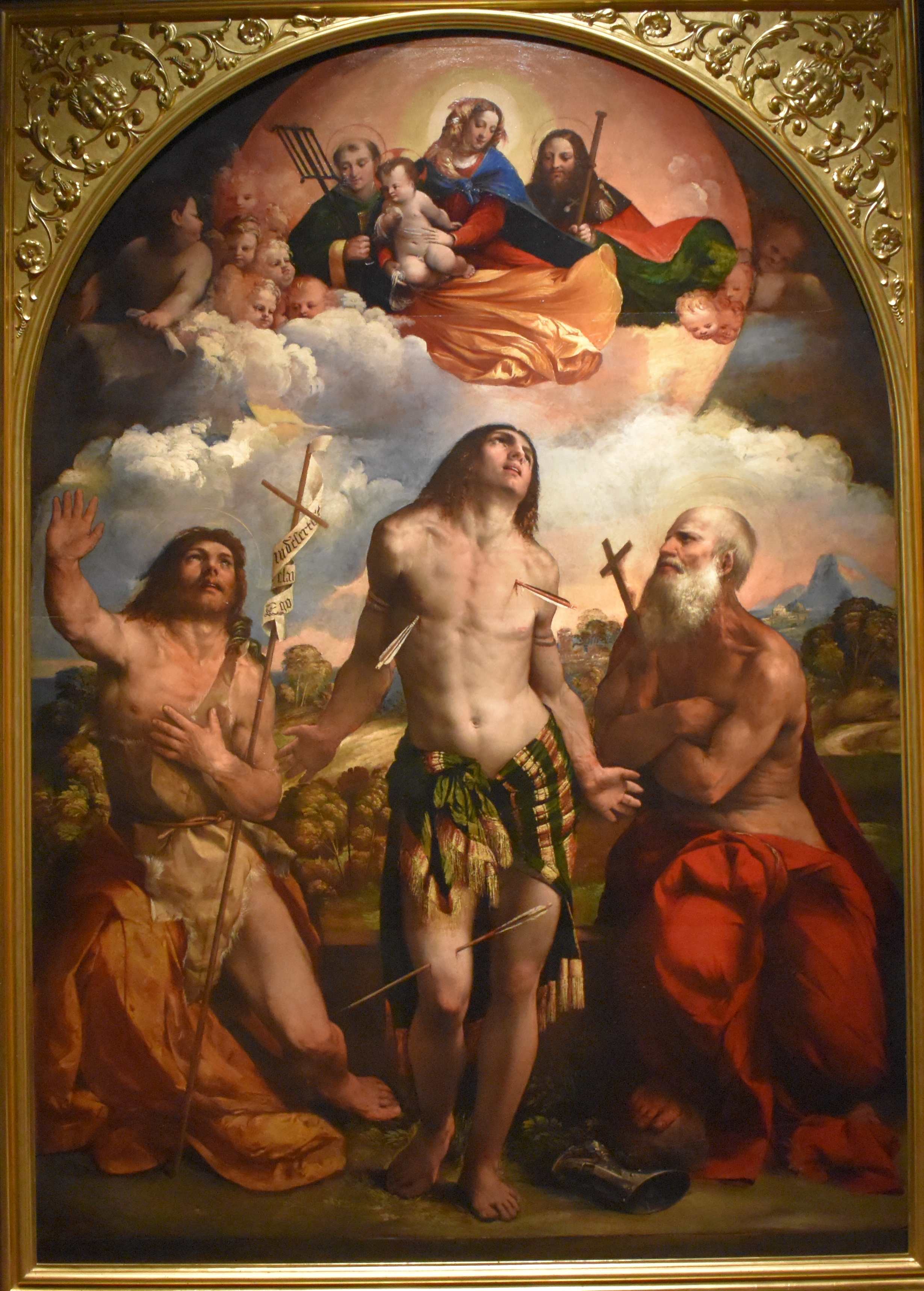
Dosso Dossi, Madonna col Bambino e i santi Lorenzo, Giacomo, Giovanni Battista, Sebastiano e Giobbe (Pala di San Sebastiano)

All'ingresso della navata meridionale si trova un grande affresco attribuito a Cristoforo da Lendinara che, oltre che intarsiatore, fu anche pittore. L'affresco risalente circa al 1472-1476, fu scoperto casualmente nel 1822, ed è stato in parte danneggiato dai bombardamenti del 1944. Desumibile stilisticamente da Piero della Francesca contiene una Madonna aureolata d'oro che spicca fra i santi Girolamo e San Bernardino da Siena; in alto è rappresentato il Giudizio Universale, l'Annunciazione e la Natività.
Più avanti si trova il Presepe in terracotta di Begarelli (1527), dalla notevole finezza nelle molte figure ispirate all'arte classica e dalla composizione scenografica; alle figure, già dipinte di bianco per simulare il marmo, in un recente restauro (che ha suscitato qualche critica dei modenesi, sempre attenti alle vicende del loro Duomo), è stato tolto il colore bianco, e ora appaiono del colore naturale della terracotta.
Più avanti è la Pala di san Sebastiano del 1518-1521 di Dosso Dossi, considerata uno dei capolavori d'arte sacra del pittore. Mostra il santo quasi in estasi nonostante il martirio, tra i santi Giovanni Battista e Giobbe e che rivolge il capo alla Madonna tra i santi Lorenzo e Giuacomo su una nuvola che lo sovrasta. Evidenti sono gli influssi coloristici di Tiziano. Sotto alla pala un paliotto in argento e rame dorato del XIX secolo.
Oltre si trova anche il monumento funerario in marmo di Francesco Maria Molza, poeta di nobile famiglia modenese, opera del 1516 di Bartolomeo Spani che lavorò anche a Reggio Emilia e a Roma.

## Organi
il Duomo ospita tre organi a canne.

### Organo maggiore
L'organo maggiore del duomo di Modena, a trasmissione elettro-pneumatica, fu costruito nel 1934 dalla ditta Balbiani Vegezzi-Bossi. È stato restaurato dalla stessa nel 1984, e in tale occasione fu realizzata una nuova consolle. Dal 2011 lo strumento ha due consolle: una di fianco l'altar maggiore, l'altra nel coro. Sono dotate entrambe di due manuali di 61 note ed una pedaliera concavo-radiale di 32 note. Le canne sono situate in due corpi differenti: quelle del Grand'Organo (prima tastiera) e del Pedale alla sinistra del coro, quelle dell'Espressivo (seconda tastiera) in cassa espressiva situata nella parte del sottotetto dell'abside.

### Organo Traeri
Nel duomo di Modena si trova anche un secondo organo, costruito nel 1719 da Giandomenico Traeri. Lo strumento, di piccole dimensioni, è a trasmissione meccanica ed ha una tastiera di 45 note ed una pedaliera a leggio di 12, entrambe con prima ottava scavezza. Il pedale è privo di registri propri ed è costantemente unito al manuale.

### Organo Puccini
Vi è un terzo organo, costruito nel 2012 da Nicola Puccini, utilizzato prevalentemente per l'accompagnamento della Cappella Musicale del Duomo.

## Importanza del Duomo di Modena nella storia dell'architettura
Il Duomo di Modena è una testimonianza rara e incredibilmente ben conservata in stile romanico in generale, sia all'esterno che all'interno. Già i Campionesi fecero in modo di inserire alcuni elementi formali gotici, ma ciò si accordò perfettamente al romanico di Lanfranco e Wiligelmo, che domina incontrastato.
Gli interventi successivi sono limitati a opere accessorie che non alterarono la struttura. Ciò a differenza del Duomo di Parma (1106), che vide rifatte nel Cinquecento le absidi interne, e parzialmente nascoste dalla sagrestia due delle esterne, oltre alla costruzione della cupola internamente affrescata dal Correggio.
Nel Duomo di Cremona (1107), pur conservandosi l'impianto strutturale romanico originario, vi sono state altresì modifiche - si pensi al grandioso ciclo cinquecentesco di affreschi nella navata maggiore - che hanno interessato la grande cattedrale fino al XVI secolo (vedasi i due bracci due-trecenteschi del lungo transetto e la parte alta della facciata principale).
Allo stesso modo, il Duomo di Ferrara, romanico in origine, subì varie aggiunte tra i secoli XIII quando la facciata venne "goticizzata" e l'interno completamente rinnovato nel Settecento e alla fine dell'Ottocento. Stessa sorte subirono altre importanti cattedrali:
- Nel Duomo di Mantova di romanico resta solo il campanile;
- Nel Duomo di Lodi la facciata vede assieme elementi romanici, gotici e rinascimentali, mentre l'interno è stato pesantemente restaurato;
- Nel Duomo di Reggio nell'Emilia, costruito nel secolo XIII e poi molto rimaneggiato, la facciata è romanica in alto mentre in basso ha un rivestimento marmoreo del 1544;
- Nel Duomo di Treviso la mescolanza degli stili è macroscopica, fino al pronao esastilo neoclassico del 1808, e di romanico sono soltanto alcuni resti.

Il Duomo di Modena non subì questa sorte a causa del tempo, relativamente breve per quell'epoca, impiegato per il suo compimento, che non comportò il mutare dei gusti estetici del popolo e degli artisti, che non avrebbero sopportato la continuazione dei lavori secondo forme ormai passate di moda e non più gradite. Risale infatti al 1184 la definitiva consacrazione da parte di papa Lucio III, ad attestare che il duomo era ormai completato in tutte le sue parti.
Restano altre cattedrali romaniche a Fidenza, a Piacenza, ecc., ma sono più tarde, mentre una diretta filiazione del suo stile è la Basilica di San Zeno a Verona, dove sono citati quasi tutti gli elementi architettonici, dalla facciata a spioventi tripartita, alla galleria di loggette (sebbene qui interpretata con doppie colonnine), ai grandi pannelli scultorei accanto al portale.

## Misure
Per un confronto con le altre principali chiese romaniche della regione si riporta una tabella con le principali misure
|                           | Duomo di Piacenza | Duomo di Fidenza           | Duomo di Parma              | Duomo di Modena                          | Abbazia di Nonantola | Duomo di Ferrara | Abbazia di Pomposa          | Abbazia di San Mercuriale        |
| ------------------------- | ----------------- | -------------------------- | --------------------------- | ---------------------------------------- | -------------------- | ---------------- | --------------------------- | -------------------------------- |
| Lunghezza totale esterna  | 85,0 m            | 50,5 m                     | 81,7 m (escluso il protiro) | 66,9 m                                   | 45,4 m               | 118,0 m          | 44,0 m (con atrio e abside) | originaria 32,5 m attuale 46,2 m |
| Lunghezza totale interna  | -                 | 47,0 m                     | 78,5 m                      | 63,1 m                                   | 52,0 m               | -                | 42,0 m                      | -                                |
| Larghezza totale facciata | 32,0 m            | 26,6 m (comprese le torri) | 28,0 m                      | 24,7 m                                   | 25,1 m               | 22,8 m           | 18,35 m                     | 15,40 m (escluso il campanile)   |
| Altezza esterna facciata  | 32,0 m            | -                          | 29,0 m                      | 22,3 m (coi pinnacoli 29,6 m)            | -                    | 17,0 m           | 14,1 m                      | 12,85 m                          |
| Altezza campanile         | 71 m              | -                          | 64 m                        | 86,12 m (compreso rialzo del XIV secolo) | -                    | 45 m             | 48,5 m                      | 75,58 m                          |